# Canis lupus
Il lupo grigio (Canis lupus Linnaeus, 1758), noto anche come lupo comune o semplicemente lupo, è un canide lupino presente nelle zone remote del Nord America e dell'Eurasia. È il più grande della sua famiglia, con un peso medio di 43-45 kg per i maschi e 36-38,5 kg per le femmine. Oltre che per le dimensioni, il lupo grigio si distingue dagli altri membri del genere Canis per il muso e le orecchie meno appuntite. Il suo mantello invernale è lungo e folto, prevalentemente grigio variegato, ma alcuni esemplari possono presentare colorazioni bianche, rosse, brune o nere.
È la specie del genere Canis più abile nella caccia cooperativa di grossa selvaggina, come dimostrato dalla sua natura gregaria e dal suo avanzato linguaggio del corpo. Ciononostante, è ancora geneticamente vicino agli altri Canis, inclusi il coyote (Canis latrans) e lo sciacallo dorato (Canis aureus), al punto da poter produrre ibridi. La sua convivenza con l'uomo ha portato alla prima domesticazione animale, dando origine al cane domestico, il suo parente più stretto, con cui condivide un progenitore comune da cui si separò circa 14 900 anni fa.
È l'unico membro selvatico del genere Canis presente sia nel Vecchio che nel Nuovo Mondo. Il lupo apparve per la prima volta in Eurasia nel Pleistocene, giungendo in Nord America almeno tre volte durante l'epoca Rancholabreana. È un animale sociale, il cui gruppo è costituito da una famiglia nucleare. Tipicamente è un superpredatore, minacciato seriamente solo dagli esseri umani e da pochi altri superpredatori di taglia maggiore con cui condivide l'habitat, come le tigri. È un predatore generalista e opportunista: si nutre prevalentemente di ungulati di grossa taglia, ma anche di prede più piccole, bestiame, carogne e scarti alimentari.
Il lupo grigio è uno degli animali più studiati e conosciuti. Su di esso sono stati scritti più libri che su qualunque altro animale selvatico. Ha una lunga storia di interazione con l'uomo: è stato spesso detestato e perseguitato dalle comunità pastorali, mentre ha ricevuto maggiore rispetto nelle società agricole e di caccia-raccolta. Sebbene la paura dei lupi sia radicata in molte culture umane, la maggior parte degli attacchi all'uomo è stata attribuita ad esemplari affetti da rabbia. I lupi sani hanno attaccato e ucciso esseri umani, soprattutto bambini, ma solo sporadicamente, essendo per natura schivi e timidi.
Un tempo era uno dei mammiferi più diffusi nell'emisfero boreale, ma la persecuzione umana ha causato la sua estinzione in gran parte dell'Europa occidentale, del Messico e degli Stati Uniti. Oggi si trova principalmente in Canada, negli Stati Uniti (soprattutto in Alaska), in Europa settentrionale e in Asia settentrionale. In Italia (sugli Appennini e sulle Alpi Occidentali), in Francia, Svizzera e sui Pirenei è presente una sottospecie, il lupo appenninico (Canis lupus italicus), mentre sulle Alpi Orientali (in Italia, Slovenia e Austria) è presente la sottospecie tipica (Canis lupus lupus). In Sicilia era presente il lupo siciliano (Canis lupus cristaldii), estintosi nel XX secolo.
Il declino della popolazione dei lupi grigi si è arrestato negli anni Settanta, portando alla ricolonizzazione spontanea (come nell'Italia settentrionale) e alla reintroduzione artificiale (come negli Stati Uniti) in aree da cui era scomparso. Questo cambiamento è stato possibile grazie alla protezione legale e ai mutamenti nella gestione del territorio. Tuttavia, la competizione con l'uomo per il bestiame e la selvaggina, le preoccupazioni per la sicurezza umana e la frammentazione dell'habitat continuano a rappresentare minacce per la specie. Malgrado ciò, il lupo grigio è classificato come "a rischio minimo di estinzione" nella Lista rossa IUCN.

## Etimologia
Il termine «lupo» deriva dal vocabolo latino lupus, che a sua volta è un prestito di origine sabina. Secondo il prete inglese Edward Topsell, la radice sarebbe di origine greca antica, probabilmente da λέοπος o λουκᾶς (in ionico-attico λῦκος). Quest'ultima deriverebbe a sua volta dall'indoeuropeo, più precisamente dalla radice wlkwo.

## Descrizione fisica

### Anatomia e dimensioni

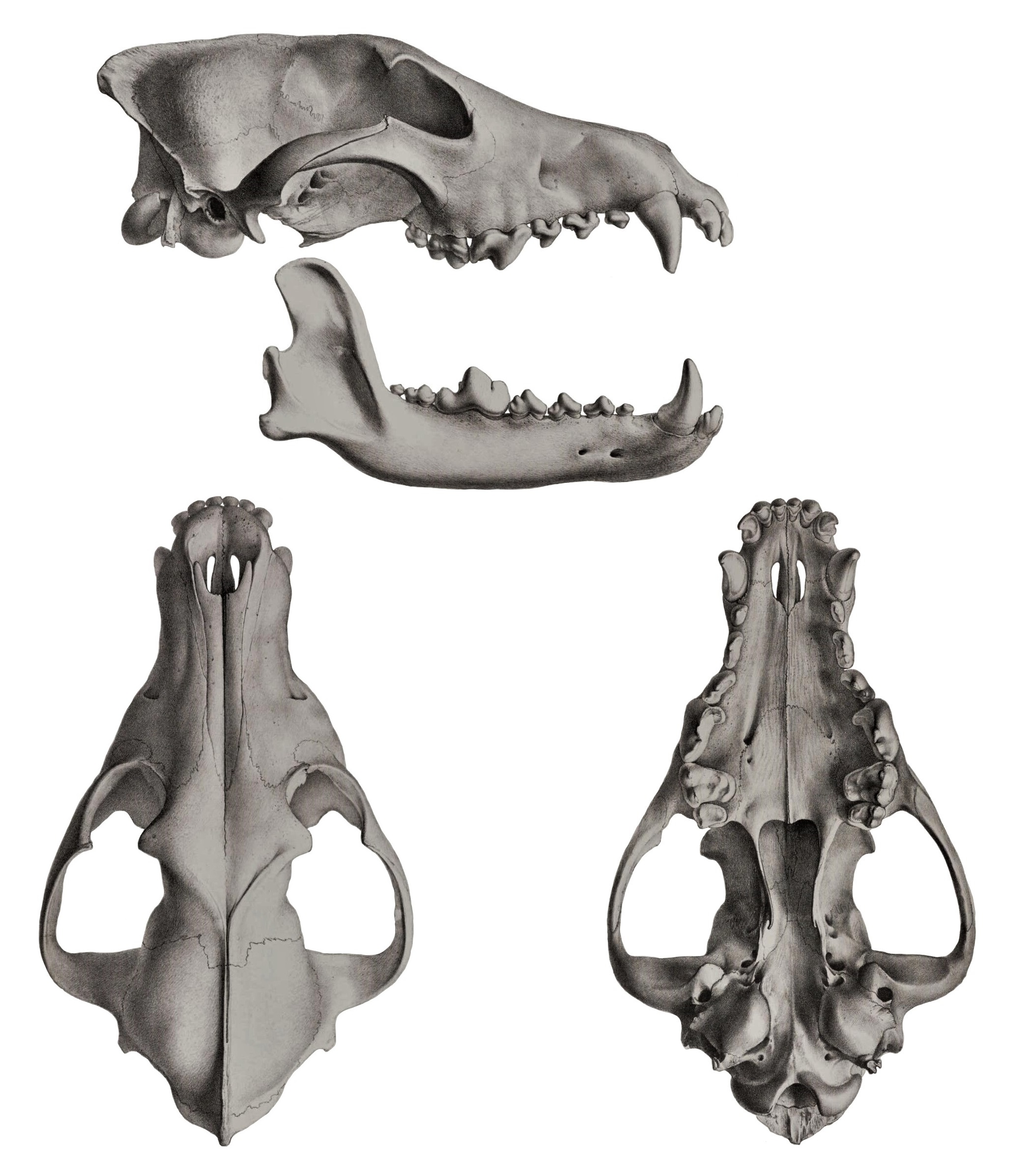
Illustrazione del cranio

Rispetto agli altri canidi lupini del genere Canis, il lupo grigio è più grande e pesante, con un muso più robusto, orecchie più corte, torace più profondo e coda più lunga. Ha una corporatura snella ma robusta, con la schiena leggermente inclinata e il collo muscoloso. Gli arti del lupo grigio sono leggermente più lunghi rispetto a quelli degli altri canidi, il che gli conferisce maggiore agilità e velocità, specialmente sulla neve. Le femmine tendono ad avere teste più snelle, colli meno muscolosi, zampe leggermente più corte e spalle meno robuste rispetto ai maschi. I suoi denti sono grandi e robusti, adatti a una dieta ossifraga. Le mascelle sono in grado di esercitare una pressione di circa 100 kg/cm², quasi il doppio di quella di un cane da pastore tedesco. Il lupo grigio si muove solitamente con un'andatura ampia e regolare, posizionando le zampe posteriori nelle orme di quelle anteriori. Questo passo può essere mantenuto per ore a una velocità di 8-9 km/h. Può raggiungere velocità massime di 55-70 km/h, spiccare balzi in orizzontale fino a 5 metri e mantenere una velocità di 50-60 km/h per circa 20 minuti.

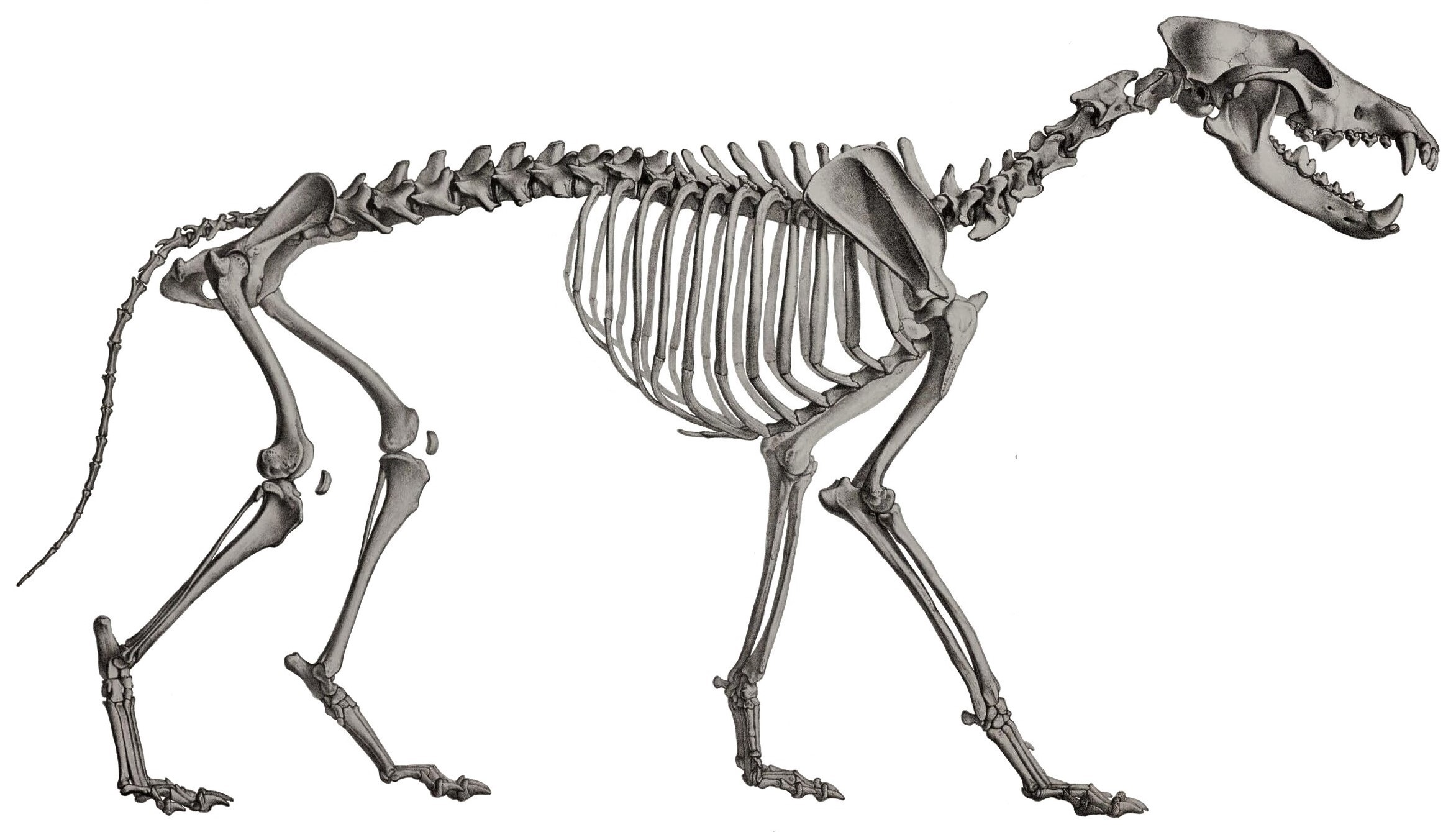
Illustrazione dello scheletro

Con l'eccezione di alcune grandi razze di cani domestici, il lupo grigio è il canide più grande. Il suo peso e la sua taglia variano geograficamente, seguendo un incremento proporzionale con la latitudine, in accordo con la regola di Bergmann. Ciò è evidente nei grandi lupi del Canada e dell'Alaska, che possono superare in peso le popolazioni mediorientali e dell'Asia orientale fino a 3-6 volte. Normalmente, un lupo adulto misura 105-160 cm di lunghezza e 80-85 cm di altezza al garrese. La coda misura 29-50 cm, le orecchie 9-11 cm, e i piedi posteriori 22-25 cm. La testa misura 22,9 cm di lunghezza e 13-15,2 cm di larghezza.
Il peso varia a seconda della regione: i lupi europei pesano in media 38,5 kg, i lupi nordamericani circa 36 kg e i lupi mediorientali e indiani intorno ai 25 kg. Le femmine tendono a pesare 2-5 kg in meno rispetto ai maschi. Esemplari superiori a 54 kg sono rari, ma alcuni individui eccezionalmente grandi sono stati registrati in Alaska, Canada ed ex Unione Sovietica. Il lupo più pesante mai segnalato in Nord America fu abbattuto il 12 luglio 1939 lungo il 70 Mile River, nell'Alaska centro-orientale, e pesava 79,4 kg. Il lupo più pesante dell'Eurasia, invece, fu ucciso dopo la Seconda guerra mondiale nell'Oblast' di Poltava, in Ucraina, con un peso di 86 kg.

### Mantello

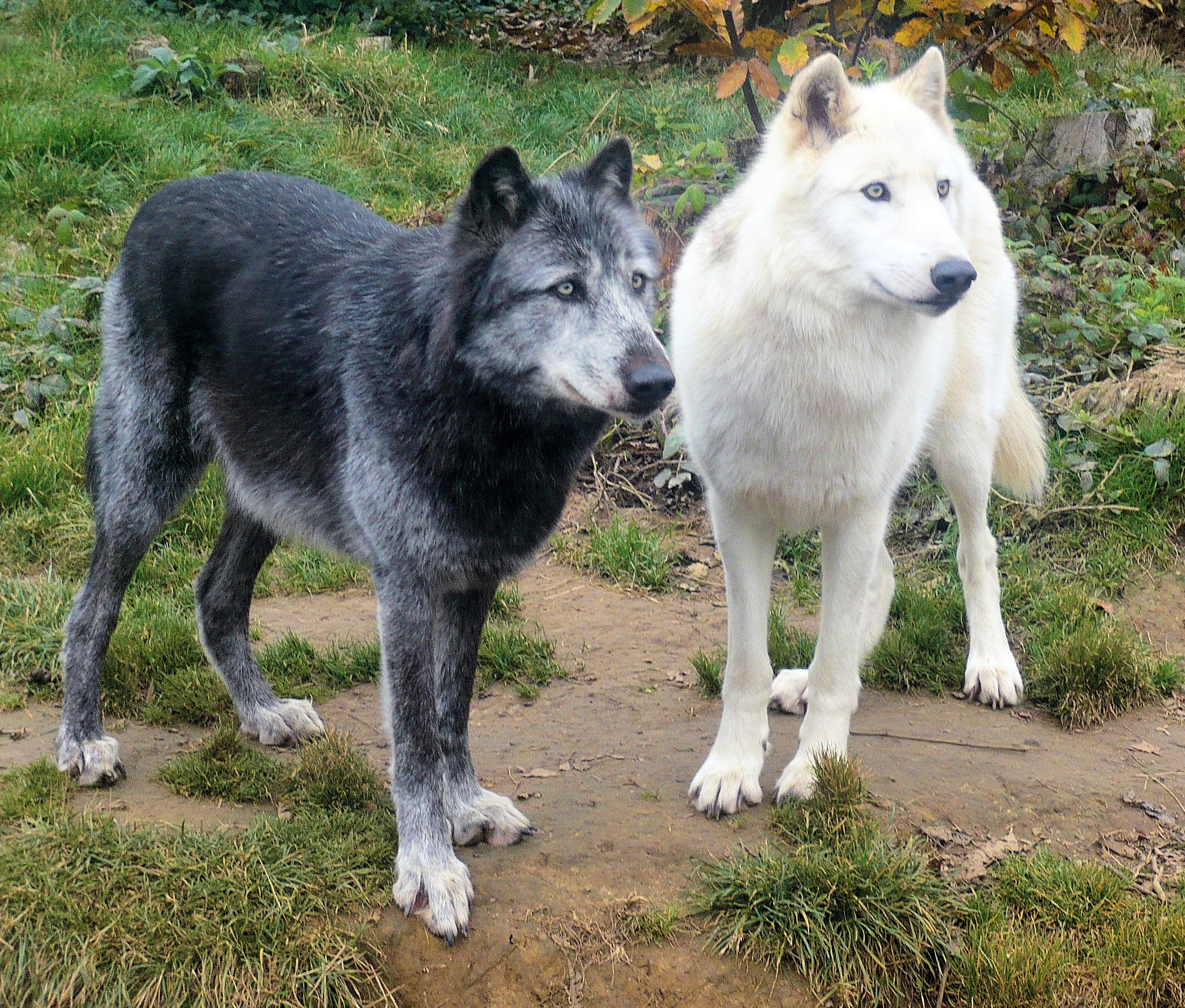
Lupi neri e bianchi, Pays de la Loire.

Il lupo grigio possiede un mantello invernale molto denso e morbido, composto da una lanugine corta e da una giarra lunga e ruvida. La maggior parte della lanugine viene persa in primavera, per poi ricrescere in autunno. I peli più lunghi si trovano sulla schiena, in particolare sulle spalle e sul collo. I peli delle guance sono allungati e formano caratteristici ciuffi. Il mantello invernale è estremamente resistente al freddo. I lupi dei climi nordici possono riposare all'aperto senza difficoltà anche a temperature di -40 °C, ponendo il muso tra le zampe posteriori e coprendolo con la coda. Nei climi più caldi, invece, il pelo è più ruvido e scarso.

Il colore del pelo varia dal quasi bianco puro a varie sfumature di biondo, crema, ocra, grigio, bruno e nero. Queste variazioni cromatiche tendono a essere più accentuate alle latitudini più elevate. Non vi sono differenze significative di colore tra maschi e femmine, anche se queste ultime tendono ad avere sfumature leggermente più rossicce. I lupi neri del Nord America hanno ereditato l'allele Kb, responsabile del melanismo, a seguito di un antico incrocio con i cani domestici. Tuttavia, nei lupi iraniani, la mutazione è di origine completamente naturale. I lupi neri sono particolarmente diffusi in Nord America, specialmente nel Parco nazionale di Yellowstone, dove circa la metà della popolazione è costituita da esemplari melanici.

## Evoluzione e tassonomia

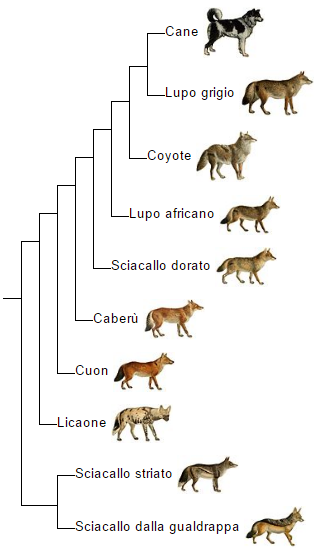
Albero filogenetico del lupo e i suoi parenti.

### Origini

#### Antenati
L'antenato più probabile del lupo grigio è il Canis lepophagus, un canide nordamericano di piccola taglia risalente al Miocene, che potrebbe essere anche l'antenato del Canis latrans. Dopo l'estinzione dei borofagini, grossi canidi simili alle iene, il C. lepophagus si evolse verso dimensioni maggiori, sviluppando un cranio più massiccio. I fossili di questi esemplari, ritrovati soprattutto nel Texas settentrionale, potrebbero appartenere agli antenati del lupo grigio. I primi lupi anatomicamente moderni apparvero nel Pleistocene inferiore. Tra questi si distingue il Canis priscolatrans, una specie di piccola taglia, simile all'odierno Canis lupus rufus, che colonizzò l'Eurasia attraversando il Ponte di Bering. Le nuove popolazioni eurasiatiche di C. priscolatrans si evolsero dapprima in Canis mosbachensis e, successivamente, in Canis lupus.
Il lupo grigio propriamente detto apparve più tardi, durante il Pleistocene medio, circa 500000-300000 anni fa. Inizialmente fu un concorrente della iena delle caverne per il ruolo di predatore alfa in Eurasia, evitando però le grandi prede preferite dalla iena e concentrandosi invece su ungulati più piccoli, come camosci e cervi. Durante i cambiamenti climatici dell'Ultimo massimo glaciale, il lupo grigio prese il sopravvento, mentre la iena delle caverne si estinse, apparentemente svantaggiata dagli ambienti caratterizzati da innevamenti frequenti.

#### Sviluppo delle sottospecie
Gli studi sul DNA mitocondriale (mtDNA) dei canidi hanno rivelato l'esistenza di tre stirpi principali di lupo grigio. La più antica è quella del lupo himalayano, la cui origine risale a circa 800 000 anni fa e che attualmente vive nelle regioni himalayane del Kashmir, dell'Himachal Pradesh e del Nepal orientale. È probabile che il Canis lupus pallipes, diffuso nell'India meridionale, si sia differenziato dal lupo dell'Himalaya circa 400 000 anni fa. La stirpe più giovane è rappresentata dal Canis lupus filchneri del Tibet, che ebbe origine circa 150 000 anni fa. Quest'ultima, nota come "stirpe boreale", si espanse successivamente in Europa e nel Nord America.
I lupi giapponesi, ormai estinti, discendevano dai lupi boreali. Colonizzarono la penisola coreana e il Giappone prima che quest'ultimo si separasse dal continente asiatico, circa 20 000 anni fa, durante il Pleistocene. Con l'inizio dell'Olocene, l'espansione dello stretto di Tsugaru separò l'isola di Honshū da Hokkaidō, causando cambiamenti climatici che portarono all'estinzione della maggior parte della grande fauna indigena. I lupi giapponesi si adattarono a questi cambiamenti attraverso un processo di nanismo insulare, iniziato circa 13 000 anni fa e conclusosi 7000 anni fa. Il Canis lupus hattai, presente nell'isola di Hokkaidō, era più grande rispetto alla sua controparte meridionale, il Canis lupus hodophilax, grazie a un habitat più montuoso, a un numero maggiore di prede di grandi dimensioni e allo scambio genetico con i lupi siberiani migrati nell'isola.
Il Canis lupus colonizzò il Nord America durante il tardo Rancholabreano, attraversando il Ponte di Bering in almeno tre migrazioni separate, ciascuna delle quali rappresentata da diversi cladi di lupi grigi eurasiatici. Tra i primi a migrare vi fu un ecomorfo ipercarnivoro, caratterizzato da una struttura robusta, che però non si espanse oltre l'Inlandsis del Wisconsin, probabilmente a causa della presenza, più a sud, del Canis dirus. Entrambe queste specie si estinsero durante il Quaternario, senza lasciare discendenti. La prima stirpe di lupi a insediarsi stabilmente nel Nord America fu quella degli antenati del Canis lupus baileyi, successivamente spinti verso sud dal Canis lupus nubilus. Quest'ultimo, a sua volta, fu spinto verso est e sud dal più grande Canis lupus occidentalis, un processo che continua ancora oggi.

### Sottospecie
La tassonomia del lupo grigio ha subito numerose revisioni, soprattutto in Nord America. Nel 1944, lo zoologo Edward Goldman descrisse 23 sottospecie nordamericane, basandosi esclusivamente sulla morfologia. Tuttavia, nel 1995, il mammologo Ronald Nowak, basandosi sulle dimensioni del cranio, criticò un numero così elevato di sottospecie e concluse che ne esistevano solo cinque: C. l. occidentalis, C. l. nubilus, C. l. arctos, C. l. baileyi e C. l. lycaon. Nowak descrisse anche cinque sottospecie eurasiatiche: C. l. lupus, C. l. albus, C. l. pallipes, C l. cubanensis e C. l. communis. Nel 2003, riconobbe inoltre C. l. arabs, C. l. hattai, C. l. hodophilax e C. l. lupaster.
Dal 2005, la Mammal Species of the World (MSW), principale riferimento per la nomenclatura zoologica delle sottospecie, riconosce 37 sottospecie, includendo il cane domestico, il dingo, il lupo orientale e il lupo rosso, ma considera il C. l. italicus sinonimo di C. l. lupus. Nel 2015, studi genetici hanno rivelato che la presunta sottospecie africana C. l. lupaster appartiene in realtà a una specie distinta, denominata Canis lupaster. Nel 2018, è stata ufficialmente riconosciuta la distinzione del lupo siciliano, C. l. cristaldii.
Ad eccezione delle tre sottospecie estinte, le tre tabelle sottostanti si basano su Canidi del mondo, opera di José R. Castelló (2020).

#### Eurasia
| Sottospecie                            | Autorità       | Descrizione | Distribuzione | Sinonimi | Note tassonomiche |
| -------------------------------------- | -------------- | --- | --- | --- | --- |
| Lupo della tundra Canis lupus albus    | Kerr 1792      | Sottospecie grande con un mantello chiaro. | Zone forestali e di tundra nelle aree europee e asiatiche della Russia e della Kamčatka. Al di fuori della Russia, appare nell'estremo nord della Scandinavia. | dybowskii (Domaniewski, 1926) kamtschaticus (Dybowski, 1922) turuchanensis (Ognev, 1923) | Riconosciuto da Nowak sulla base della sua morfologia cranica. Mancano però i dati molecolari per confermare la sua validità.                                                                                     |
| Lupo arabo Canis lupus arabs           | Pocock 1934    | Lupo di piccole dimensioni con mantello corto e ispido. | Israele meridionale, Iraq meridionale e occidentale, Oman, Yemen, Giordania, Arabia Saudita e probabilmente certe zone della Penisola del Sinai. | | |
| Lupo della Mongolia Canis lupus chanco | Gray 1863      | Sottospecie piccola solitamente con mantello chiaro. | Asia centrale, da Turkestan, Tien Shan e Tibet fino a Mongolia, Cina settentrionale, Shensi, Sichuan, Yunnan e Himalaya occidentale in Kashmir, da Chitral a Lahul. Appare anche nella Penisola coreana. | coreanus (Abe, 1923) dorogostaiskii (Skalon, 1936) ekloni (Przewalski, 1883) filchneri (Matschie, 1907) karanorensis (Matschie, 1907) laniger (Hodgson, 1847) niger (Sclater, 1874) tschiliensis (Matschie, 1907) | Gli esemplari presenti in Tibet (escludendo i C. l. chanco dell'Asia centrale) sono stati dimostrati essere i lupi viventi filogeneticamente più basali, potendo trattarsi di una specie a parte.                 |
| Dingo Canis lupus dingo                | Meyer 1793     | | Australia, Thailandia, India, Indonesia, Nuova Guinea e Isole Salomone | antarcticus (Kerr, 1792) australasiae (Desmarest, 1820) australiae (Gray, 1826) dingoides (Matschie, 1915) macdonnellensis (Matschie, 1915) novaehollandiae (Voigt, 1831) papuensis (Ramsay, 1879) tenggerana (Kohlbrugge, 1896) harappensis (Prashad, 1936) hallstromi (Troughton, 1957) | |
| Cane Canis lupus familiaris            | Linnaeus 1758  | Sottospecie altamente variegata in colore e taglia. Sebbene la diversità genetica tra i cani e gli altri lupi sia bassa in confronto a quella tra altre specie di canidi, diverse caratteristiche somatiche permettono di distinguerli agevolmente. Per esempio, le bolle timpaniche dei lupi sono grandi, convesse e quasi sferiche, mentre quelle dei cani sono compresse e raggrinzite; la dentatura del lupo è relativamente più grande e meno malocclusa, ai cani manca una ghiandola precaudale funzionante e, infine, le femmine vanno in calore due volte all'anno, contro una sola nelle femmine dei lupi. | Globale | aegyptius (Linnaeus, 1758), alco (C. E. H. Smith, 1839), americanus (Gmelin, 1792), anglicus (Gmelin, 1792), antarcticus (Gmelin, 1792), aprinus (Gmelin, 1792), aquaticus (Linnaeus, 1758), aquatilis (Gmelin, 1792), avicularis (Gmelin, 1792), borealis (C. E. H. Smith, 1839), brevipilis (Gmelin, 1792) cursorius (Gmelin, 1792) domesticus (Linnaeus, 1758) extrarius (Gmelin, 1792), ferus (C. E. H. Smith, 1839), fricator (Gmelin, 1792), fricatrix (Linnaeus, 1758), fuillus (Gmelin, 1792), gallicus (Gmelin, 1792), glaucus (C. E. H. Smith, 1839), graius (Linnaeus, 1758), grajus (Gmelin, 1792), hagenbecki (Krumbiegel, 1950), haitensis (C. E. H. Smith, 1839), hibernicus (Gmelin, 1792), hirsutus (Gmelin, 1792), hybridus (Gmelin, 1792), islandicus (Gmelin, 1792), italicus (Gmelin, 1792), laniarius (Gmelin, 1792), leoninus (Gmelin, 1792), leporarius (C. E. H. Smith, 1839), major (Gmelin, 1792), mastinus (Linnaeus, 1758), melitacus (Gmelin, 1792), melitaeus (Linnaeus, 1758), minor (Gmelin, 1792), molossus (Gmelin, 1792), mustelinus (Linnaeus, 1758), obesus (Gmelin, 1792), orientalis (Gmelin, 1792), pacificus (C. E. H. Smith, 1839), plancus (Gmelin, 1792), pomeranus (Gmelin, 1792), sagaces (C. E. H. Smith, 1839), sanguinarius (C. E. H. Smith, 1839), sagax (Linnaeus, 1758), scoticus (Gmelin, 1792), sibiricus (Gmelin, 1792), suillus (C. E. H. Smith, 1839), terraenovae (C. E. H. Smith, 1839), terrarius (C. E. H. Smith, 1839), turcicus (Gmelin, 1792), urcani (C. E. H. Smith, 1839), variegatus (Gmelin, 1792), venaticus (Gmelin, 1792), vertegus (Gmelin, 1792) | |
| Lupo appenninico Canis lupus italicus  | Altobello 1921 | Sottospecie di medie dimensioni con manto grigio-fulvo. | Tutto l'Appennino dalla Liguria alla Calabria, oltre che nel Lazio settentrionale e nella Toscana centro-occidentale. Si è espanso nella Francia meridionale, particolarmente nel Parco Nazionale del Mercantour, sul Massiccio Centrale, sui Pirinei orientali e sui Monti Giura e Vosgi. Ci sono segnalazioni nel Canton Vallese della Svizzera meridionale. | | Sinonimizzato con C. l. lupus da Pocock e dalla MSW3. Studi genetici riscontrarono aplotipi e tratti morfologici abbastanza distinti da giustificarne la classificazione come sottospecie a parte.                |
| Lupo eurasiatico Canis lupus lupus     | Linnaeus 1758  | Generalmente una sottospecie grande con mantello fulvo o grigio chiaro. | Europa fino a un punto indeterminato verso oriente in Russia, Asia centrale, Siberia meridionale, Cina, Mongolia, Korea, e l'Himalaya. | altaicus (Noack, 1911) argunensis (Dybowski, 1922) canus (Sélys Longchamps, 1839) campestris (Dwigubski, 1804) communis (Dwigubski, 1804) cubanensis (Ognev, 1923) desertorum (Bogdanov, 1882) flavus (Kerr, 1792) fulvus (Sélys Longchamps, 1839) kurjak (Bolkay, 1925) lycaon (Trouessart, 1910) major (Ogérien, 1863) minor (Ogerien, 1863) niger (Hermann, 1804) orientalis (Wagner, 1841) orientalis (Dybowski, 1922) signatus (Cabrera, 1907) | Riconosciuto da Nowak in base alla sua morfologia cranica. Studi genetici svolti sulla presunta sottospecie C. l. cubanensis del Caucaso dimostrarono un flusso genico tra questi e i lupi dell'Europa orientale. |
| Lupo indiano Canis lupus pallipes      | Sykes 1831     | Sottospecie simile a C. l. chanco, ma più piccolo e con mantello più corto. | India, Pakistan, Iran, Turchia, Arabia Saudita e Israele settentrionale. | | Insieme a C. l. chanco, si tratta di una delle sottospecie più antiche. Certi studiosi hanno proposto di considerare le popolazioni presenti nel Subcontinente Indiano come una specie a sé, C. indica.           |
| Lupo iberico Canis lupus signatus      | Cabrera 1907   | | Penisola Iberica | deitanus (Cabrera, 1907) | Sinonimizzato con C. l. lupus dalla MSW3. Studi genetici dimostrano la distinzione della sottospecie. |

#### Nordamerica

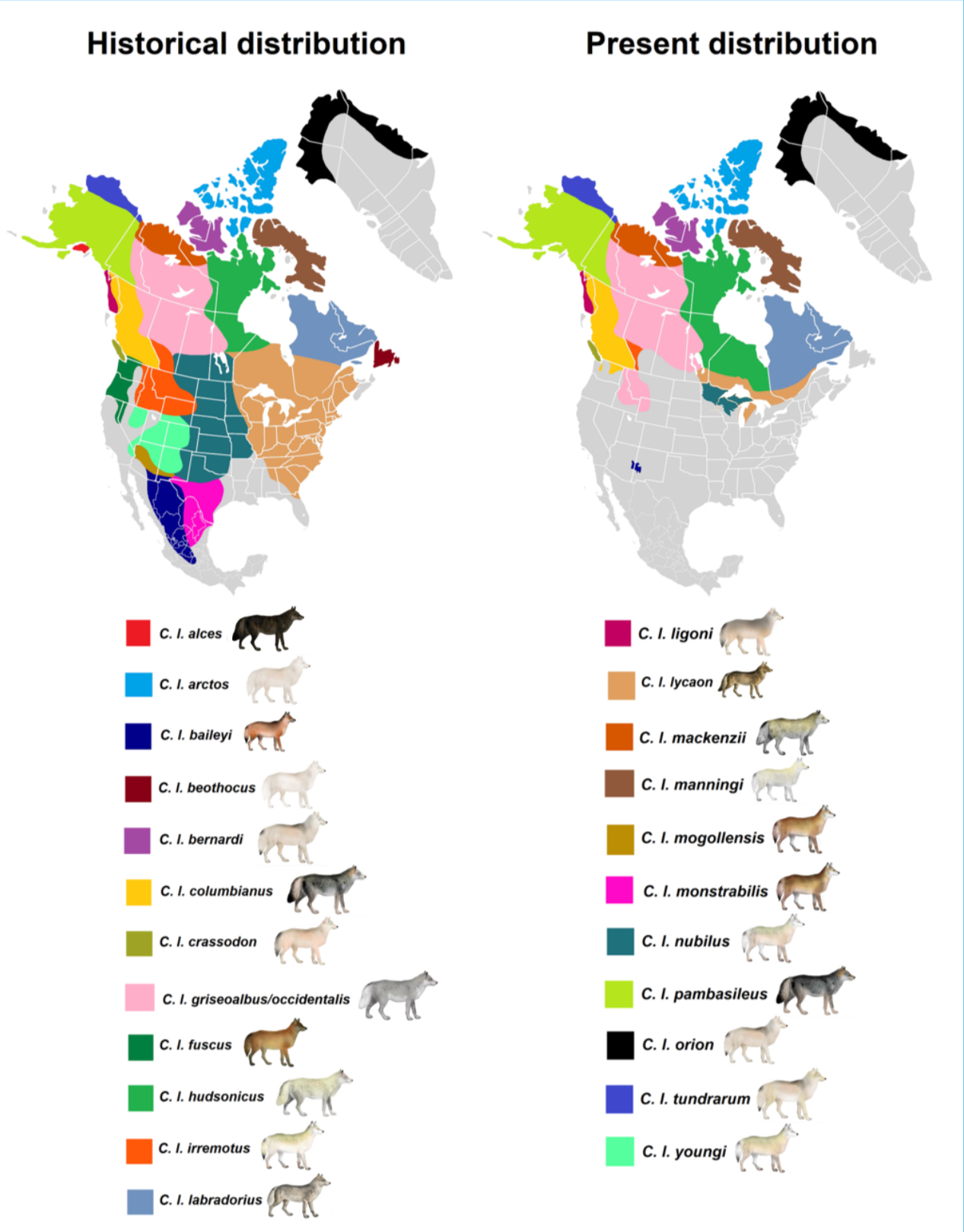
Areale storico e moderno delle sottospecie nordamericane.

| Sottospecie                                          | Autorità               | Descrizione                                                           | Distribuzione | Sinonimi | Note tassonomiche |
| ---------------------------------------------------- | ---------------------- | --------------------------------------------------------------------- | --- | --- | --- |
| Lupo artico Canis lupus arctos                       | Pocock 1935            | Sottospecie di medie dimensioni con mantello quasi totalmente bianco. | Canada e Groenlandia al di sopra del 67º parallelo nord. | banksianus (1943) bernardi (Anderson, 1943) orion (Pocock, 1935) | Riconosciuto da Nowak in base alla sua morfologia cranica. Una rivista comprensiva di numerosi studi genetici da parte della FWS nel 2012, concluse che c'erano dei dubbi sul fatto che il C. l. arctos fosse una sottospecie valida, perché i lupi artici non possiedono aplotipi distinti. |
| Lupo messicano Canis lupus baileyi                   | Nelson e Goldman 1929  | È la sottospecie più piccola del Nordamerica, con mantello scuro.     | Originariamente distribuito nell'Arizona sudorientale, il Nuovo Messico meridionale, Texas occidentale e Messico settentrionale, ora reintrodotto in Arizona, Nuovo Messico e Messico. | mogollonensis (Goldman, 1937) monstrabilis (Goldman, 1937) niger (Bartram, 1791) | Riconosciuto da Nowak in base alla sua morfologia cranica. Si tratta del lupo nordamericano più filogeneticamente basale. È probabile che, con l'eccezione dell'ormai estinto lupo beringiano, sia stato il primo lupo a colonizzare il Nordamerica. |
| Lupo dell'arcipelago di Alexander Canis lupus ligoni | Goldman 1937           | Sottospecie di dimensioni medie con mantello scuro.                   | Zona costiera della Columbia Britannica, a ovest delle Montagne Costiere e sulle isole maggiori tranne Admiralty, Baranof e Chichagof e tutte le isole Haida Gwaii. | columbianus (Goldman 1941) crassodon (Hall, 1932) | Studi condotti sul DNA mitocondriale indicano che i lupi della costa sudorientale dell'Alaska sono geneticamente distinti dai lupi dell'entroterra. Dimostrano una relazione filogenetica con i lupi estinti dell'Oklahoma, indicando che queste sottospecie sono gli unici superstiti d'una popolazione sterminata durante il diciannovesimo secolo. Un ulteriore studio indicò che i lupi della Columbia Britannica costiera sono geneticamente ed ecologicamente distinti dai lupi dell'entroterra. È stato proposto di unirlo ad altri lupi delle coste nordoccidentali, C. l. columbianus e C. l. crassodon in una singola sottospecie. |
| Lupo orientale Canis lupus lycaon                    | Schreber 1775          | Sottospecie piccola con mantello scuro.                               | Ontario centro-orientale presso parco provinciale di Algonquin, esteso a ovest verso Georgian Bay del lago Huron, e a est fino al Quebec. Si disperde occasionalmente nel New York e Maine. | canadensis (de Blainville, 1843) ungavensis (Comeau, 1940) | Riconosciuto da Nowak in base alla sua morfologia cranica. Sottospecie di tassonomia controversa, probabilmente frutto di antichi incroci tra lupi grigi e coyote. |
| Lupo delle Grandi Pianure Canis lupus nubilus        | Say 1823               | Sottospecie di dimensioni medie con mantello chiaro.                  | Regione occidentale dei Grandi Laghi, Territori del Nord-Ovest e Nunavut, Manitoba settentrionale, Ontario settentrionale, Quebec, Labrador e Minnesota. | beothucus (G.M. Allen e Barber, 1937) fuscus (Richardson, 1839) hudsonicus (Goldman, 1941) irremotus (Goldman, 1937) labradorius (Goldman, 1937) manningi (Anderson, 1943) variabilis (Wied-Neuwied, 1841) youngi (Goldman, 1937) | Riconosciuto da Nowak in base alla sua morfologia cranica. |
| Lupo nordoccidentale Canis lupus occidentalis        | Richardson 1829        | Sottospecie molto grande, normalmente con mantello chiaro.            | Alaska, inclusa isola di Unimak e delle Aleutine, gli Stati Uniti occidentali delle 48 inferiori, e Canada occidentale. Reintrodotto nel Parco Nazionale di Yellowstone e nell'Idaho centrale nel 1995, per poi espandersi da lì negli Stati di Washington, Oregon e Utah. | alces (Goldman, 1941) ater (Richardson, 1829) griseoalbus (Baird, 1858) mackenzii (Anderson, 1943) pambasileus (Elliot, 1905) sticte (Richardson, 1829) tundrarum (Miller, 1912)                                                  | Riconosciuto da Nowak in base alla sua morfologia cranica. |
| Lupo rosso Canis lupus rufus                         | Audubon e Bachman 1851 | Sottospecie di dimensioni piccole, con mantello fulvo o nero.         | Originariamente indigeno degli Stati Uniti orientali dall'Oceano Atlantico al Texas centrale, e a nord dal sud Ontario e dal Pennsylvania settentrionale verso sud fino al Golfo del Messico. Reintrodotto nella Carolina del Nord nordorientale, Bull Island in Carolina del Sud, St. Vincent Island in Florida, Horn Island in Mississippi e nel Parco Nazionale delle Great Smoky Mountains. | floridanus (Miller, 1912) gigas (Townsend, 1850) gregoryi (Goldman, 1937) | Riconosciuto da Nowak in base alla sua morfologia cranica. Sottospecie di tassonomia controversa, probabilmente frutto di antichi incroci tra lupi e coyote. |

#### Estinte
| Sottospecie                              | Autorità              | Descrizione                                          | Distribuzione             | Sinonimi                                             | Note tassonomiche |
| ---------------------------------------- | --------------------- | ---------------------------------------------------- | ------------------------- | ---------------------------------------------------- | --- |
| † Lupo dell'Hokkaido Canis lupus hattai  | Kishida 1931          |                                                      | Hokkaidō                  | rex (Pocock, 1935)                                   | Studi sul DNA mitocondriale indicano che questa sottospecie era più imparentato con i lupi nordamericani che con il suo cugino meridionale C. l. hodophilax. |
| † Lupo giapponese Canis lupus hodophilax | Temminck 1839         | Sottospecie piccola con mantello corto e arti brevi. | Honshū, Shikoku, e Kyūshū | hodopylax (Temminck, 1844) japonicus (Nehring, 1885) | Studi sul suo DNA mitocondriale indicano che questa sottospecie condivideva aplotipi con l'estinto lupo beringiano e l'attuale lupo italiano. Studi geologici sulla passata profondità del mare che separava il Giappone dalla Corea indicano che la sottospecie colonizzò il Giappone meridionale 20 000 anni fa. |
| † Lupo siciliano Canis lupus cristaldii  | Angelici e Rossi 2018 | Sottospecie piccola con arti brevi                   | Sicilia.                  |                                                      | Confermata la distinzione da C. l. italicus attraverso analisi del DNA mitocondriale dei pochi esemplari scheletrici e imbalsamati rimanenti. |

### Relazione con il cane

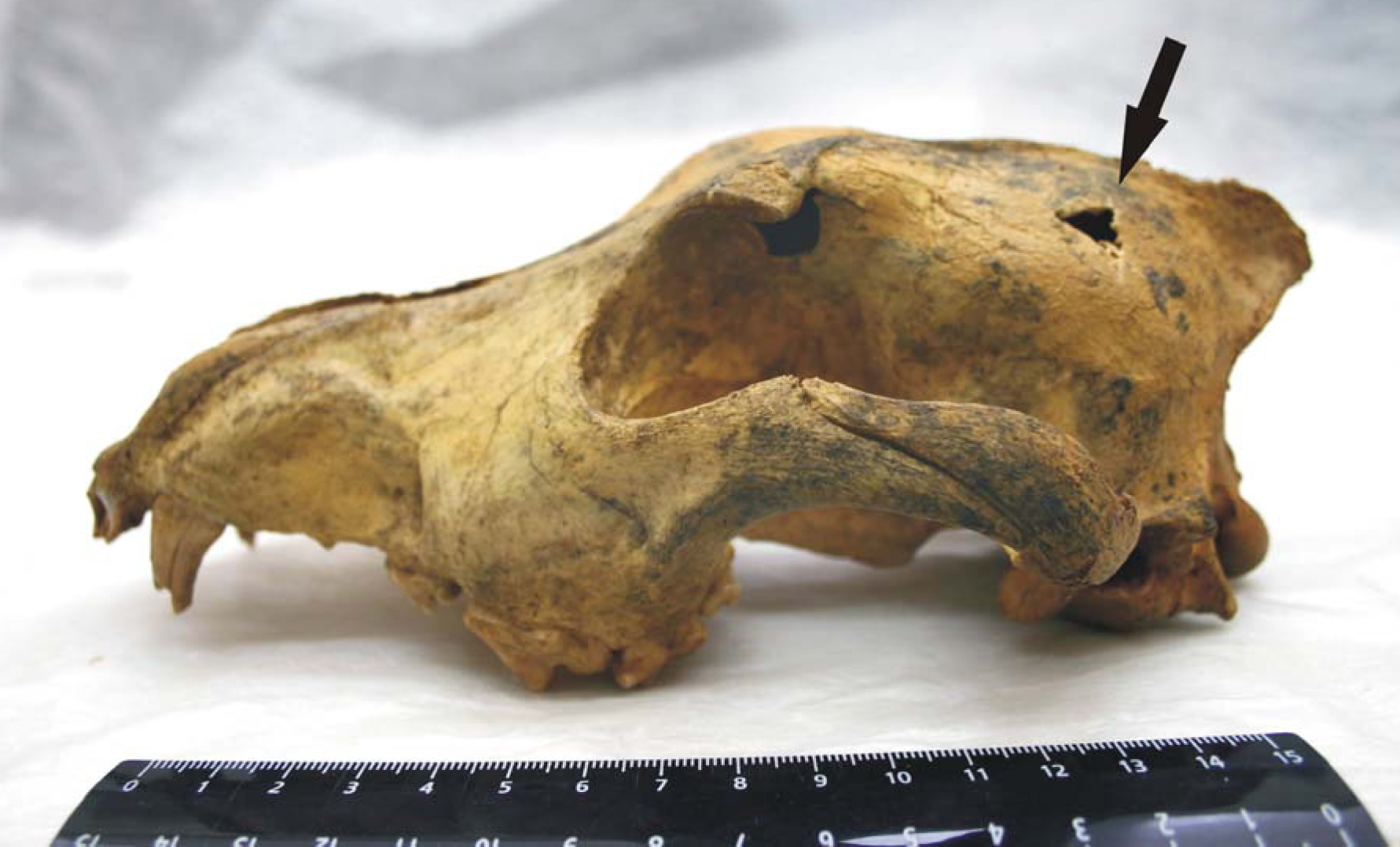
Cranio di canide della Siberia, di 33000 anni fa.

Prima dello sviluppo della biologia molecolare, l'antenato selvatico del cane era ritenuto essere il dhole (Cuon alpinus) o lo sciacallo dorato (Canis aureus). Tuttavia, i primi studi sul DNA mitocondriale (mtDNA) di varie specie di canidi, condotti nel 1983, indicarono una stretta relazione tra cani e lupi grigi, con una divergenza genetica di appena 0,2%. Di conseguenza, il cane fu riclassificato come una sottospecie addomesticata del lupo grigio (Canis lupus familiaris).
Uno studio più dettagliato, condotto nel 2013, analizzò i genomi di canidi esistenti ed estinti risalenti a 1000-36 000 anni fa e indicò un'origine europea del cane, avvenuta tra 32 100 e 18 800 anni fa. Uno degli autori dello studio ipotizzò che l'addomesticamento ebbe inizio quando una popolazione di cosiddetti «lupi megafaunali» (specializzati nella caccia a grosse prede dell'era glaciale) rinunciò alla territorialità per seguire gruppi di cacciatori umani. Questi lupi avrebbero iniziato a riprodursi principalmente tra loro, piuttosto che con altre popolazioni locali, portando a un isolamento riproduttivo e, infine, alla divergenza evolutiva che diede origine ai primi cani domestici
Uno studio successivo, basato sull'analisi degli SNP (polimorfismi a singolo nucleotide) di lupi e cani provenienti da diverse aree geografiche, suggerì che i cani non discendono dai lupi moderni, ma che entrambi condividono un progenitore comune. Secondo questi risultati, lupi e cani si diversificarono circa 14 900 anni fa, mentre la differenziazione delle moderne sottospecie di lupo grigio avvenne solo 13 400 anni fa. Ciò dimostrerebbe che le attuali popolazioni di lupo derivano da una linea evolutiva più recente rispetto a quella che diede origine al cane. Il progenitore comune di cani e lupi moderni è stato ipotizzato essere un grosso canide lupino europeo, vissuto tra 34 000 e 9000 anni fa.

### Ibridazione

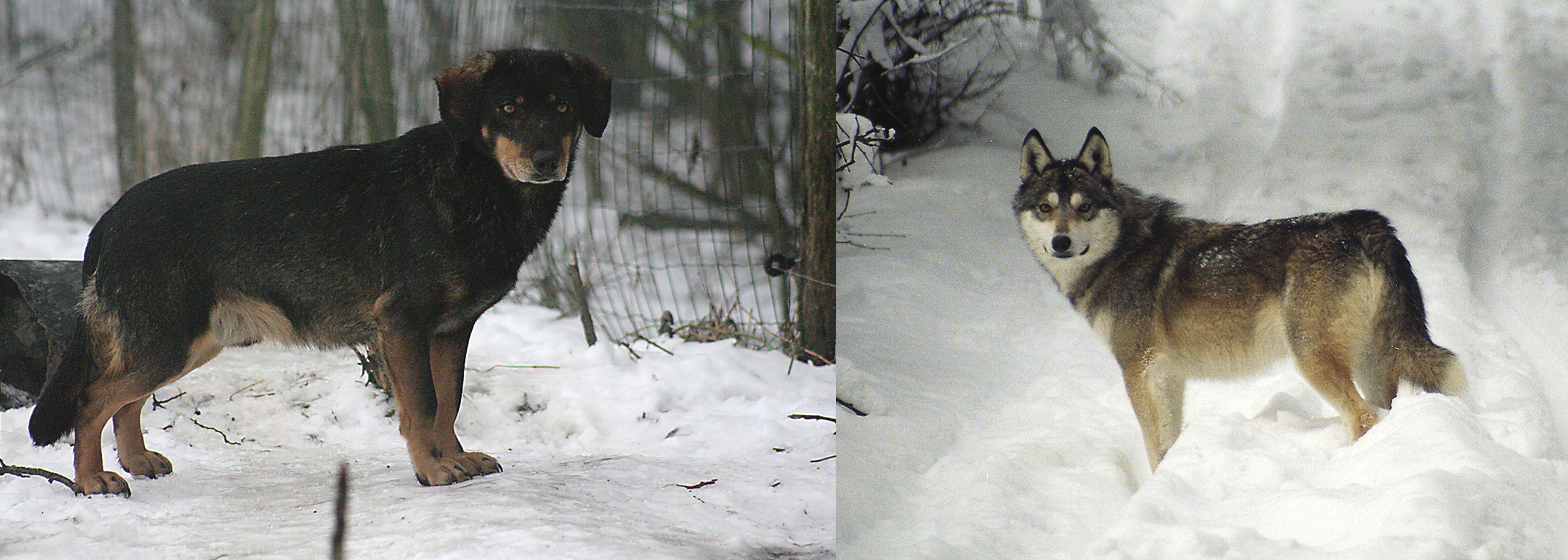
Ibridi tra lupi grigi e cani a Kadzidlowo, Polonia. Il primo fu concepito da un lupo maschio e una spaniel femmina, mentre l'ultimo deriva da una lupa e un laika siberiano occidentale.

Sebbene cani e lupi grigi siano geneticamente molto simili e abbiano coabitato in vaste aree per millenni, generalmente non si incrociano volontariamente allo stato selvatico. Tuttavia, quando ciò avviene, sono in grado di produrre cuccioli fertili. Nel Nord America, i lupi dal mantello nero acquisirono questa colorazione attraverso incroci con i cani, avvenuti tra 10 000 e 15 000 anni fa. In Europa, gli incroci tra lupi e cani randagi hanno suscitato preoccupazione tra gli ambientalisti, ma le analisi genetiche dimostrano che i geni dei cani non si sono inseriti in modo significativo nella popolazione dei lupi. Inoltre, le stagioni riproduttive di lupi e cani non coincidono, riducendo drasticamente le possibilità di sopravvivenza dei cuccioli ibridi allo stato selvatico. L'allevamento di lupi ibridi in cattività si è diffuso negli Stati Uniti, dove si stima la presenza di circa 300 000 esemplari. Alcune razze di cani domestici derivano direttamente dall'incrocio con il lupo grigio. Tra quelle riconosciute dalla FCI vi sono il cane lupo cecoslovacco e il cane lupo di Saarloos. Entrambe queste razze derivano dall'incrocio tra un maschio di pastore tedesco e una femmina di lupo eurasiatico.
Nel 2016, il sequenziamento completo dei genomi di lupi nordamericani e coyote rivelò che le due specie si separarono solo tra 6000 e 117 000 anni fa, e che si sono ibridate ripetutamente in tutto il Nord America, con una variazione del contenuto genetico a seconda delle regioni. Lo studio dimostrò che il contributo genetico del lupo è più basso nei lupi rossi degli Stati Uniti sudorientali, mentre è più elevato nei lupi orientali della regione dei Grandi Laghi. Questa distribuzione è il risultato di eventi storici: la perdita di habitat e la caccia intensiva da parte dei coloni europei ridussero drasticamente le popolazioni di lupi nel sud-est degli Stati Uniti, un processo che si estese successivamente fino alla regione dei Grandi Laghi. In entrambi i casi, la diminuzione dei lupi e le trasformazioni ambientali permisero ai coyote di espandersi nelle aree precedentemente dominate dai lupi, favorendo così la nascita di ibridi lupo-coyote.
Sebbene l'incrocio tra lupi grigi e sciacalli dorati non sia mai stato osservato direttamente, test genetici sugli sciacalli in Bulgaria hanno rivelato prove di ibridazione. Inoltre, nella Catena del Caucaso, pur non essendoci conferme genetiche di incrocio, sono stati osservati sciacalli apparentemente puri con fenotipi tipici del lupo.

## Comportamento

### Comportamenti sociali e territoriali
(Rudyard Kipling)

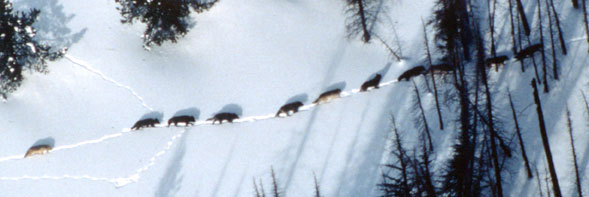
Branco di lupi grigi nel Parco Nazionale di Yellowstone.

In passato, i branchi di lupi grigi venivano descritti come società competitive, composte da individui in concorrenza tra loro, con un maschio e una femmina «alfa» all'apice della gerarchia, seguiti da subordinati «beta» e «omega». Questa terminologia fu introdotta per la prima volta nel 1947 da Rudolf Schenkel dell'Università di Basilea, basandosi su osservazioni di lupi in cattività. L'idea di una rigida gerarchia sociale nei lupi fu poi diffusa al grande pubblico dallo zoologo L. David Mech nel suo libro del 1970, The Wolf: The Ecology and Behavior of an Endangered Species. Tuttavia, nel 1999, lo stesso Mech ripudiò formalmente questa terminologia, spiegando che i branchi in cattività sono generalmente composti da individui non imparentati, il che altera le dinamiche sociali rispetto a quanto accade in natura.
Studi più recenti hanno dimostrato che i branchi di lupi allo stato naturale sono in realtà famiglie nucleari, costituite da una coppia riproduttiva seguita dai suoi cuccioli degli ultimi 1-3 anni. In media, un branco tipico è composto da 5-11 individui (1-2 adulti, 3-6 giovani e 1-3 cuccioli), sebbene in alcuni casi possa includere due o tre famiglie. I giovani lupi tendono a lasciare il branco una volta raggiunta la maturità sessuale, quando aumenta la competizione con gli adulti per le risorse alimentari. In condizioni favorevoli, la coppia riproduttiva produce cucciolate ogni anno, e la prole rimane nel branco tra 10 e 54 mesi prima di disperdersi. Un nuovo branco si forma solitamente quando un maschio e una femmina non imparentati iniziano a viaggiare insieme alla ricerca di un territorio libero. Normalmente, i branchi non adottano lupi estranei, arrivando persino a uccidere gli intrusi. Nei rari casi in cui un lupo viene adottato, si tratta quasi sempre di un individuo giovane (1-3 anni), che non rappresenta una minaccia per la coppia dominante. In alcune situazioni, un estraneo può essere accettato per sostituire un membro della coppia riproduttiva deceduto.
Il lupo grigio è un animale fortemente territoriale e stabilisce territori molto più ampi del necessario per garantire un rifornimento di cibo stabile. L'estensione del territorio dipende dalla disponibilità di prede e dall'età dei cuccioli. I territori più vasti si trovano in aree con scarsa densità di prede o quando i cuccioli superano i sei mesi di età, momento in cui le loro esigenze alimentari diventano paragonabili a quelle degli adulti. I branchi di lupi sono in costante ricerca di cibo e possono esplorare fino al 9% del loro territorio ogni giorno. I lupi tendono a essere sedentari, abbandonando il proprio territorio solo in caso di grave carestia. I territori vengono difesi attivamente dagli invasori branchi attraverso segnali odoriferi, come urina, feci e feromoni, ululati, utilizzati per avvisare altri lupi della propria presenza, e conflitti diretti, che possono sfociare in combattimenti mortali. Le lotte territoriali rappresentano una delle principali cause di mortalità nei lupi: tra il 14% e il 65% delle morti registrate tra i lupi nel Minnesota e nel Parco nazionale del Denali sono state causate da scontri tra branchi rivali.

### Riproduzione e crescita

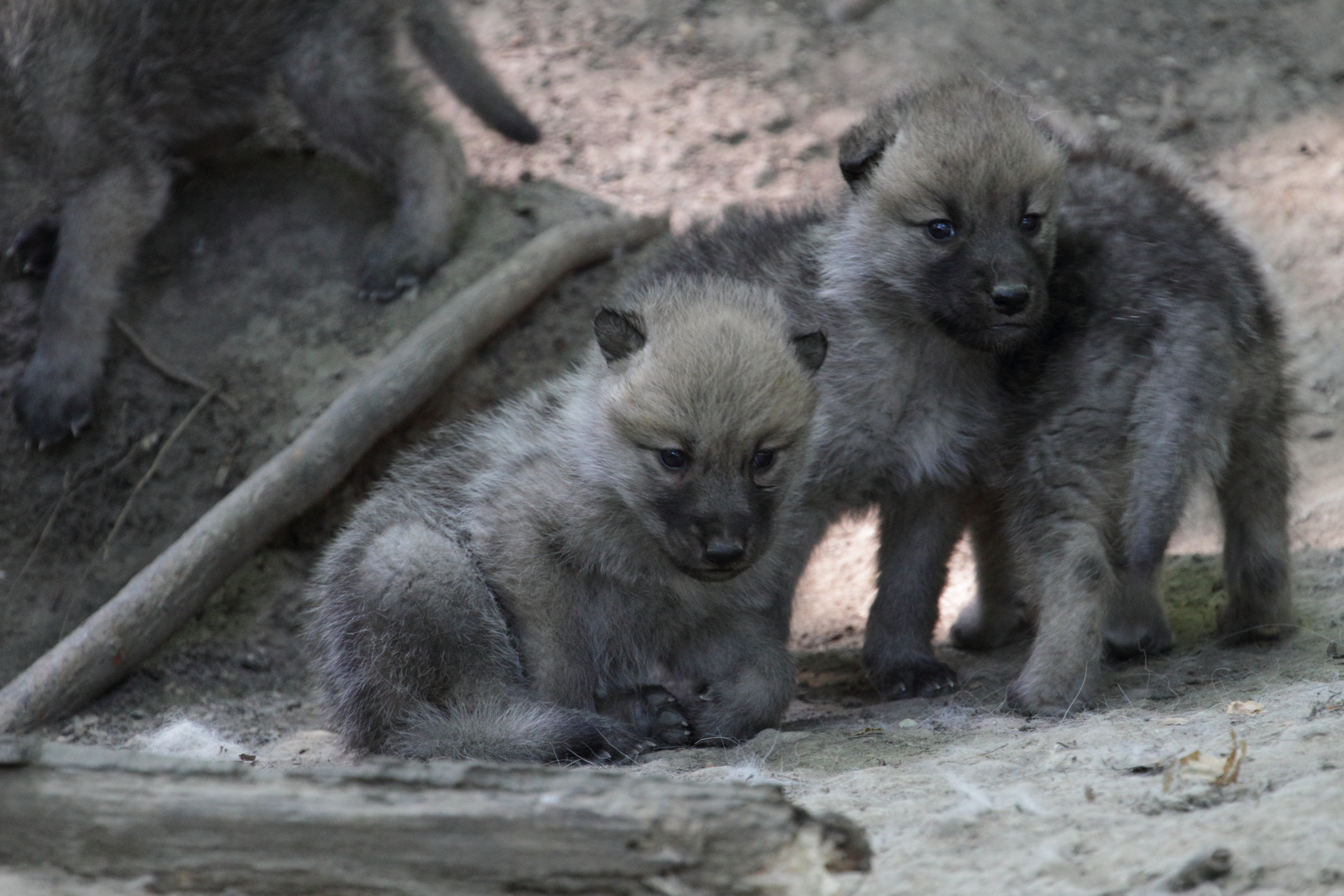
Cuccioli, Zoo di Vienna, Austria.

Il lupo grigio è generalmente monogamo, con coppie che rimangono insieme per tutta la vita. Se uno dei due partner muore, il superstite trova solitamente un nuovo compagno senza difficoltà. Poiché i maschi sono più numerosi rispetto alle femmine nella maggior parte delle popolazioni, le femmine senza partner sono rare. Se un maschio solitario non riesce a stabilire un proprio territorio né a trovare una compagna fissa, può accoppiarsi con le figlie delle coppie dominanti di altri branchi. Questi individui vengono soprannominati «lupi Casanova». A differenza dei maschi appartenenti a un branco stabilito, i lupi Casanova non formano legami permanenti con le femmine con cui si accoppiano. Questo comportamento può portare alla presenza di più femmine riproduttive all'interno dello stesso branco, come è stato osservato nel Parco nazionale di Yellowstone.
L'età del primo accoppiamento nei lupi grigi dipende da fattori ambientali: in condizioni di abbondanza di cibo o quando le popolazioni sono controllate dall'uomo, i lupi possono riprodursi più precocemente. Per esempio, i lupi in cattività possono avere cucciolate già a 9-10 mesi, mentre la femmina riproduttiva selvatica più giovane registrata aveva due anni. Le femmine possono partorire una cucciolata all'anno. Il ciclo estrale avviene nel tardo inverno, con le femmine più anziane che entrano in calore 2-3 settimane prima di quelle più giovani. Durante la gravidanza, le femmine si ritirano in una tana situata lontano dalle zone periferiche del territorio, dove il rischio di scontri con branchi rivali è più alto. Le femmine più anziane partoriscono nella stessa tana utilizzata nelle cucciolate precedenti, mentre le più giovani tendono a partorire nella loro tana natale.
Rispetto agli altri canidi, i lupi grigi partoriscono cucciolate più numerose e di dimensioni maggiori. La cucciolata media è composta da 5-6 cuccioli. Le nascite avvengono generalmente in primavera, in concomitanza con l'aumento stagionale delle risorse alimentari. Alla nascita, i cuccioli sono ciechi, sordi e coperti da un manto bruno-grigiastro. Pesano tra 300 e 500 grammi, aprono gli occhi dopo 9-12 giorni e i denti da latte iniziano a spuntare dopo circa un mese. I cuccioli escono dalla tana intorno alle tre settimane di vita e, dopo circa un mese e mezzo, diventano abbastanza agili da poter fuggire dai pericoli.
Durante le prime settimane, le madri rimangono nella tana e dipendono dal padre, che porta loro il cibo per sé e per i cuccioli. I piccoli iniziano a mangiare cibo solido dopo 3-4 settimane. Crescono molto rapidamente: nei primi quattro mesi di vita, aumentano il loro peso di 30 volte. I cuccioli iniziano a giocare a partire dalle tre settimane di età, ma, a differenza di volpi e coyote, tendono a non mordersi in modo aggressivo. Le prime lotte gerarchiche iniziano intorno alle 5-8 settimane, mentre nei cuccioli di volpi e coyote il comportamento aggressivo si manifesta ancor prima del gioco. In autunno, i cuccioli sono ormai abbastanza maturi da seguire gli adulti nelle battute di caccia alle prede di grandi dimensioni.

### Comportamenti di caccia

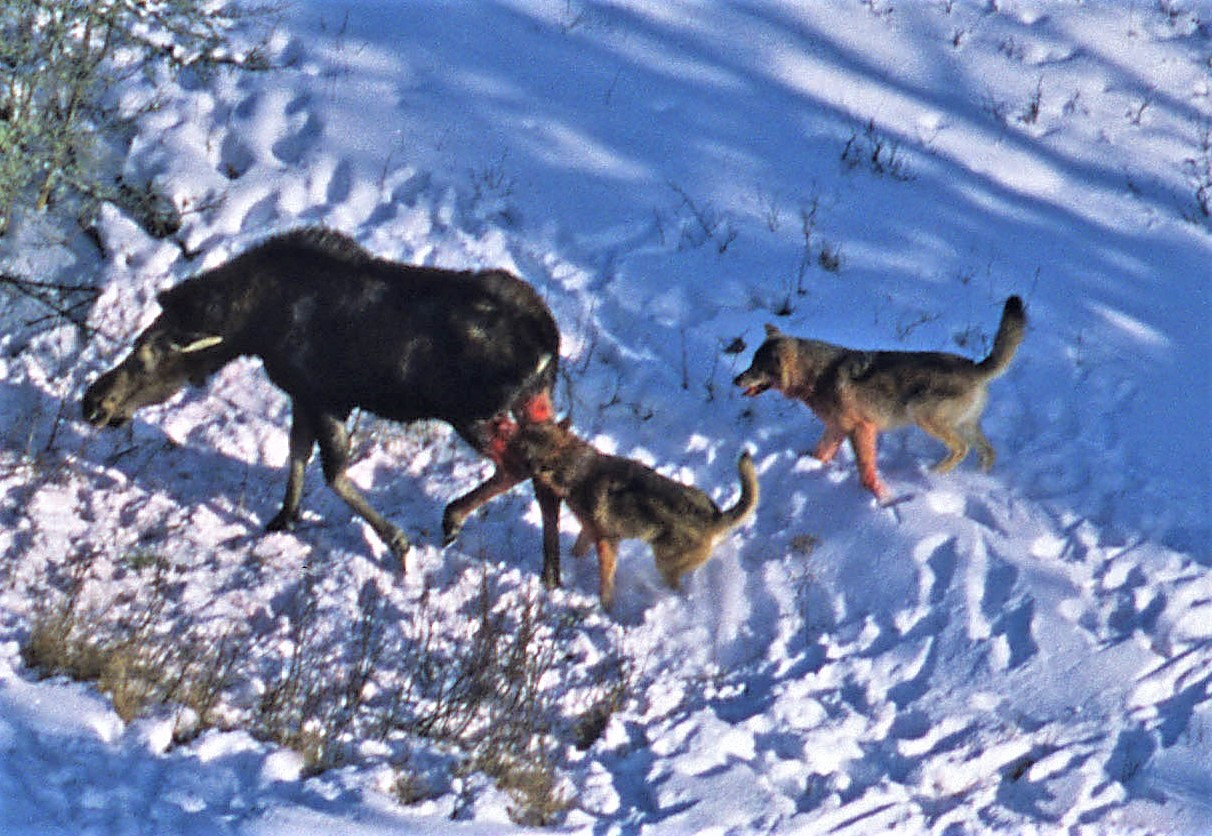
Lupi attaccando un alce ad Isle Royale

Sebbene il lupo grigio sia un animale sociale, gli individui solitari o le coppie hanno spesso maggior successo nella caccia rispetto ai branchi. Sono stati osservati lupi solitari abbattere grandi prede come alci, bisonti e buoi muschiati. Il lupo possiede un olfatto meno sviluppato rispetto ai cani da caccia, ma è comunque in grado di percepire l'odore di una carogna controvento fino a 2-3 chilometri di distanza. Il suo udito, invece, è estremamente sensibile, al punto da riuscire a percepire persino la caduta di una foglia. La caccia può essere suddivisa in cinque fasi principali:
- Localizzazione - I lupi cercano le prede utilizzando l'olfatto, generalmente sottovento. Quando individuano un odore interessante, si fermano e puntano occhi, orecchie e naso alla sua direzione.[158]
- Avvicinamento - I lupi tentano di nascondersi mentre si avvicinano alla preda.[159] Più si riduce la distanza, più accelerano il passo.[160]
- L'incontro - Quando la preda si accorge della presenza dei lupi, può reagire in due modi: resistere o fuggire. Le grandi prede, come alci, wapiti e buoi muschiati, di solito non fuggono immediatamente. In questi casi, i lupi mantengono le distanze, poiché il loro istinto predatorio è stimolato soprattutto da una preda in fuga.[161]
- La carica - Se la preda tenta di scappare, i lupi la inseguono. Questo è il momento critico della caccia: se la preda riesce a mantenere la fuga a piena velocità, le probabilità di sopravvivenza aumentano.[162] Se la preda si trova in un gruppo, i lupi cercano di isolarla.[159]
- L'inseguimento - I lupi cercano di raggiungere e abbattere la preda.[163] Se la preda è di piccola taglia, l'attacco è rapido e diretto. Con prede più grandi, l'inseguimento è spesso prolungato, con lo scopo di sfinire l'animale. In genere, i lupi abbandonano l'inseguimento se questo supera 1-2 chilometri.[156]

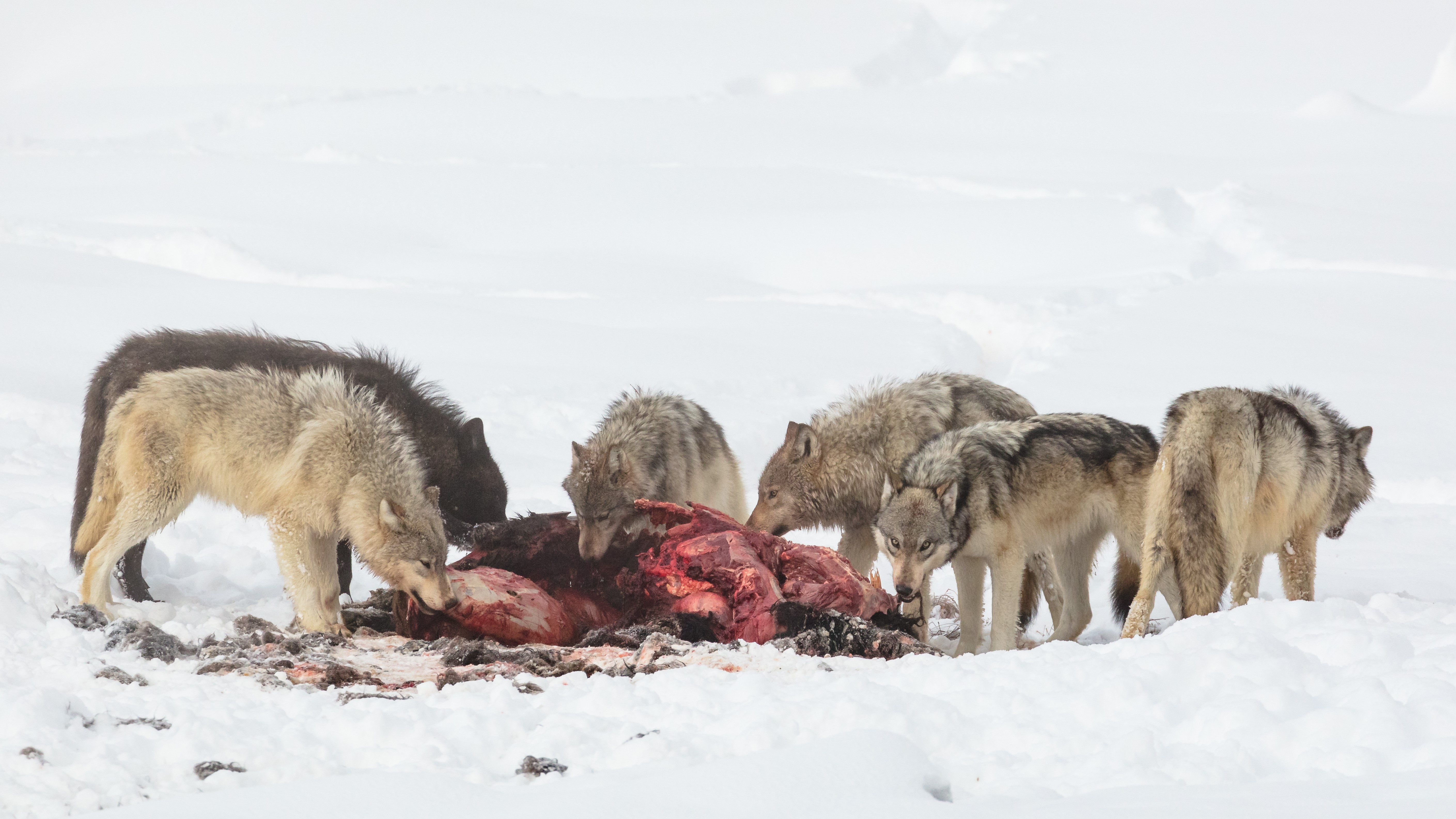
Un branco di lupi si ciba di un bisonte

Il metodo di uccisione dipende dalle dimensioni e dalla morfologia della preda. Prede di grandi dimensioni (es. alci) vengono attaccate dai fianchi o da dietro, evitando il contatto frontale. I lupi mordono profondamente la zona perineale, causando ferite di 10-15 cm; tre morsi ben assestati possono immobilizzare un cervo adulto. Prede di taglia media (es. pecore e caprioli) vengono abbattute con morsi alla gola, recidendo centri nervosi e arterie principali. Prede di piccole dimensioni vengono spesso immobilizzate con le zampe anteriori prima di essere morse e uccise. In alcune situazioni, i lupi possono uccidere più prede del necessario. Questo comportamento, noto come «uccisione eccedentaria», è più comune tra il bestiame domestico che tra gli animali selvatici. In natura, si verifica soprattutto durante l'inverno, quando la neve profonda impedisce alle prede di fuggire.
Dopo l'abbattimento della preda, i lupi iniziano a mangiare freneticamente, spesso trascinando la carcassa in più direzioni. La coppia riproduttiva solitamente monopolizza il pasto, garantendosi l'energia necessaria per sostenere la riproduzione. I lupi consumano la preda seguendo un ordine specifico: cuore, fegato, polmoni e stomaco vengono consumati per primi; successivamente si cibano di reni, milza e muscoli. Un lupo adulto può ingerire in un solo pasto l'equivalente del 15-19% del proprio peso corporeo, ovvero fino a 9 kg di carne.

## Comunicazione

### Visuale

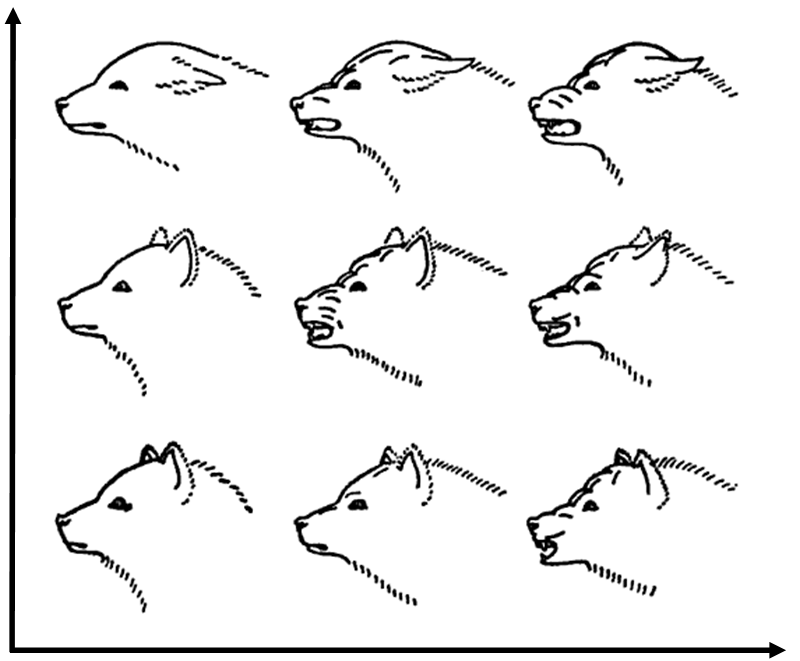
Espressioni facciali (Konrad Lorenz, 1952). dal basso all'alto: incremento di paura (orecchie appiattite); sinistra a destra: incremento di aggressione (smorfia); destra in alto: massimo di entrambi.

Data la sua natura gregaria, il lupo grigio possiede un comportamento espressivo più complesso rispetto a quello del coyote e dello sciacallo dorato, sia in termini di varietà che di intensità. Il linguaggio del corpo del lupo grigio si manifesta attraverso una vasta gamma di espressioni facciali, posizioni della coda e piloerezione (sollevamento del pelo). I lupi aggressivi o assertivi si caratterizzano per movimenti lenti e deliberati, accompagnati da peli eretti; gli esemplari sottomessi, invece, assumono una postura più bassa, con il pelo liscio, le orecchie abbassate e la coda tenuta bassa. Si possono distinguere due forme di sottomissione: passiva e attiva. La sottomissione passiva avviene in risposta all'arrivo di un individuo dominante: il lupo sottomesso si sdraia a terra, esponendo il ventre e permettendo al lupo dominante di annusare i suoi genitali. La sottomissione attiva è un comportamento di saluto: il lupo sottomesso si avvicina all'altro individuo con una postura abbassata, e gli lecca il muso in segno di rispetto.

### Uditiva

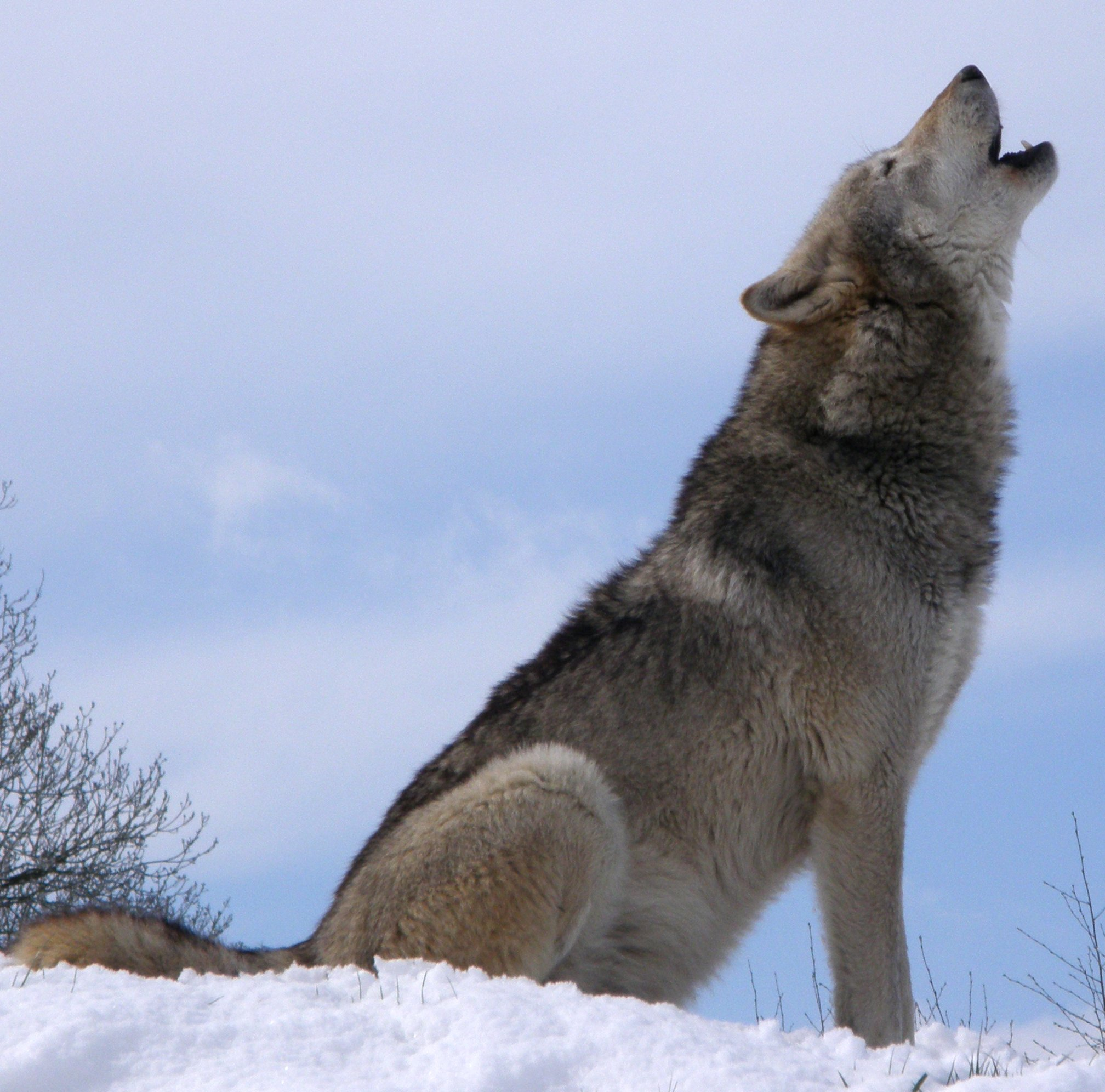
Lupo grigio che ulula, UK Wolf Conservation Trust.

I lupi grigi ululano per radunare il branco, segnalare un pericolo e comunicare a lunga distanza. In condizioni favorevoli, i loro ululati possono essere uditi fino a 130 km² di distanza. Il suono prodotto tende a essere indistinguibile da quello di cani di grossa taglia, sebbene vi siano alcune differenze tra i sessi: i maschi emettono un ululato profondo, con un'estensione vocale di un'ottava e un'enfasi sulla «O», mentre le femmine producono un baritono nasale più acuto, con un'enfasi sulla «U». I cuccioli iniziano a ululare intorno all'età di un anno. La frequenza degli ululati dei lupi varia tra 150 e 780 Hz e cambia a seconda del contesto. Quando il branco viene richiamato verso una preda, il suono è prolungato e simile a quello del gufo reale. Durante l'inseguimento, invece, il timbro diventa più alto e vibra su due note, mentre nella fase di avvicinamento alla preda il richiamo è una combinazione tra un ululato e un breve latrato. Quando ululano insieme, i lupi tendono a sincronizzarsi sulla stessa nota, creando l'illusione di un branco più numeroso di quanto sia in realtà. I lupi solitari, invece, evitano di ululare in aree occupate da branchi consolidati per non attirare attenzioni indesiderate. Gli ululati variano anche geograficamente. I lupi grigi europei producono richiami più melodici e prolungati rispetto a quelli nordamericani, che risultano più forti e caratterizzati da un'enfasi sulla prima sillaba. Nonostante queste differenze, gli ululati sono mutualmente intelligibili: alcuni studi hanno dimostrato che i lupi nordamericani rispondono agli ululati pre-registrati dei lupi europei.
Oltre agli ululati, i lupi comunicano attraverso ringhi, latrati e gemiti. I ringhi vengono emessi soprattutto durante i litigi per il cibo o nel gioco. I latrati, a differenza di quelli dei cani domestici, sono rari e si manifestano quasi esclusivamente in situazioni di pericolo. I gemiti, invece, esprimono paura o curiosità.

### Olfattiva

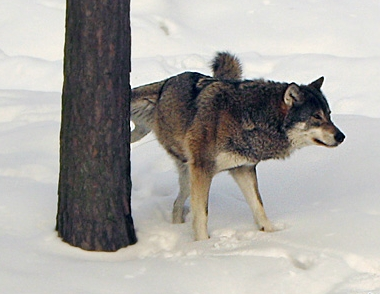
Lupo grigio che marca il territorio nel Kolmården zoo safari, in Svezia.

Il lupo grigio possiede un olfatto estremamente sviluppato, probabilmente il suo senso più acuto, che gioca un ruolo fondamentale nella comunicazione. Il suo corpo è dotato di un elevato numero di ghiandole sudoripare, situate sul muso, sulle labbra, sulla schiena e tra le dita. Tra queste, la ghiandola posta sui piedi gli permette di lasciare tracce odorose mentre gratta il suolo. Sulla schiena, i suoi peli di guardia contengono alla base ghiandole sebacee, responsabili della produzione di odori distintivi. Poiché la pelle della schiena presenta pliche cutanee, si crea un microclima favorevole alla proliferazione di batteri, che contribuisce alla produzione di segnali olfattivi. Durante la piloerezione, ovvero l'erezione dei peli per fini comunicativi o difensivi, questi odori vengono diffusi nell'aria, rendendoli più percepibili agli altri individui. Il lupo grigio è inoltre dotato di ghiandole anali, situate sotto il retto, che emettono secrezioni contenenti informazioni sul sesso e lo stato riproduttivo dell'animale. Anche le ghiandole prepuziali hanno un ruolo importante nella comunicazione chimica, rilasciando segnali relativi allo stato ormonale e alla posizione sociale dell'individuo. Durante la stagione riproduttiva, le femmine secernono sostanze odorose dai genitali, che indicano il loro stato di fertilità. L'urina gioca un ruolo essenziale nella comunicazione olfattiva, soprattutto per marcare il territorio. I lupi grigi la utilizzano più frequentemente in zone non familiari o in aree dove percepiscono l'intrusione di altri lupi o canidi. Il comportamento di marcatura varia in base al rango sociale: i lupi dominanti urinano sollevando una gamba posteriore, mentre i subordinati lo fanno adottando una postura più simile a quella femminile.

## Ecologia

### Habitat
Il lupo grigio è un mammifero generalista capace di adattarsi a una vasta gamma di habitat, tra cui deserti, pianure, foreste e la tundra artica. La sua presenza in un determinato ambiente dipende strettamente da diversi fattori, tra cui l'abbondanza di prede, la profondità della neve, la presenza o l'assenza di bestiame e strade, la densità umana e la conformazione del territorio. Negli ambienti più freddi, il lupo grigio adotta strategie fisiologiche per la termoregolazione. È in grado di ridurre la circolazione sanguigna verso la pelle, minimizzando così la dispersione di calore corporeo. Il flusso sanguigno nelle zampe viene regolato in modo indipendente rispetto al resto del corpo, impedendone il congelamento anche a temperature estremamente basse. I lupi si riposano in luoghi diversi a seconda delle condizioni ambientali. Durante le tempeste invernali, cercano riparo in tane naturali, mentre nelle stagioni più calde, come l'autunno e la primavera, preferiscono riposare all'aperto.
Le tane hanno una funzione essenziale nel periodo riproduttivo, poiché vengono utilizzate per proteggere i cuccioli durante l'estate. Si tratta spesso di ripari naturali, come fessure tra le rocce coperte dalla vegetazione, ma possono anche essere tane abbandonate da altri animali, come volpi, tassi e marmotte. Le femmine raramente scavano nuove tane, preferendo riutilizzare quelle esistenti. Generalmente, le tane si trovano a circa 500 metri da una fonte d'acqua, hanno 1-3 ingressi e sono poco profonde. Di solito, l'ingresso è orientato verso sud, in modo che l'esposizione al sole aiuti a prevenire l'accumulo di neve. Le tane dei lupi sono facilmente riconoscibili dalla presenza di resti di prede nelle vicinanze, che spesso attirano uccelli spazzini, come gazze e corvi. Sebbene il lupo tenda ad evitare le aree frequentate dall'uomo, sono stati documentati casi in cui ha costruito tane vicino a insediamenti umani, case o persino lungo le ferrovie.

### Dieta

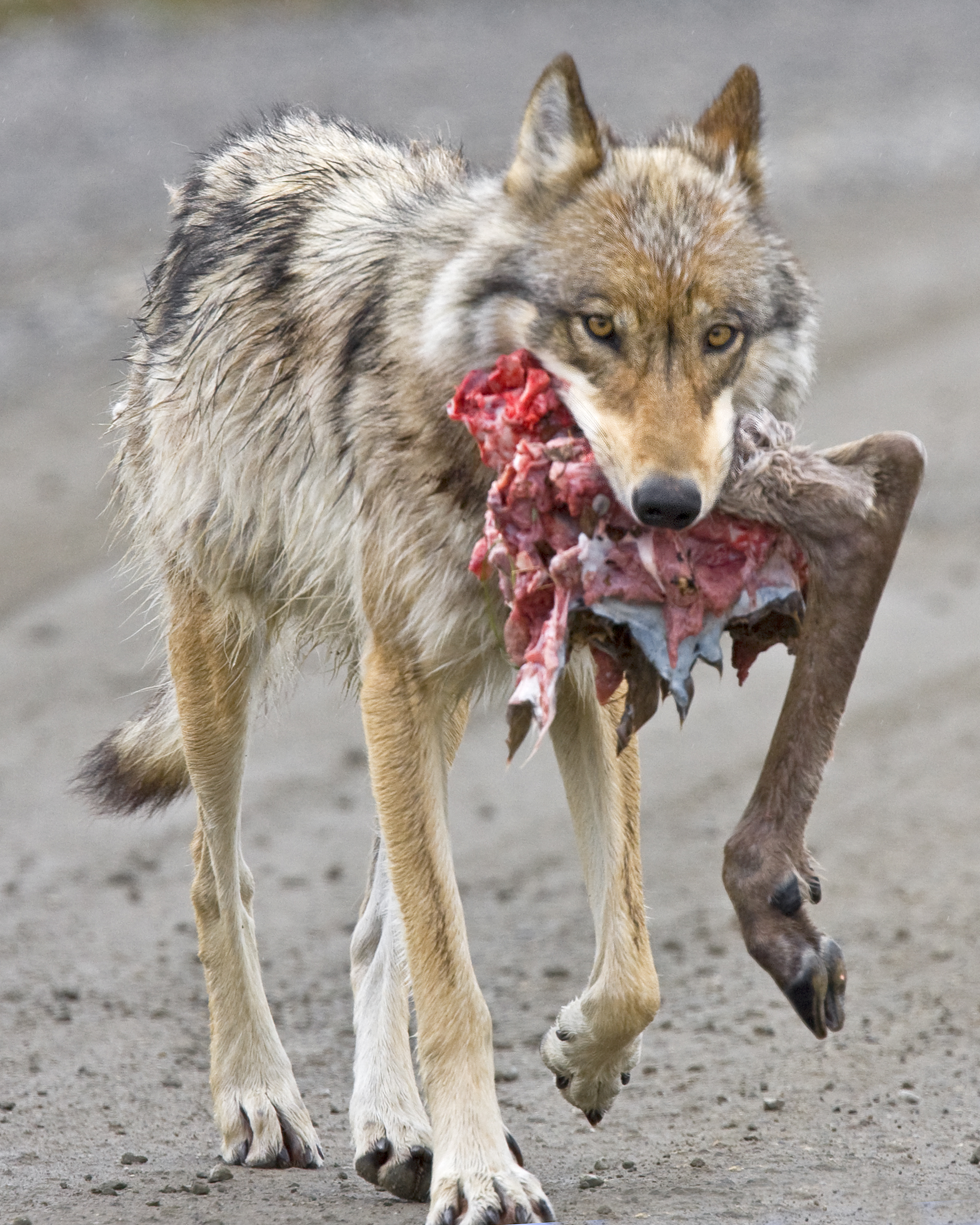
Lupo grigio con la zampa di un caribù, Parco Nazionale di Denali (Alaska)

Il lupo grigio è un predatore opportunista, specializzato nella caccia a individui vulnerabili di grandi ungulati. In Eurasia, molti lupi sono costretti a nutrirsi di bestiame e rifiuti, soprattutto nelle aree con una forte presenza umana. Tuttavia, in Russia, Italia e nelle zone montuose dell'Europa orientale, gli ungulati selvatici come alci, cervi nobili, caprioli, camosci d'Abruzzo e cinghiali rappresentano ancora una parte fondamentale della dieta. Altre prede comuni in Eurasia includono renne, argali, mufloni, bisonti europei, saighe, stambecchi, camosci, egagri, daini e moschidi. In Nord America, le principali prede dei lupi grigi continuano a vivere in habitat con scarsa presenza umana, quindi i casi in cui si nutrono prevalentemente di bestiame o rifiuti sono eccezionali. Qui, la dieta si basa su alci, cervi della Virginia, wapiti, cervi muli, pecore delle Montagne Rocciose, bighorn bianchi, bisonti americani, buoi muschiati e renne.. In India, la preda prediletta è l'antilope cervicapra, ma i lupi cacciano anche lepri, conigli, roditori e cervi pomellati.
Sebbene la dieta dei lupi sia costituita principalmente da ungulati di grandi dimensioni, questi integrano il loro regime alimentare con animali più piccoli, tra cui marmotte, lepri, tassi, volpi, donnole, scoiattoli, topi, criceti, arvicole, altri roditori e insettivori. Inoltre, si cibano frequentemente di anseriformi e delle loro uova e, in caso di scarsità di risorse, consumano lucertole, serpenti, rane, rospi e insetti.
Durante le carestie, i lupi si nutrono di carogne, avvicinandosi talvolta persino ai mattatoi. Il cannibalismo, sebbene raro, può verificarsi in inverni particolarmente rigidi, quando i branchi possono attaccare lupi indeboliti o feriti e cibarsi dei corpi dei loro familiari morti. Anche se si nutrono raramente di esseri umani, vi sono casi documentati di predazione su esseri umani. Tra gli altri primati che rientrano occasionalmente nella dieta del lupo si trovano gli entelli e le amadriadi.

Oltre alla carne, i lupi integrano la loro alimentazione con frutta e vegetali. Consumano volentieri le bacche dei sorbi e dei mughetti, così come mirtilli, morelle, mele e pere. Durante l'estate, possono persino danneggiare i raccolti di meloni. Un lupo ben nutrito immagazzina grasso sotto la pelle, attorno a cuore, intestini, reni e nel midollo osseo. La digestione avviene in poche ore, il che permette ai lupi di nutrirsi più volte al giorno, soprattutto quando il cibo è abbondante.

### Nemici e concorrenti

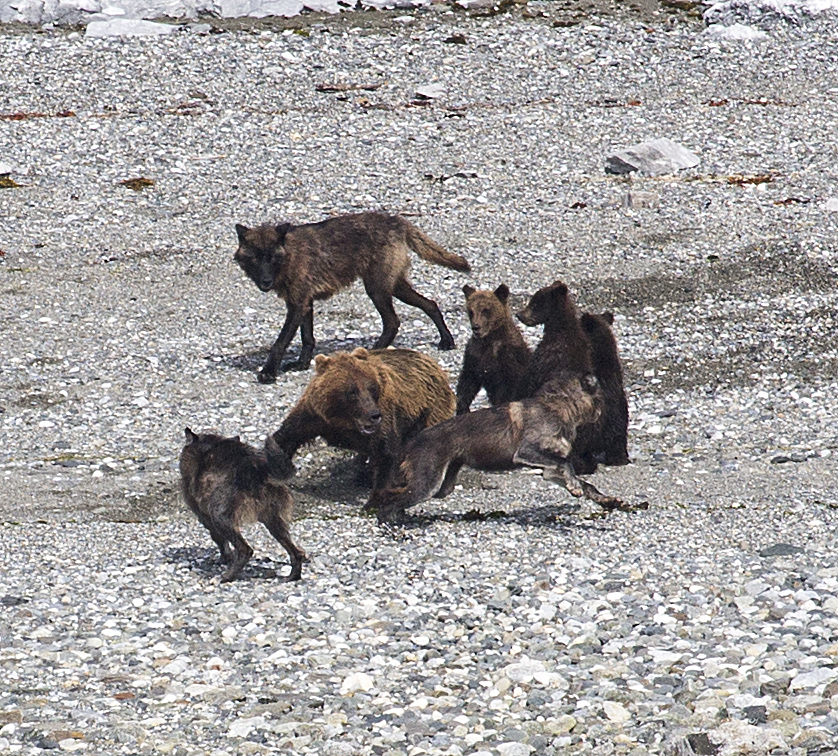
Lupi attaccano un orso bruno con cuccioli.

Il lupo grigio tende a dominare gli altri canidi con cui condivide l'habitat. In Nord America, attacca e uccide frequentemente i coyote, soprattutto in inverno, quando questi si avvicinano alle carcasse lasciate dai lupi stessi. I lupi attaccano anche le tane dei coyote, eliminando i cuccioli non per cibarsene, ma solo per ucciderli. Non sono mai stati documentati casi di coyote che abbiano ucciso un lupo, anche se gruppi numerosi di coyote possono talvolta riuscire ad allontanarlo. Una dinamica simile si verifica in Eurasia, dove i lupi contribuiscono a mantenere le popolazioni di sciacalli dorati a livelli bassi. Il lupo grigio è anche il principale predatore del nittereute, che uccide in gran numero soprattutto in primavera ed estate. Attacca anche altre specie di volpi, tra cui la volpe rossa, il corsac e la volpe artica, specialmente durante scontri per il possesso delle carcasse. In Asia, il lupo è in competizione con il cuon alpino, anche se è stato documentato almeno un caso in cui un lupo solitario è stato adottato da una coppia di cuon nel Debrigarh Wildlife Sanctuary in India.
I lupi grigi e gli orsi hanno una relazione complessa e variano nelle dinamiche di dominanza. Gli orsi bruni solitamente dominano i lupi nei conflitti per il controllo delle carcasse, mentre i lupi riescono a prevalere quando devono difendere la propria tana. Dopo aver abbattuto un orso, tendono a nutrirsi della sua carcassa, mentre gli orsi si limitano generalmente a uccidere e consumare solo i cuccioli di lupo. Gli scontri con gli orsi neri sono più rari, poiché le due specie occupano habitat differenti. Tuttavia, i lupi hanno attaccato orsi neri direttamente nelle loro tane e, contrariamente agli orsi bruni, questi ultimi tendono ad avere la peggio nei conflitti per il cibo. Gli incontri con gli orsi polari sono estremamente rari, ma sono stati documentati almeno due casi in cui i lupi hanno ucciso i loro cuccioli.
In Israele e in Asia centrale, i lupi possono incontrare le iene striate, soprattutto in prossimità delle carcasse. Le iene striate si nutrono frequentemente degli avanzi lasciati dai lupi e, in caso di scontro diretto, tendono a prevalere. Tuttavia, i lupi in branco possono avere la meglio su una iena solitaria.
I lupi influenzano anche le popolazioni di felini di taglia medio-piccola. Nelle Montagne Rocciose, si trovano a competere con i puma, anche se le due specie generalmente si evitano poiché cacciano a quote differenti. Durante l'inverno, quando la neve costringe le prede a spostarsi in pianura, i conflitti diventano più frequenti. In questi casi, i lupi tendono a prevalere, sottraendo prede ai puma e uccidendone i cuccioli.. Oltre ai puma, il lupo è noto per cacciare i manul e rappresentare una minaccia per i leopardi delle nevi. Anche le linci subiscono la pressione dei lupi, che le inseguono fino allo sfinimento o le attaccano prima che possano rifugiarsi sugli alberi.
Tra tutti i predatori, solo le tigri sembrano essere una minaccia significativa per i lupi, oltre agli esseri umani. Gli scontri tra lupi e tigri sono ben documentati nella regione del Sikhote-Alin, dove le tigri tengono le popolazioni di lupi a numeri così bassi da renderli quasi irrilevanti nell'ecosistema locale. I lupi evitano di affrontare le tigri, a meno che la persecuzione umana non ne riduca drasticamente il numero, alterando l'equilibrio tra le due specie.

## Distribuzione e storia

### Europa

#### Declino

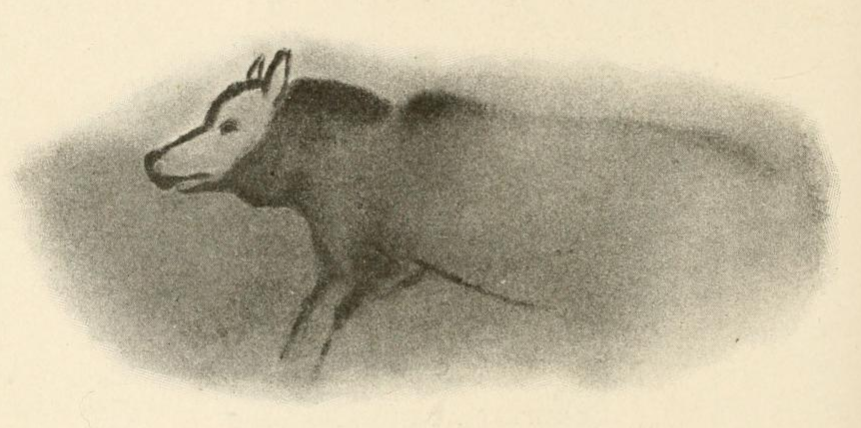
Pittura rupestre, Font-de-Gaume, Francia.

Il lupo grigio fu oggetto di uno sterminio sistematico nel Nord Europa, un processo che iniziò nel Medioevo e continuò fino al XIX secolo. In Inghilterra, la caccia ai lupi divenne obbligatoria per legge e l'ultimo esemplare fu abbattuto durante il regno di Enrico VII. In Scozia, dove erano presenti ampie foreste in cui rifugiarsi, riuscirono a sopravvivere più a lungo, resistendo fino al 1684 nelle foreste di Braemar e Sutherland. Anche in Irlanda, la specie subì la stessa sorte, con l'ultimo lupo ucciso nel 1786. In Svezia, la caccia al lupo venne incentivata con l'introduzione di una taglia nel 1647, in seguito alla drastica riduzione delle alci e delle renne, che costrinse i lupi ad attaccare il bestiame. I Sami organizzarono campagne di sterminio ben strutturate, eliminando l'ultimo lupo svedese nel 1666. La specie fu sterminata in Danimarca nel 1772 e in Norvegia nel 1773. In Finlandia, i lupi furono decimati nel XX secolo, anche se alcuni esemplari continuarono a entrare regolarmente dalla Russia. Nel 1900, la loro presenza era limitata alle regioni settentrionali ed orientali del paese.
Nell'Europa centrale, i lupi furono sterminati nella prima metà del XIX secolo, a causa di battute di caccia organizzate e della riduzione delle prede naturali. In Baviera, l'ultimo lupo venne ucciso nel 1847, mentre nella regione del Reno la specie scomparve nel 1899. Nel 1934, la Germania nazista fu il primo Stato europeo a introdurre misure di protezione per la specie, anche se ormai i lupi erano già stati sterminati. In Francia, la caccia al lupo venne istituzionalizzata da Carlo Magno tra l'800 e il 813, con la creazione della louveterie, un corpo specializzato nella loro eliminazione. Questa pratica fu abolita nel 1789 con la Rivoluzione francese, ma riprese nel 1814. Nel 1883, si registrarono almeno 1386 lupi abbattuti.

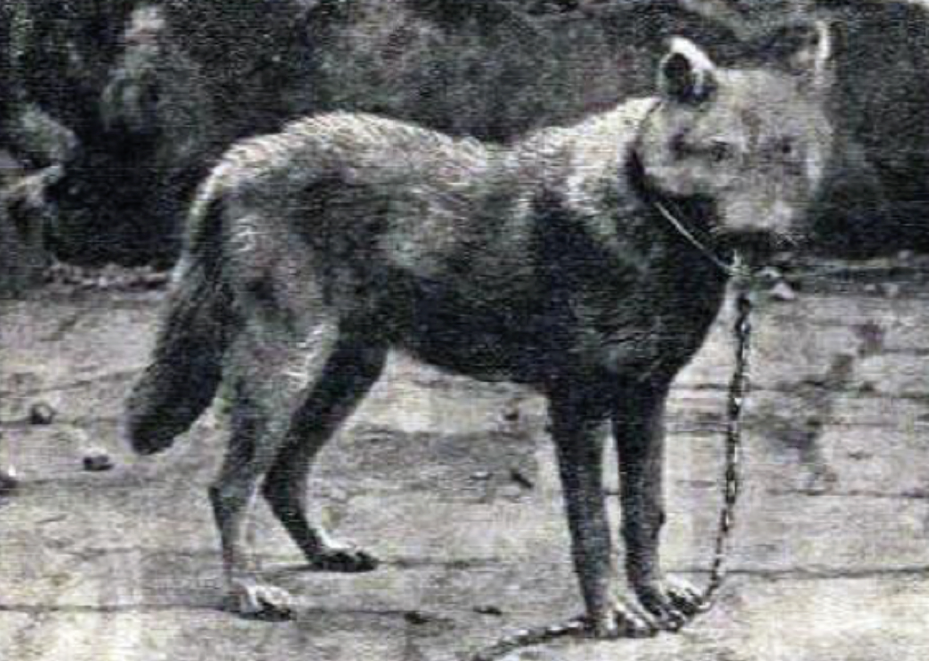
Unica foto esistente dell'estinto lupo grigio siciliano

Nell'Europa orientale, i lupi non furono mai completamente sterminati, grazie alla continuità geografica con l'Asia, che garantiva loro un rifugio nelle grandi foreste boreali. Le popolazioni furono ridotte a poche centinaia di esemplari solo negli ultimi anni del XIX secolo. In Slovacchia, furono sterminati nel primo decennio del XX secolo, mentre in Polonia sopravvivevano esclusivamente nelle aree forestali orientali. Nei Balcani orientali, la vicinanza con l'ex Unione Sovietica permise la sopravvivenza di popolazioni stabili, soprattutto nelle zone di pianura e montagna. In Ungheria, all'inizio del XX secolo, i lupi occupavano solo la metà del paese, con una presenza limitata al Bacino Carpatico. In Romania, invece, la popolazione rimase relativamente elevata, con circa 2800 lupi abbattuti ogni anno tra il 1955 e il 1965, su una popolazione totale di 4600 esemplari. Nel 1967, il numero si ridusse ulteriormente a 1550 individui. In Bulgaria, la popolazione crollò da 1000 esemplari a 100-200 nel 1964. In Grecia, il lupo scomparve dal Peloponneso meridionale nel 1930. Nonostante periodi di intensa persecuzione durante il XVIII secolo, la specie non si estinse mai completamente nei Balcani occidentali. L'ex Jugoslavia avviò una campagna di sterminio ufficiale nel 1923.
Nell'Europa meridionale, la persecuzione del lupo non raggiunse i livelli estremi registrati nel Nord Europa, grazie a una maggiore tolleranza culturale nei confronti della specie. In Spagna e Portogallo, la popolazione venne dimezzata nei primi anni del XIX secolo, fino a ridursi a metà del numero originario nel 1900. In Italia, le taglie sui lupi furono pagate fino al 1950. La specie fu sterminata sulle Alpi nel 1800 e in Sicilia nel 1924. Nel 1973, la popolazione italiana era ridotta a soli 100 esemplari, pari a circa il 3-5% della distribuzione storica della specie nel paese.

#### Recupero

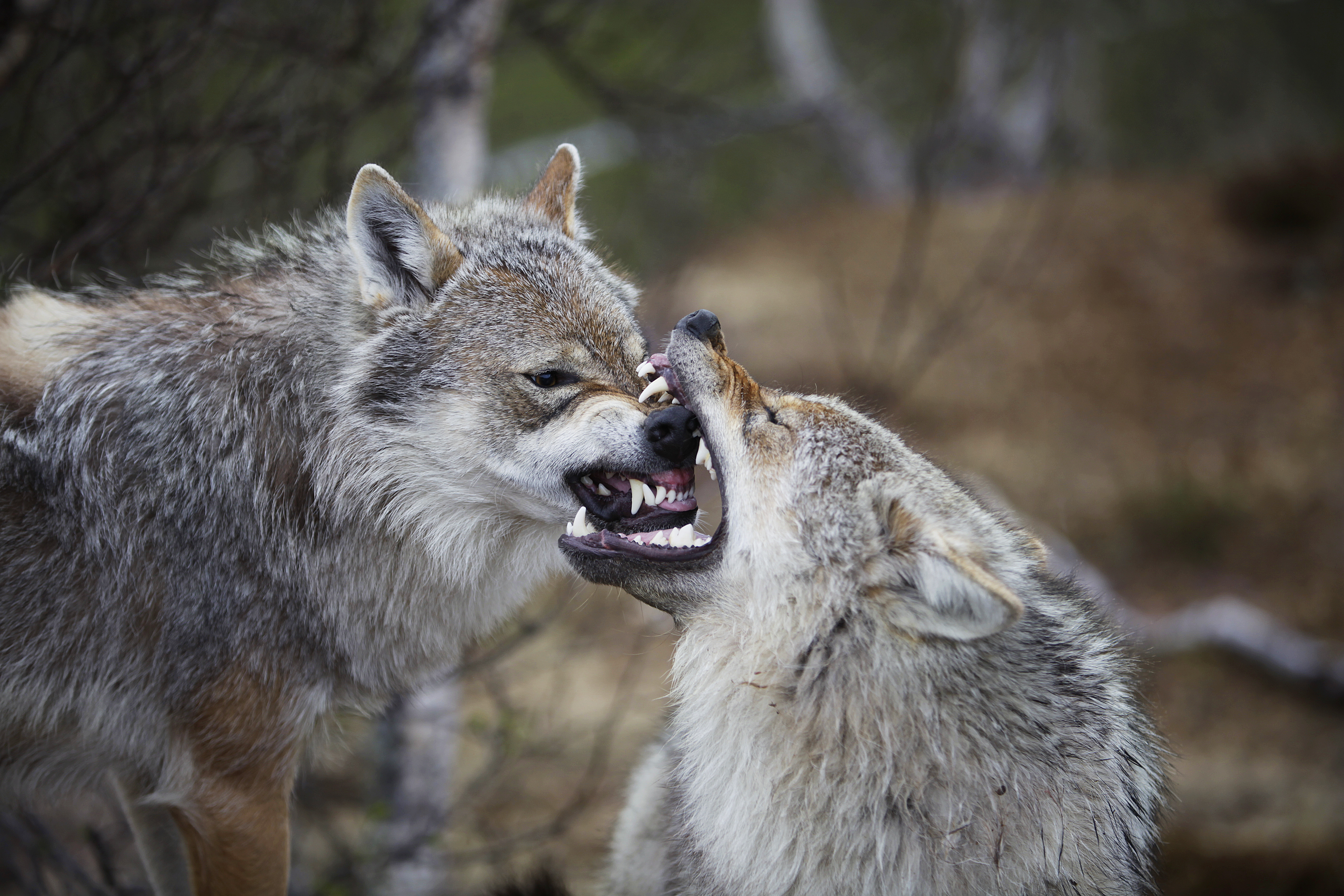
Lupi grigi a Bardu, Norvegia.

Dopo decenni di persecuzione, il recupero delle popolazioni di lupo grigio in Europa iniziò a partire dagli anni '50, quando il declino delle attività pastorali e rurali ridusse la necessità di cacciarli. Negli anni '80, le popolazioni isolate iniziarono gradualmente ad aumentare, favorite dalla diminuzione della densità umana nelle zone rurali.

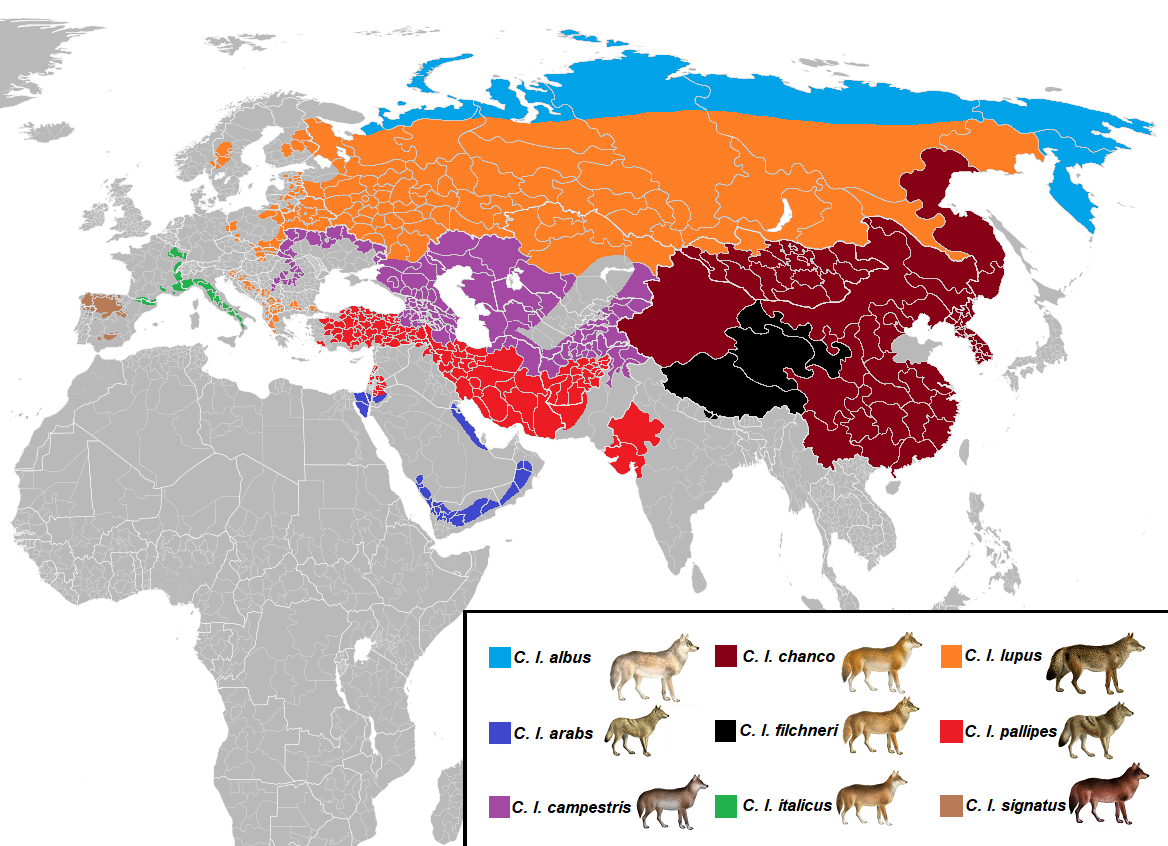
Attuale distribuzione delle sottospecie eurasiatiche

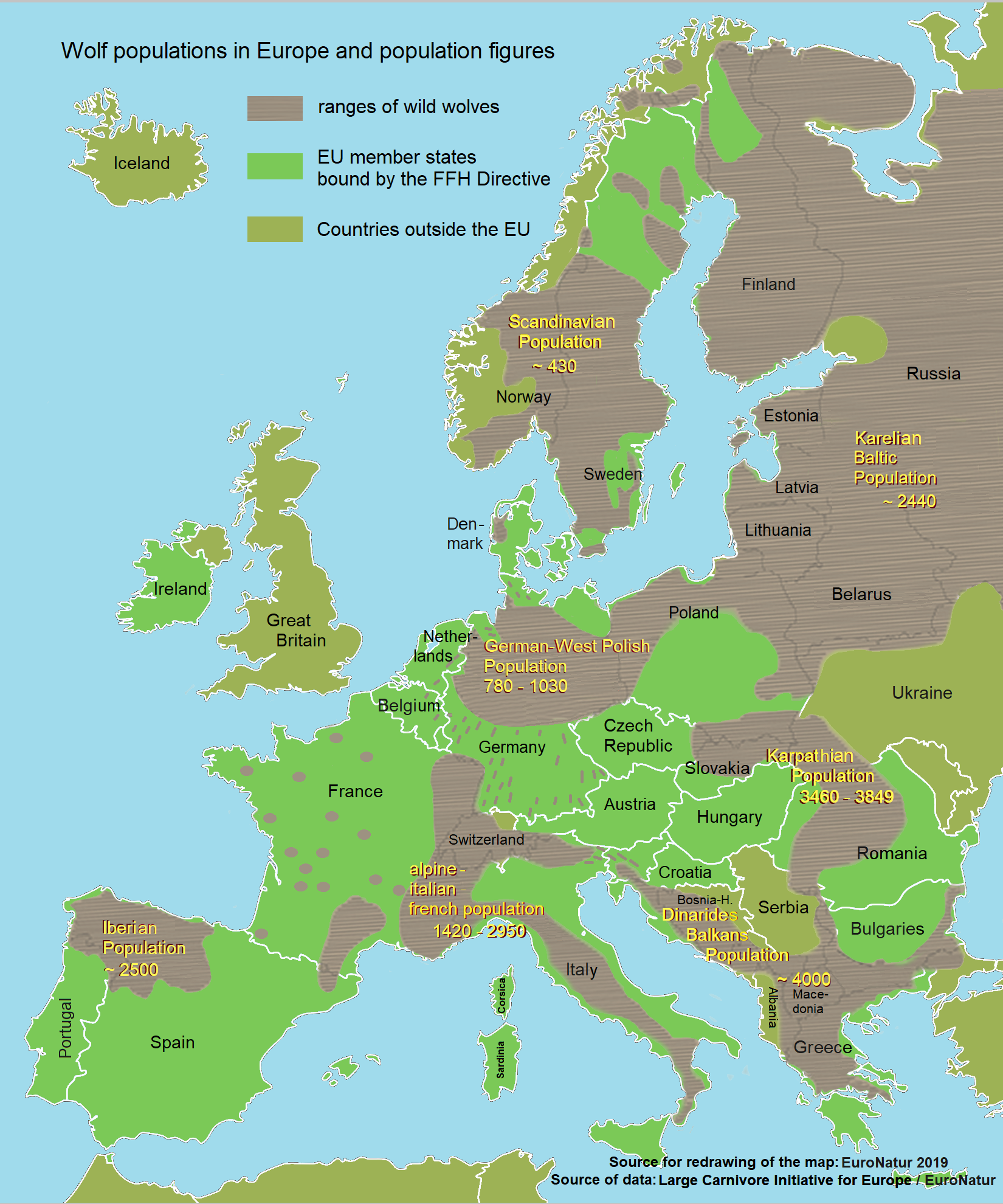
Tutte queste popolazioni, tranne quella italiana, sono composte da Canis lupus lupus. Il Canis lupus italicus è stato definito come sottospecie separata.

In Italia, il lupo è stato completamente protetto dal 1976, e la popolazione è in costante crescita. Nel 2013, si stimavano tra 1269 e 1800 esemplari, con un incremento sia numerico che geografico. Nel 1993, alcuni lupi italiani entrarono nel Parco nazionale del Mercantour, in Francia, e nel 2000 la popolazione francese contava almeno 50 individui. Attualmente, nella penisola iberica vivono circa 2000 lupi, di cui 150 in Portogallo nordorientale. In Spagna, la specie è presente in Galizia, León e Asturie. Nonostante la perdita di centinaia di esemplari all'anno a causa del bracconaggio, la popolazione si è estesa oltre il fiume Duero, fino ai Pirenei.
Nel 1978, dopo un'assenza di dodici anni, i lupi iniziarono a ripopolare la Svezia centrale, estendendosi poi fino alla Norvegia. Nel 2005, si stimava la presenza di almeno 100 lupi tra i due paesi, con 11 coppie riproduttive. La popolazione scandinava sopravvive grazie alla connessione geografica tra Finlandia e Repubblica di Carelia. In Finlandia, i lupi sono protetti solo nel sud del paese, mentre altrove possono essere cacciati durante alcune stagioni.
In Polonia, la popolazione di lupi aumentò fino a 800-900 esemplari nel 1976 e da allora il paese ha avuto un ruolo chiave nella ricolonizzazione dell'Europa centrale. I lupi polacchi si sovrappongono alle popolazioni della Lituania, Bielorussia, Ucraina e Slovacchia. In Slovacchia, il lupo è protetto, con l'eccezione degli individui che predano il bestiame. Alcuni lupi slovacchi attraversano occasionalmente il confine con la Repubblica Ceca, dove sono completamente protetti. Anche Ungheria, Ucraina e Croazia ospitano lupi provenienti da Slovacchia e Polonia, ma in alcuni di questi paesi la caccia è consentita in caso di conflitti con l'uomo.
In Romania, il lupo è stato protetto dal 1996 e la popolazione si stima intorno ai 2500 esemplari. Il numero di lupi in Albania e Macedonia del Nord è sconosciuto, sebbene questi paesi rappresentino un collegamento tra le popolazioni della Grecia, della Croazia e della Bosnia. In Grecia, il lupo gode di protezione legale, ma il bracconaggio rimane diffuso, rendendo incerto il futuro della specie. In Bosnia, la popolazione è in calo dal 1986, mentre in Croazia e Slovenia il lupo è attualmente protetto.
Nel Regno Unito, il lupo è ancora assente, ma dal 1999 è in corso un dibattito sulla possibilità di reintrodurlo in Scozia.
La Polonia occidentale ha visto un continuo aumento del numero di branchi, confermato dal monitoraggio dei lupi condotto dal Fondo Internazionale per il Benessere degli Animali (IFAW) e dalla fondazione EuroNatur. Secondo l'Association for Nature Wolf (AfN Wolf), nel 2018-19 erano presenti almeno 95 branchi residenti a ovest della Vistola, il numero più alto mai registrato dal 2003. Per la prima volta, sono stati identificati tre branchi riproduttivi nei Sudeti, al confine tra Polonia e Repubblica Ceca.
La Polonia è un punto chiave per l'espansione del lupo in Europa centrale, con popolazioni che si sovrappongono a quelle di Lituania, Bielorussia, Ucraina e Slovacchia. La popolazione della Polonia occidentale si è estesa anche in Germania, dove nel 2000 sono nati i primi cuccioli dopo decenni di assenza. Nel 2012, si stimava la presenza di 14 branchi, per lo più nell'est del paese, con un primo branco riproduttivo avvistato a soli 24 km da Berlino. Da allora, la popolazione tedesca è cresciuta costantemente, espandendosi su gran parte del territorio federale. Nel 2020-21, si contavano 157 branchi, 27 coppie riproduttive e 19 lupi territoriali, distribuiti in 11 stati federali, con un totale di 556 cuccioli nati quell'anno. Nell'estate del 2021, si stimava che in Germania vivessero circa 1400 lupi, tra adulti e giovani.

#### Salvaguardia legale

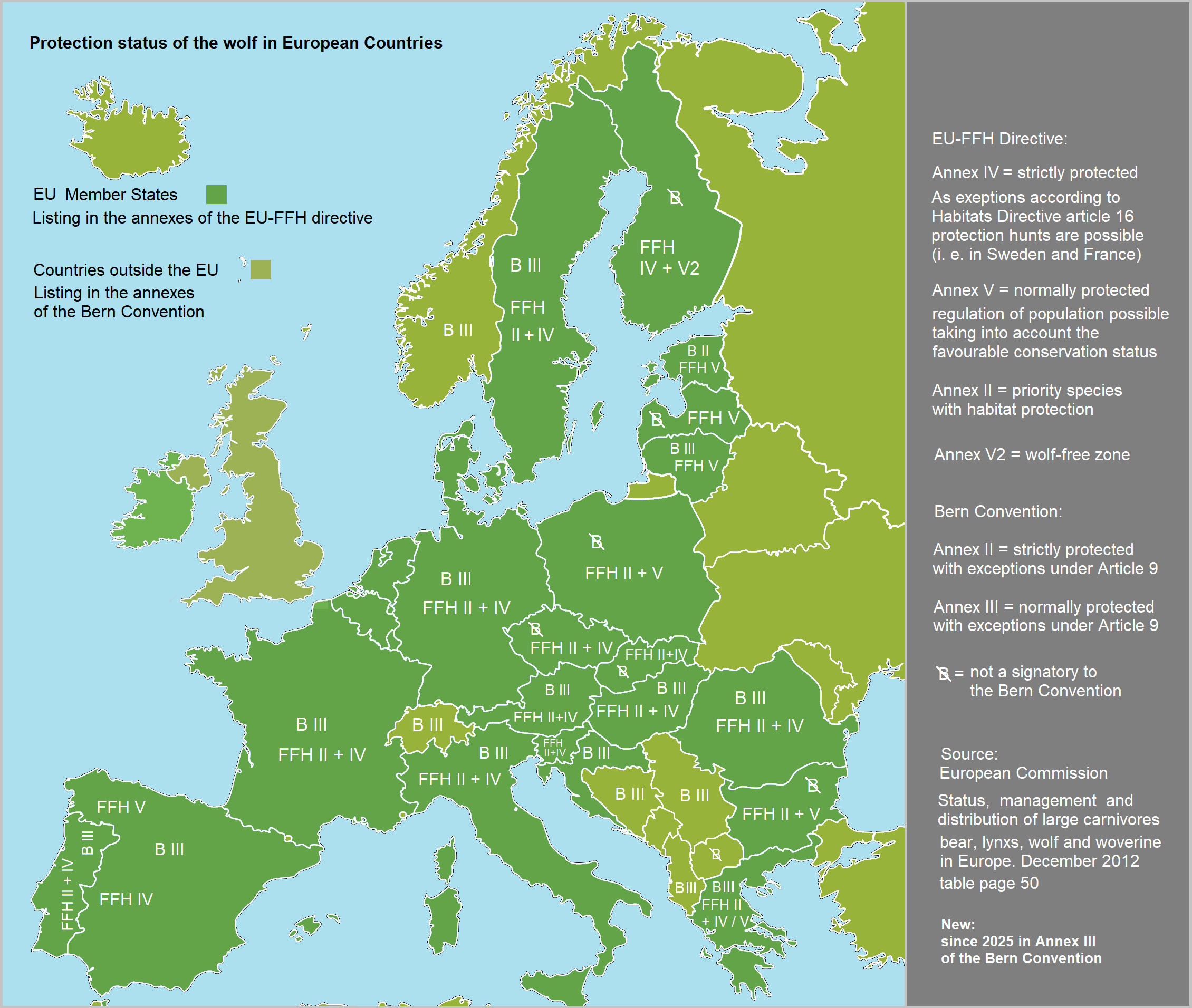
Protezione del Lupo in Europa.

Il lupo eurasiatico e il lupo italiano godono di protezione legale nella maggior parte dei paesi europei, grazie alla loro inclusione negli allegati della Direttiva UE-FHH e alla Convenzione di Berna. La protezione può derivare da uno solo di questi strumenti o da entrambi, a seconda che il paese interessato abbia firmato la Convenzione di Berna.
Negli Stati membri dell'Unione europea, qualsiasi richiesta di modifica dello status del lupo negli allegati della Direttiva Habitat deve ottenere l'approvazione della Divisione Grandi Carnivori della Commissione Europea, all'interno della quale i membri della Large Carnivore Initiative for Europe (LCIE) svolgono un ruolo consultivo. Gli Stati non appartenenti all'UE, ma firmatari della Convenzione di Berna, possono invece presentare una richiesta analoga al Comitato permanente della Convenzione di Berna, dove la LCIE mantiene lo stesso ruolo consultivo. Nel 2006, ad esempio, la Svizzera avanzò una richiesta per ridurre lo status di protezione del lupo, che tuttavia venne respinta. Nel 2018, la Svizzera presentò nuovamente una richiesta per abbassare il livello di protezione della specie. Tuttavia, a causa del comportamento passivo della LCIE, il trattamento della richiesta ha subito ritardi.

### Asia

#### Distribuzione storica e declino
Durante il XIX secolo, i lupi grigi erano abbondanti in molte aree della Palestina, presenti su entrambe le rive del fiume Giordano. Tuttavia, tra il 1964 e il 1980, il loro numero subì un drastico calo a causa della caccia intensiva da parte dei pastori. Nello stesso periodo, il lupo era già raro in Arabia Saudita, mentre la maggior parte della popolazione sopravviveva nelle regioni rocciose settentrionali, al confine con la Giordania e nelle zone circostanti di Riad.
In Unione Sovietica, il lupo era diffuso in quasi tutto il territorio, con l'eccezione delle isole Soloveckie, della Terra di Francesco Giuseppe, della Severnaja Zemlja e del Karaginskij rajon. La specie venne sterminata due volte in Crimea, la prima volta dopo la guerra civile russa e la seconda dopo la Seconda guerra mondiale. Le popolazioni di lupi crebbero notevolmente in Unione Sovietica dopo entrambi i conflitti mondiali. Negli anni '40, su una popolazione stimata di 200 000 esemplari, circa 30 000 lupi venivano abbattuti annualmente. Tuttavia, negli anni '70, la specie scomparve da gran parte della Russia europea. Nel 1980, il loro numero aumentò nuovamente, nonostante l'abbattimento di 32 000 lupi su una popolazione stimata di 75 000. In Mongolia Interna, la popolazione di lupi subì un calo significativo negli anni '40, a causa della riduzione delle gazzelle mongole, una delle loro principali prede. Nell'Impero anglo-indiano, i lupi furono pesantemente perseguitati, poiché rappresentavano una minaccia per il bestiame e i bambini. Nel 1876, vennero abbattuti 2825 esemplari nelle province nord-occidentali e nel Bihar. Lo sterminio dei lupi rimase una priorità governativa fino agli anni '20, soprattutto nelle province nord-occidentali e nell'Awadh. Tra il 1871 e il 1916, si stima che 100 000 lupi siano stati eliminati nell'India britannica.
In Giappone, il lupo si estinse durante il rinnovamento Meiji, quando venne dichiarato una minaccia per la pastorizia. Ispirandosi alle strategie di sterminio nordamericane, il governo giapponese adottò sistemi di abbattimento tramite taglie e veleno. L'ultimo lupo giapponese venne ucciso il 23 gennaio 1905 vicino a Washikaguchi (oggi Higashi Yoshiro).

#### Distribuzione moderna

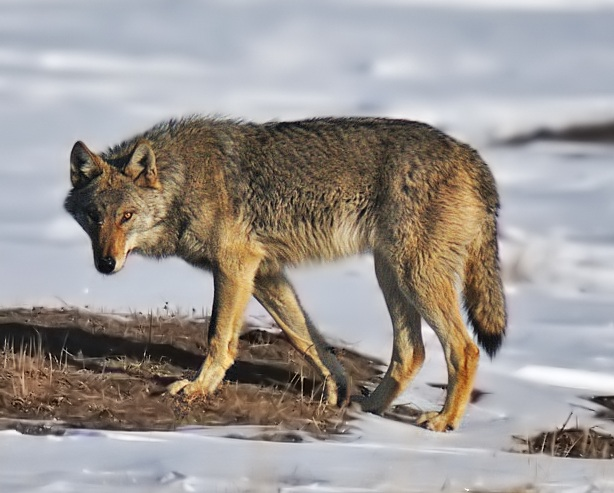
Lupo grigio in Ardahan, Turchia.

I dati affidabili sulla situazione dei lupi in Medio Oriente sono limitati, con informazioni dettagliate disponibili principalmente per Israele e Arabia Saudita. In entrambi i paesi, il numero di lupi è stabile, grazie a leggi ambientali ben applicate e alla presenza di ampie aree desertiche, che offrono rifugio alla specie. In Arabia Saudita, la popolazione è stimata tra 300 e 600 esemplari.
La popolazione di lupi in Turchia svolge un ruolo cruciale come collegamento tra le popolazioni europee e asiatiche. Le montagne turche hanno fornito un rifugio naturale agli ultimi lupi rimasti in Siria. Una piccola popolazione è presente anche nelle Alture del Golan, un'area protetta dalle forze militari locali. Nel deserto del Negev meridionale, i lupi si trovano in prossimità delle popolazioni del Sinai e della Giordania.
Le informazioni sulla presenza del lupo in Iran sono scarse, ma le regioni settentrionali dell'Afghanistan e del Pakistan rimangono territori fondamentali per la conservazione della specie. In India, si stimano circa 300 lupi nel Jammu e Kashmir, mentre altri 50 sono presenti nell'Himachal Pradesh. Complessivamente, la popolazione indiana conta tra 800 e 3000 lupi, distribuiti in gruppi isolati. Non vi sono dati affidabili sulla presenza della specie in Nepal e Bhutan.
Anche in Asia settentrionale e centrale, le informazioni disponibili sono limitate, ma si ritiene che la popolazione totale si aggiri intorno ai 100 000 esemplari. Dopo la dissoluzione dell'Unione Sovietica, il numero di lupi è aumentato significativamente, raggiungendo un totale stimato tra 25 000 e 30 000 individui. In Cina e Mongolia, i lupi sono protetti solo all'interno delle riserve naturali. In Mongolia, la popolazione è stimata tra 10 000 e 30 000 esemplari, mentre per la Cina le cifre sono meno chiare. Si ipotizza la presenza di circa 400 lupi nella Cina settentrionale, 10 000 nello Xinjiang e 2000 in Tibet.

### Nordamerica

#### Distribuzione storica e declino
Storicamente, il lupo grigio occupava quasi tutto il Nord America sopra il 20º parallelo nord, con l'eccezione degli Stati Uniti sudorientali, della California occidentale e delle zone tropicali del Messico. Il suo declino fu strettamente legato all'aumento della popolazione umana e all'espansione dell'agricoltura. All'inizio del XX secolo, la specie era quasi del tutto scomparsa dagli Stati Uniti orientali, con sopravvivenze limitate ad alcune aree degli Appalachi e alle zone nordoccidentali della regione dei Grandi Laghi.

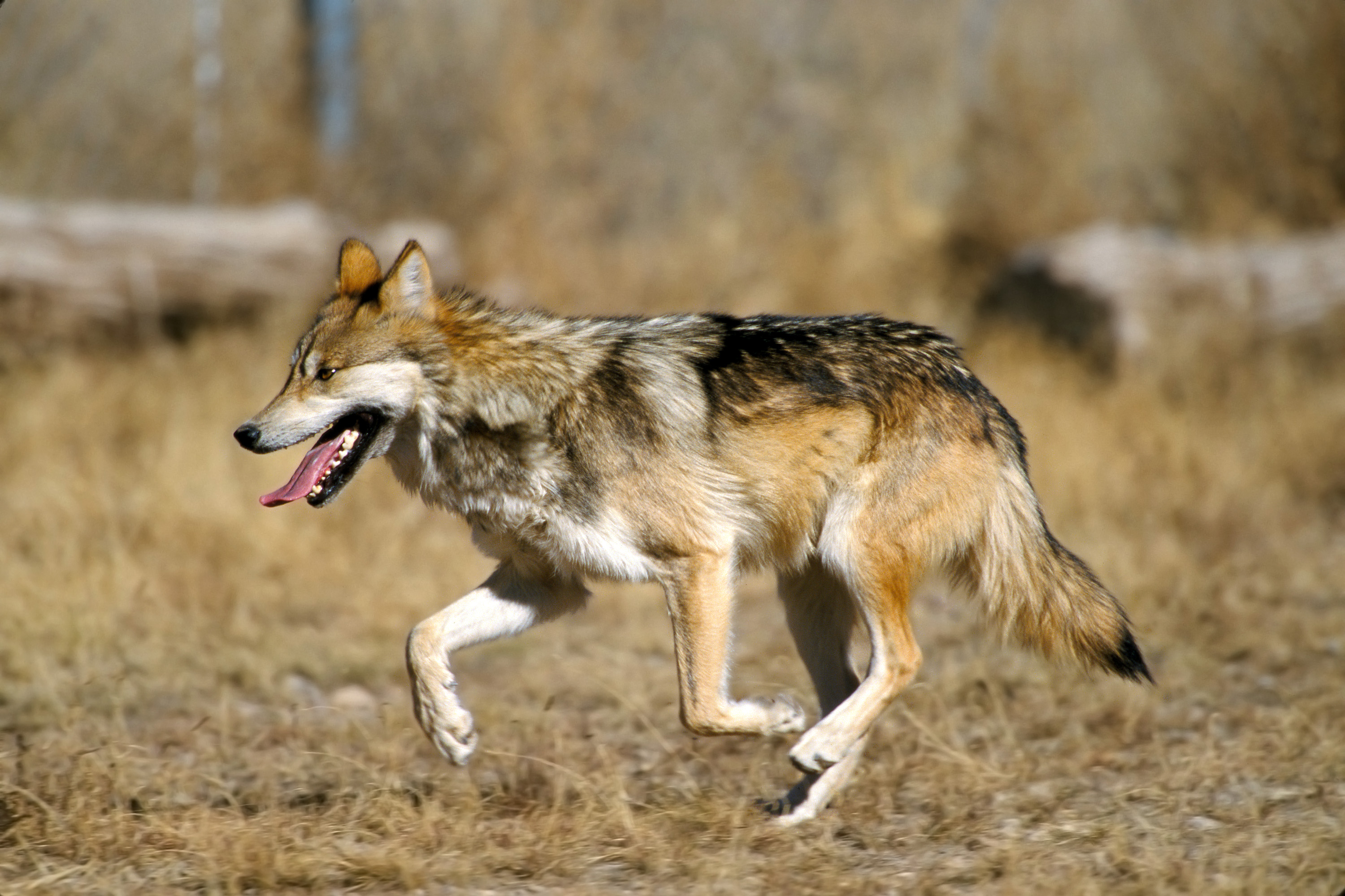
Lupo messicano in cattività nel Sevilleta National Wildlife Refuge, Nuovo Messico.

In Canada, i lupi grigi vennero sterminati nel Nuovo Brunswick e nella Nuova Scozia tra il 1870 e il 1921, mentre a Terranova scomparvero nel 1911. Nelle zone meridionali del Québec e dell'Ontario, il loro declino avvenne tra il 1850 e il 1900. Nelle praterie, la popolazione iniziò a ridursi significativamente dopo lo sterminio dei bisonti e degli altri ungulati, avvenuto tra 1860 e 1870. Tra il 1900 e il 1930, il lupo grigio fu praticamente eliminato dagli Stati Uniti occidentali e dalle regioni confinanti del Canada, a causa di campagne di sterminio governative. Negli Stati Uniti, la specie venne completamente eradicata entro il 1960, con l'eccezione dell'Alaska e del Minnesota settentrionale. Il declino rallentò tra il 1930 e il 1950, in particolare nel Canada sudoccidentale, grazie all'introduzione di nuove regolamentazioni sulla caccia grossa. Tuttavia, nei primi anni '50, venne lanciata un'altra campagna di sterminio, che si protrasse fino agli anni '60. Questa politica di eradicazione venne interrotta negli anni '70, consentendo una graduale ripresa della popolazione.

#### Distribuzione moderna
Il lupo grigio in Nord America è oggi presente principalmente in Alaska e in Canada, dove le popolazioni rimangono relativamente stabili. Negli Stati Uniti continentali, si trovano popolazioni di lupi in aree circoscritte, come il Minnesota settentrionale, il Wisconsin settentrionale, la penisola superiore del Michigan, lo Stato di Washington, l'Idaho, l'Oregon settentrionale e il Montana. Nel 1995-96, alcuni esemplari della sottospecie Canis lupus occidentalis, provenienti dall'Alberta e dalla Columbia Britannica, furono reintrodotti nel Parco nazionale di Yellowstone e in Idaho, segnando un punto di svolta nella conservazione del lupo negli Stati Uniti. Dal 2016, una famiglia di lupi, conosciuta come il Lassen Pack, si è stabilita nella contea di Lassen, in California, dove la specie era assente dal 1924. Nel 2020, il gruppo è diventato un branco effettivo ed è attualmente l'unico nucleo sociale stabile di lupi in tutto lo stato.
Nel 1998, alcuni esemplari di lupo messicano (Canis lupus baileyi) sono stati reintrodotti in Arizona e Nuovo Messico, nell'ambito di un programma di conservazione mirato a ripristinare questa sottospecie gravemente minacciata.
Il Canada resta il paese con la più ampia presenza di lupi grigi, ospitandoli in circa l'80% del loro areale storica, rendendolo un bastione fondamentale per la sopravvivenza della specie nel continente.

## Malattie e parassiti

### Infezioni virali
<<Mentre il cane tende sovente a mordere le parti del corpo che sono più facilmente alla sua portata, il lupo è più furioso, più feroce, attacca soprattutto la testa, il viso, il collo, le parti scoperte, si avventa con frenesia con numerose, profonde ed estese morsicate; lacera i tessuti, buca e a volte spezza le ossa, a motivo degli squarci considerevoli, impregna della sua saliva virulenta le numerose ferite […] in modo che, non solamente trasmette alle sue vittime una più grande quantità di virus, ma lo inocula ancora più profondamente e sovente nei tessuti che si prestano meglio al suo assorbimento e alla sua diffusione.>>
Louis Pasteur
I lupi grigi possono essere colpiti da diverse malattie virali, tra cui rabbia, cimurro, parvovirosi canina, epatite infettiva del cane, papillomatosi e coronavirus canino.Malattia di Aujeszky .
La rabbia è particolarmente diffusa tra i lupi in Russia, Iran, Afghanistan, Iraq e India. Nei lupi, il periodo di incubazione varia tra 8 e 21 giorni, dopo i quali si manifestano sintomi caratteristici. Gli esemplari infetti sviluppano un'estrema aggressività, perdono le inibizioni nei confronti di animali più grandi e pericolosi e smettono di nutrirsi, nonostante una crescente mordacità che li porta a mordere compulsivamente, diffondendo così il virus a qualsiasi animale, compresi gli esseri umani. I lupi rabbiosi spesso abbandonano il branco e possono percorrere fino a 80 km al giorno, aumentando notevolmente il rischio di contagio tra altri lupi. Questi esemplari non mostrano alcun timore nei confronti dell'uomo e tendono a mordere direttamente alla testa, motivo per cui gli attacchi più feroci ai danni di persone vengono solitamente attribuiti a lupi affetti da rabbia. Tuttavia, a differenza dei lupi antropofagi, non attaccano per cibarsi delle vittime. La malattia porta rapidamente alla morte dell'animale infetto e, in alcuni casi, può decimare interi branchi.
Il cimurro, pur essendo letale nei cani domestici, non ha causato decessi significativi tra i lupi, ad eccezione di alcuni casi registrati in Canada e Alaska, invece nel parco di Yellowstone in alcuni anni sono registrate epidemie episodiche. 
La parvovirosi canina, che provoca sintomi come disidratazione, squilibri elettrolitici e sepsi da lipopolisaccaride, non è generalmente fatale per i lupi adulti, ma può risultare letale per i cuccioli. 
I lupi possono contrarre l'epatite infettiva dai cani, ma non si conoscono casi di morte attribuibili a questa malattia. La papillomatosi, registrata solo una volta nei lupi, non sembra causare patologie gravi o letali, sebbene possa influenzare i comportamenti alimentari. Il coronavirus canino è stato documentato nei lupi dell'Alaska, con una maggiore diffusione nei mesi invernali.. 
La bordetella pertussis è segnalata a Yellowstone.

### Infezioni batteriche
I lupi grigi possono contrarre diverse malattie batteriche, tra cui brucellosi, malattia di Lyme, leptospirosi, tularemia, tubercolosi bovina, listeriosi, antrace e afta epizootica
La brucellosi, causata da Brucella suis, può essere trasmessa ai lupi dalle renne selvatiche e domestiche. Sebbene gli adulti tendano a non manifestare sintomi clinici evidenti, la malattia può indebolire gravemente i cuccioli nati da madri infette. La malattia di Lyme, trasmessa dalle zecche, può debilitare singoli lupi, ma non sembra avere un impatto significativo sulle popolazioni. La leptospirosi, invece, rappresenta una minaccia più seria. Può essere contratta attraverso il contatto con prede infette o con le loro urine e provoca sintomi quali febbre, anoressia, vomito, anemia, ematuria, ittero e, nei casi più gravi, la morte. I lupi che vivono vicino alle aziende agricole sono particolarmente vulnerabili, probabilmente a causa di un'esposizione prolungata ai rifiuti di animali domestici infetti. La tularemia, trasmessa attraverso il consumo di lagomorfi infetti, può infettare i lupi, ma gli effetti della malattia su di loro non sono ancora ben compresi. Sebbene la tubercolosi bovina non rappresenti una minaccia significativa per i lupi, sono stati documentati in Canada almeno due casi di cuccioli di lupo morti a causa della malattia.

### Infezioni parassitarie

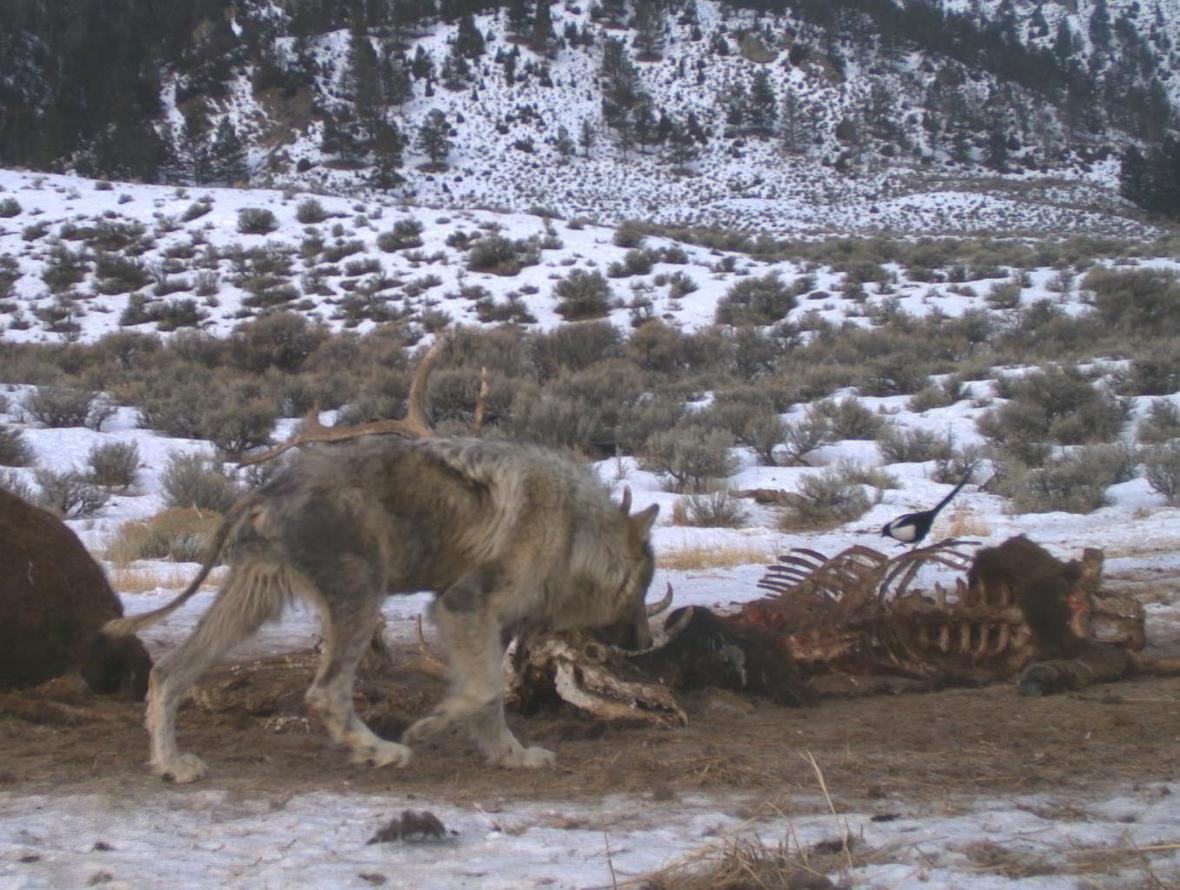
Lupo afflitto dalla rogna

I lupi grigi ospitano numerosi ectoparassiti ed endoparassiti. Nelle regioni dell'ex Unione Sovietica, sono stati identificati almeno 50 specie di parassiti che possono infettare questi animali. La maggior parte di questi non provoca sintomi gravi nei lupi sani, ma possono diventare problematici in individui malati o malnutriti. La parassitosi nei lupi ha rilevanza anche per gli esseri umani e gli animali domestici, poiché i lupi possono trasmettere parassiti ai cani, che a loro volta possono diffonderli tra le persone e il bestiame, in particolare nelle aree pastorali dove uomini e lupi condividono lo stesso territorio.
I lupi sono spesso infestati da diversi artropodi esoparassiti, tra cui pulci, zecche, pidocchi e acari. Uno dei più dannosi è la Sarcoptes scabiei, responsabile della rogna sarcoptica, che colpisce in modo letale i cuccioli. Tuttavia, nei lupi adulti questa condizione raramente si sviluppa in forma grave, a differenza di quanto avviene nelle volpi. Anche i pidocchi, come il Trichodectes canis, possono causare malattie nei lupi, sebbene difficilmente siano letali. Le zecche del genere Ixodidae sono responsabili della trasmissione di patologie come la malattia di Lyme e la febbre maculosa delle Montagne Rocciose. Un'altra specie di zecca, la Dermacentor pictus, è nota per infettare i lupi. Altri ectoparassiti comuni includono i pidocchi masticatori (Anoplura) e le pulci (Pulex irritans e Ctenocephalides canis).
I lupi possono essere infettati da diversi protozoi e vermi appartenenti a vari gruppi, tra cui Trematodi, Cestodi, Nematodi e Acanthocefali. Sebbene esistano circa 30 000 specie di protozoi, solo poche sono note per infettare i lupi, tra cui Isospora, Toxoplasma, Sarcocystis, Babesia e Giardia. Uno dei protozoi più importanti è il Neospora caninum, che può essere trasmesso dai lupi e rappresenta una seria preeoccupazione per gli agricoltori, poiché può infettare il bestiame. Gli animali infetti hanno una probabilità 3-13 volte maggiore di subire un aborto spontaneo rispetto a quelli sani. Tra i vermi intestinali, il più comune nei lupi del Nord America è Alaria, che infetta piccoli roditori e anfibi e viene ingerito dai lupi attraverso la predazione. Una volta raggiunta la maturità, Alaria si localizza nell'intestino, causando però pochi danni. Un altro parassita significativo è il Metorchis conjunctus, che si trasmette attraverso il consumo di pesce infetto e può colpire il fegato del lupo, causando epatopatia, infiammazione pancreatica e deperimento fisico. Sebbene la maggior parte di parassiti intestinali non causi danni gravi ai lupi, la loro gravità dipende dal numero e dalle dimensioni dei parassiti stessi, nonché dalla resistenza dell'ospite. Alcuni sintomi tipici di un'infestazione elevata includono stitichezza, reazioni allergiche e tossiche, irritazione della mucosa intestinale e malnutrizione. Le tenie sono comuni nei lupi, poiché i loro ospiti intermedi includono ungulati, piccoli mammiferi e pesci, che fanno parte della loro dieta. Questi parassiti generalmente causano pochi danni, sebbene un'infestazione massiccia possa provocare sintomi debilitanti.
Particolarmente rilevante è la Echinococcus spp., un tipo di tenia le cui uova, presenti nelle feci di lupi e canidi infetti, possono contaminare acqua e alimenti e infettare gli esseri umani attraverso l'ingestione accidentale. Questo può portare allo sviluppo di echinococcosi cistica, una patologia potenzialmente grave per l'uomo.

## Rapporti con gli umani
Modello d’informazione distribuito al pubblico nei Parchi Nazionali della Columbia Britannica da parte del Ministero dell’Ambiente e Parchi. 
Sicurezza lupi:

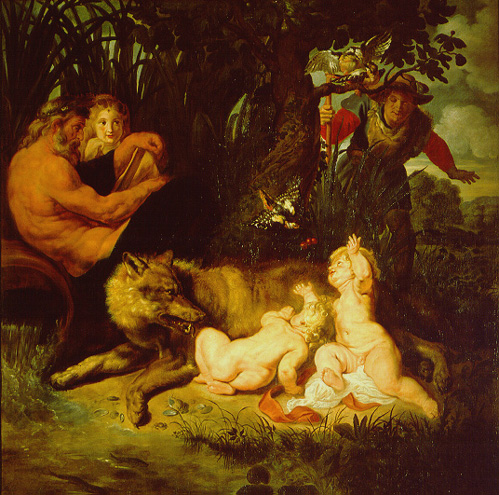
Romolo e Remo allattati dalla lupa (ca. 1616), Peter Paul Rubens.

Riguardarsi dal nutrire i lupi nei Parchi Nazionali e non incoraggiarli ad avvicinarsi per non abituarli a prendere confidenza con la vista dell’uomo, cioè a non sentire più paura di lui. Naturalmente, i lupi sono animali timidi e discreti che si allontanano quando incontrano delle persone. Qualche lupo però può avere perso la paura dell’uomo e potrebbe venire a frequentare le aree di campeggio ed avvicinarsi agli escursionisti. È estremamente importante mantenere un controllo adeguato delle aree di accampamento, di ridurre ed eliminare l’abbandono di rifiuti di modo che non rimanga niente da mangiare per gli animali selvatici. Vi ricordiamo che nutrire gli animali selvatici è proibito dal Park and Recreation Areas Regulations e dal Wild-Life Amendament Act.   Le persone colte in flagranza saranno multate .
Se un lupo sembra agire senza paura o in maniera aggressiva, è importante adottare quanto prima i seguenti comportamenti nei suoi confronti:
- Non permettere che un lupo si avvicini a più di 100 metri.
- Allargare le braccia e agitarle in aria per sembrare più alti.
- Come gruppo agite all’unisono per fare capire al lupo che non è il benvenuto.
- Indietreggiare lentamente senza mai girare la schiena al lupo.
- Fate rumore, lanciare sassi, sabbia o pezzi di legno contro il lupo.
- Non lasciate giocare i bambini fuori dal campo. Teneteli sempre sotto il controllo di adulti. Assicuratevi che gli animali domestici siano sorvegliati e al guinzaglio, meglio ancora, non portateli con voi.
- Mantenete pulita l’area di campeggio. Fate da mangiare e disponete il cibo avanzato lontano dai posti letto. Mettete cibo, oggetti di toilette, spazzatura ed altri oggetti fuori dalla portata degli animali selvatici in contenitori ben chiusi. Sono stati visti lupi rimuovere oggetti personali ed altri oggetti non alimentari.
- Non sotterrate la spazzatura anche se impacchettata.
- Lavate le stoviglie in un recipiente e gettate l’acqua sporca nel mare.
- Per la toilette usate preferibilmente luoghi lontano dal campo, al di sotto del livello dell’alta marea. I lupi di solito mangiano gli escrementi umani.

TENETE PRESENTE! VOI SIETE SOLO UN OSPITE IN QUESTO AMBIENTE
PRIMA DI TUTTO E’ LA CASA DEGLI ANIMALI CHE CI ABITANO.

### Nella cultura popolare

#### Nei nomi personali
La letteratura anglosassone contiene diverse istanze di monarchi anglosassoni e guerrieri anglosassoni che assumono Wulf come prefisso o suffisso nei loro nomi. Gli esempi includono Wulfhere, Cynewulf ("Stirpe di lupo"), Ceonwulf, Wulfheard, Earnwulf, Wulfmaer, Wulfstan e Aethewulf ("Nobile lupo"). I nomi correlati ai lupi erano comuni anche tra i guerrieri germanici pre-cristiani: Wolfhroc (Tonaca di Lupo), Wolfhetan (Pelle di Lupo), Isangrim (Maschera Grigia), Scrutolf (Abito di Lupo), Wolfgang (Passo di Lupo) e Wolfdregil (Corridore di Lupo).

#### Nella mitologia e folklore
Nella mitologia norrena e giapponese i lupi erano considerati animali quasi divini. In Giappone gli agricoltori veneravano i lupi e lasciavano offerte vicino alle loro tane, pregandoli di proteggere i loro raccolti dai cervi e dai cinghiali, mentre gli scandinavi credevano che il lupo Fenrir fosse un figlio di Loki. In altre culture i lupi svolgevano un ruolo importante nei miti di fondazione: i turchi, i mongoli e gli ainu credevano che i lupi fossero i loro antenati, mentre i dena'ina credevano che fossero uomini un tempo, e quindi loro fratelli. Nella mitologia lituana, si narra che il granduca Gediminas costruì Vilnius dopo una visione di un lupo di ferro. I lupi venivano associati con il sole in alcune culture eurasiatiche: gli antichi greci e romani collegavano il lupo con il dio Apollo, mentre i galli associavano il lupo con Belanu, il cui nome potrebbe derivare dalla parola bretone per lupo; bleiz. Gli scandinavi credevano che il sole fosse inseguito dal lupo celeste Skǫll. Nella mitologia pawnee il lupo fu il primo animale a subire la morte. Alcune culture nordiche e indigene americane associarono il lupo alla stregoneria: nella Scandinavia, la strega Hyndla cavalcava un lupo, mentre i navajo temevano i lupi come streghe travestite. Il lupo fu stimato dai daci, il cui nome deriva dalla parola gallica daoi, che significa «popolo lupino». Essi credevano che il lupo fosse signore di tutti gli animali, e l'unica vera protezione contro il male. Il lupo è un animale importante nella religione tengrica, perché è creduto d'essere l'unica creatura vivente oltre l'uomo a venerare Tengri, pregando a esso attraverso gli ululati.

#### Nella fiaba e la letteratura

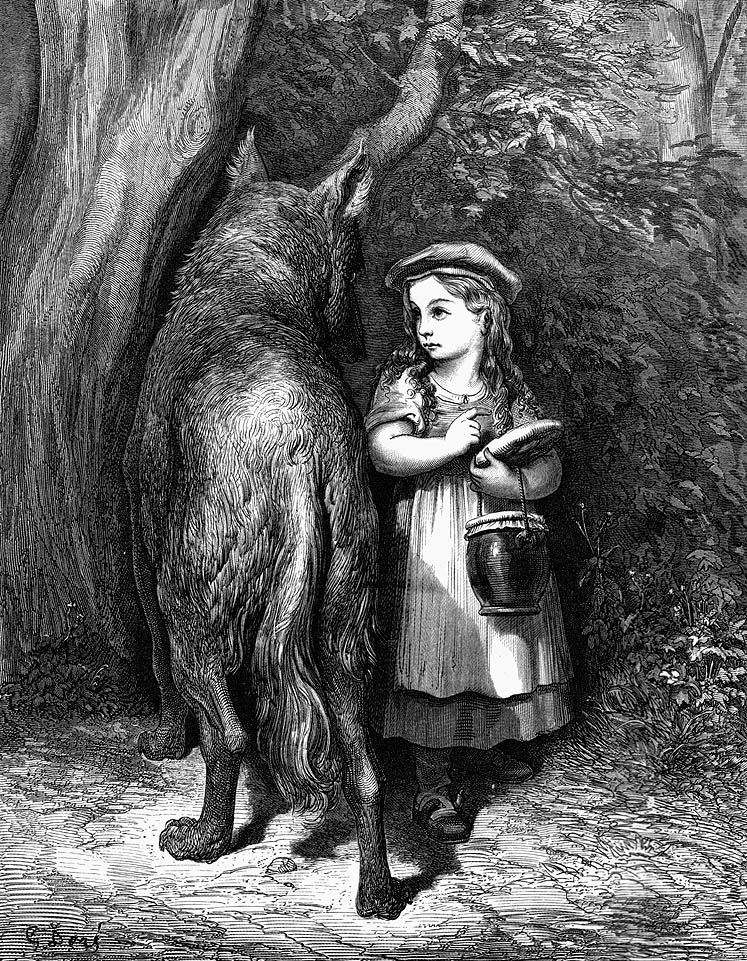
Cappuccetto Rosso (1883), Gustave Doré.

Uno dei riferimenti più antichi ai lupi si trova nel poema epico babilonese Gilgameš, in cui il personaggio principale rifiuta le avance sessuali della dea Ištar, che aveva trasformato in lupi i suoi amanti precedenti. Nell'Avestā, il testo sacro degli zoroastri, i lupi sono una creazione dello spirito maligno Ahriman. Esopo ne parlò in tanti dei suoi racconti, dipingendoli come animali pericolosi e ipocriti. In quei racconti mette in evidenza la fiducia tra i pastori e i loro cani nella loro vigilanza contro i lupi. La Bibbia fa riferimento ai lupi 13 volte come simboli di avarizia e di distruttività. Gran parte del simbolismo del Nuovo Testamento era basato sulla cultura pastorale del popolo di Israele, e Gesù paragonò la sua relazione con i discepoli a quella di un buon pastore che protegge le sue greggi dai lupi. Paragonò anche i lupi ai falsi profeti. Alcuni autori hanno addirittura pensato che secoli di persecuzione contro i lupi fossero legittimati dall'immagine negativa che ne dava Gesù. La letteratura cristiana elaborò sul messaggio biblico sul lupo. Comparve sulla pubblicazione del VII secolo il Fisiologo, che mescolò racconti pagani con gli insegnamenti morali cristiani. Il Fisiologo descrive i lupi come animali capaci di rendere muti gli uomini con uno sguardo, e muniti di una sola vertebra cervicale. Dante descrisse una lupa a rappresentare l'avarizia e la cupidigia nel primo canto dell'Inferno.
Secondo il Malleus Maleficarum, pubblicato nel 1487, i lupi sono stati mandati da Dio come punizione contro il peccato, oppure sono agenti di Satana inviati con l'appoggio di Dio per mettere alla prova la fede dei credenti. Ysengrin il lupo, che apparve per la prima volta nel poema latino Roman de Renart nel XII secolo, rappresenta la bassa nobiltà, mentre il suo avversario, Renart la volpe, rappresenta l'eroe comune. La fiaba di Cappuccetto Rosso, scritta da Charles Perrault nel 1697, è considerata la storia che ha contribuito di più all'immagine negativa del lupo nel mondo occidentale. In questa storia il lupo viene raffigurato come uno stupratore potenziale capace di parlare la lingua umana. La letteratura russa contiene molti riferimenti alla caccia ai lupi e alle loro depredazioni, e sono inclusi nei racconti di Tolstoj, di Čechov e di altri. Il romanzo Mai gridare al lupo di Farley Mowat, pubblicato nel 1963, fu il primo libro della letteratura popolare a mostrare i lupi in luce positiva, e da esso fu tratto un film. Sebbene avesse cambiato l'opinione corrente fu criticato per averli idealizzati e averne rivelato errori concreti di comportamento.

### Conflitti

#### Attacchi dei lupi sul bestiame

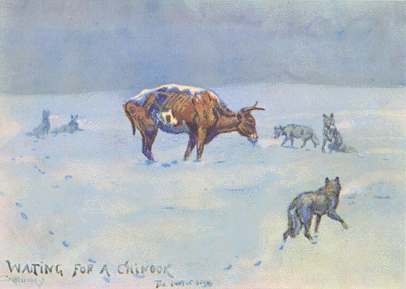
Aspettando un Chinook (ca. 1900), Charles Marion Russell.

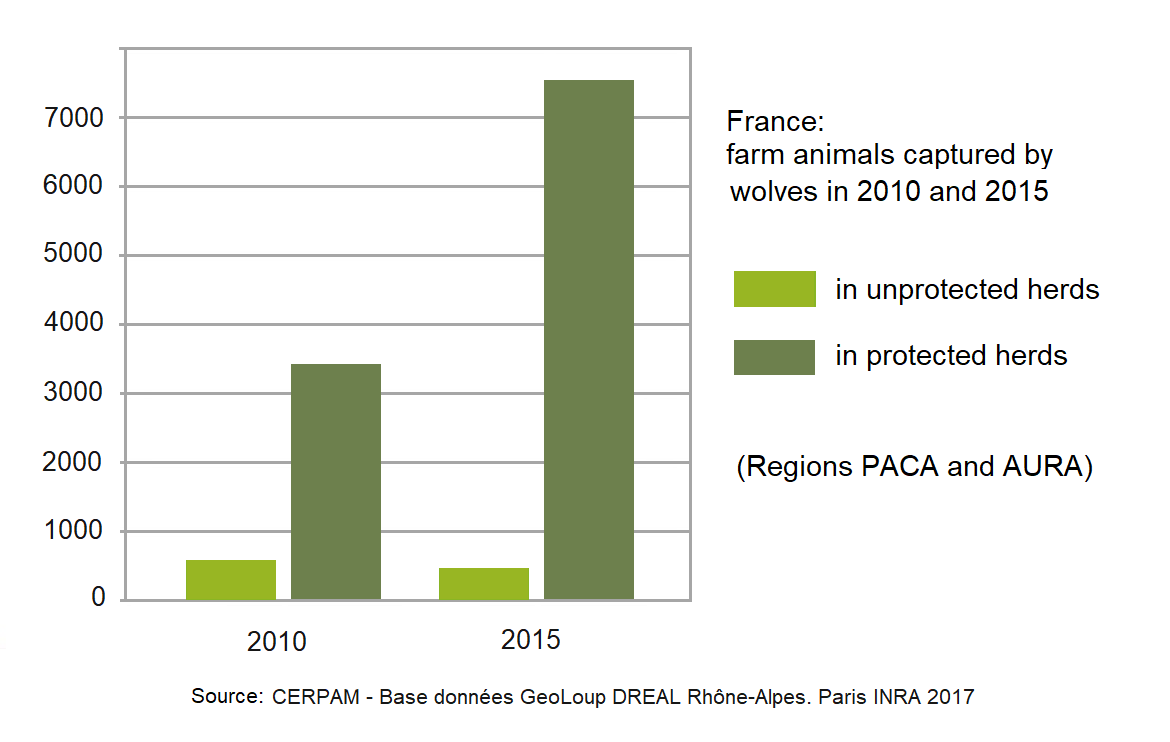
Vittime degli attacchi dei lupi contro le mandrie

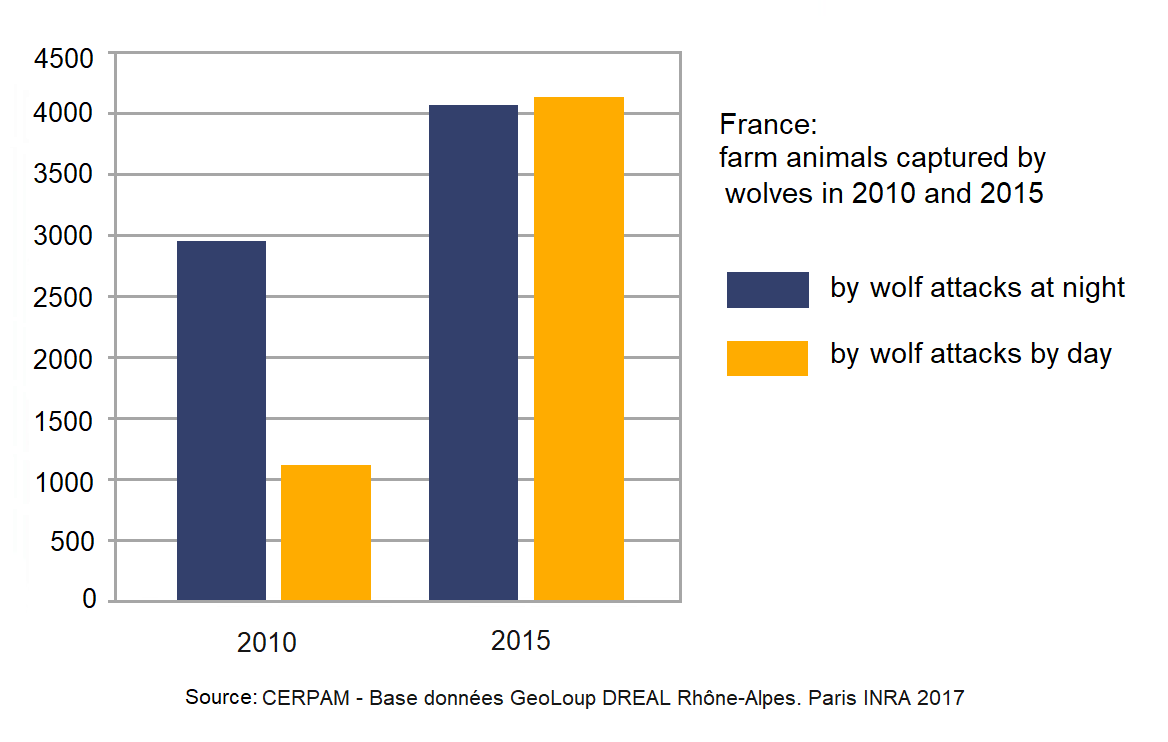
Il lupo attacca di notte e di giorno

Le razzie di bestiame furono uno dei motivi principali nello sterminio dei lupi, ponendo problemi per la conservazione della specie: a parte le perdite economiche risultanti, non si sono trovati metodi infallibili per impedire tali attacchi se non con il loro sterminio. Certi stati cercano di mitigare le perdite economiche causate dai lupi con programmi di compensazione o di assicurazione statale. Gli animali domestici sono prede facili perché non conoscono comportamenti di difesa naturali. I lupi tendono ad attaccare il bestiame quando le prede selvatiche sono ridotte. Nell'Eurasia gran parte della dieta dei lupi consiste in bestiame, mentre in Nordamerica tali eventi sono rari, grazie all'abbondanza di prede selvatiche. La maggior parte delle perdite si verificano durante l'estate, quando i greggi sono condotti al pascolo. Il numero di animali uccisi in un solo attacco dipende dalla specie della preda: quelli contro mucche e cavalli si limitano alla morte d'un solo animale, mentre bestiame più piccolo, come i tacchini e le pecore possono essere uccisi in gran numero. I lupi uccidono i cani ogni tanto, e certe popolazioni di lupi hanno i cani come principale fonte di cibo. In Croazia, i lupi uccidono più cani che pecore, e in Russia limitano il numero dei cani randagi. Gli attacchi contro i cani da caccia sono comuni nella Scandinavia e in Wisconsin.

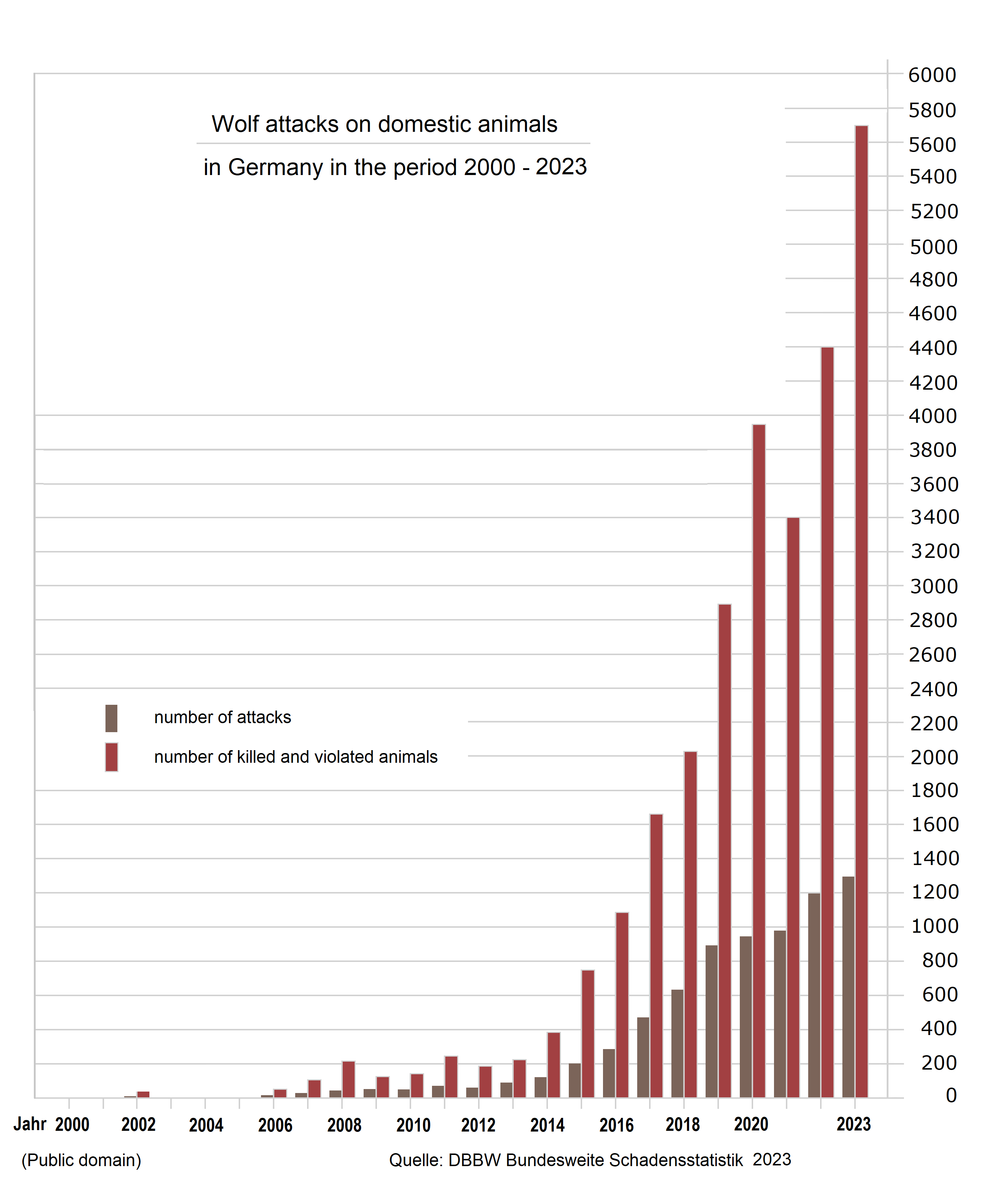
Attacchi di lupi contro gli animali da fattoria in Germania

In Svizzera nel 2018 sono stati accertati circa 500 capi di bestiame uccisi dal lupo, su una popolazione di circa 50 lupi in presenza di circa 200 cani custodi del bestiame. In Germania, tra il 2000 e il 2019, il numero di attacchi di lupi contro animali al pascolo è passato da 0 a 890 in un anno, mentre il numero di animali feriti e uccisi è salito a 2900, il che indica una specializzazione in animali al pascolo e frequenti casi di predazione in eccesso.
In Francia il numero di animali catturati in greggi non protetti è diminuito tra il 2010 e il 2015, poiché sempre più greggi sono stati protetti, ma il numero di animali uccisi in greggi protetti è aumentato. Durante questo periodo il comportamento dei lupi è cambiato in modo tale che, con l'aumento dell'abituazione alla presenza dell'uomo, la proporzione degli attacchi dei lupi durante il giorno è aumentata.  Nel 2018 nell'arco alpino francese ci sono stati circa 12500 capi uccisi dal lupo, con una popolazione di circa 500 lupi e diverse migliaia di cani custodi del bestiame. Nonostante le nuove misure di protezione delle mandrie, nel 2019 sono stati avvistati 3838 lupi nella regione Auvergne-Rhône-Alpes e sono stati pagati risarcimenti per 12491 capi uccisi dal lupo. In alcune regioni anche cani da guardia del bestiame diventano vittime dei lupi.

#### Attacchi agli umani

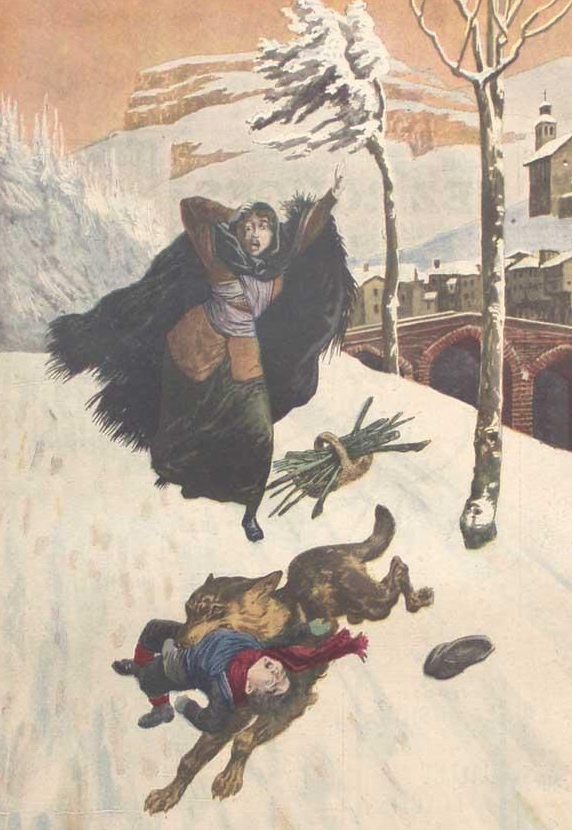
Bambino afferrato da un lupo (1914), Le Petit Journal.

Molte società umane hanno avuto paura dei lupi, sebbene l'uomo non sia una delle loro prede naturali. Sono stati individuati quattro fattori associabili agli attacchi contro l'uomo:
1. Animali affetti da rabbia, condizione maggiormente responsabile degli attacchi
2. Abitudine alla presenza umana: la perdita del timore verso l'uomo, che può svilupparsi nelle aree protette favorisce l'incremento del rischio di attacchi
3. Provocazione: attacchi contro persone che hanno cercato di uccidere un lupo intrappolato o impaurito, oppure che sono penetrate in una tana con i cuccioli
4. Ambiente altamente modificato con assenza di prede, nutrimento da parte dei lupi con rifiuti da attività umana o di bestiame allevato, fanciulli lasciati soli o utilizzati come pastori, scarso o nullo utilizzo di armi che riduce il timore del lupo verso l'uomo. Se il singolo lupo diventa un mangiatore di uomini continuerà ad avere questo comportamento[19].

Il modo in cui reagiscono alla presenza umana varia secondo la loro esperienza: i lupi privi di esperienze negative con gli uomini, o che si sono abituati alla loro presenza, possono mostrare comportamenti audaci. Sebbene i lupi possano reagire violentemente su provocazione gli attacchi difensivi consistono solo in piccoli morsi alle estremità.
Attacchi predatori (sferrati da lupi che trattano gli uomini come prede) sono preceduti da un lungo periodo di consuetudine, in cui i lupi perdono poco per volta la paura per gli uomini. Mordono le loro vittime più volte sulla faccia e il collo, e poi le trascinano via e le divorano. Tali attacchi sono limitati ad alcuni luoghi, e non cessano fino allo sterminio dei lupi colpevoli. Gli attacchi predatori avvengono soprattutto durante l'estate, quando le greggi vanno nelle foreste per raccogliere bacche o al pascolo. Le vittime dei lupi predatori sono soprattutto persone sotto i 18 anni. Nei casi rari in cui viene aggredito un adulto la vittima di solito è una donna.
Sono noti diversi episodi di lupi che divennero sistematicamente antropofagi, ovvero esperti nell'attaccare e uccidere le persone e aventi l'uomo nella loro dieta abituale, sebbene in generale i lupi, rispetto ai grandi felidi come leoni, tigri e leopardi, attacchino le persone con molta meno frequenza. Il caso più emblematico, e più discusso, è quello della bestia del Gévaudan, nella quale la maggior parte della comunità scientifica oggigiorno riconosce un branco di lupi antropofagi che l'isteria popolare rese con fattezze terribili ed immaginarie, e che tra il 1764 e il 1767 uccisero 113 persone, tra adulti e bambini, nella regione del Gévaudan, in Francia, prima di essere abbattuti singolarmente in almeno tre occasioni differenti. Vi sono stati anche molti altri casi più contenuti e più vicini alle abitudini tipiche dei lupi antropofagi, con prevalenza di vittime di età compresa tra i tre e i quindici anni, tra i quali i lupi di Kirov, che uccisero 22 persone tra il 1944 e il 1954 in Unione Sovietica; i lupi di Ashta, che tra il 1985 e il 1986 rapirono 17 bambini in India; e il lupo di Gysinge, che uccise 12 giovani (11 tra i 3-15 anni e una diciannovenne) in Svezia tra il 1820 e il 1821: quest'ultimo era stato allevato in cattività, era fuggito e, incapace di cacciare prede selvatiche, aveva cominciato ad aggredire le persone.
Casi di lupi rabbiosi sono rari in confronto a quelli di altre specie, sebbene possano essere infettati da altri animali come cani, volpi e sciacalli. Aggressioni da parte di lupi rabbiosi sono rare nel Nordamerica, ma numerose nel mediterraneo orientale, il Medio Oriente e l'Asia centrale. La forza fisica del lupo lo rende tra gli animali più pericolosi quando è malato di rabbia: il morso d'un lupo rabbioso è 15 volte più mortale di quello d'un cane infettato. I lupi rabbiosi agiscono da soli, e mordono un gran numero di persone e di animali domestici. La maggior parte degli attacchi di lupi rabbiosi avvengono in primavera e in autunno. Al contrario che negli attacchi predatori, le vittime dei lupi rabbiosi non vengono mangiate, e gli attacchi generalmente finiscono in un giorno. Le vittime sono scelte a caso, mentre negli attacchi predatori le vittime sono quasi esclusivamente bambini o donne giovani.
Dalla metà del secolo XIX fino al 2002 ci sono stati otto attacchi fatali nell'Europa e la Russia e più di duecento nell'Asia meridionale. Tra il 2005 e il 2010 due persone sono state uccise da lupi non-rabbiosi nel Nordamerica.

### Caccia al lupo

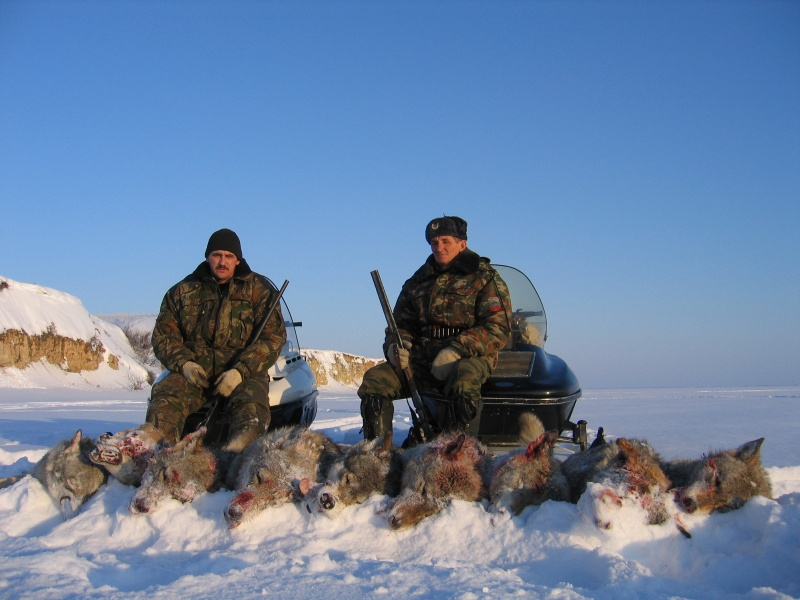
Lupi cacciati in Russia.

I lupi sono difficili da cacciare, a causa dei loro sensi altamente sviluppati, la loro resistenza nell'inseguimento e la loro capacità di storpiare o uccidere i cani da caccia velocemente. Storicamente una pletora di metodi furono utilizzati per cacciare i lupi, inclusi lo sterminio di cuccioli nelle loro tane durante la primavera, coursing con i cani (di solito combinazioni di levrieri, chien de Saint-Hubert, e i fox terrier), l'avvelenamento con la stricnina, le tagliole e le bocche di lupo. In Russia, un metodo tradizionale consiste nel circondare un branco in una zona ristretta con una lunga corda, coperta da tessuti rossi con l'odore dei cacciatori. Questo metodo dipende dal timore che la specie ha per l'uomo, ma può perdere la sua efficacia se i lupi si abituano all'odore. Certi cacciatori riescono ad attirare i lupi imitando i loro ululati. Nel Kazakistan e nella Mongolia i lupi sono tradizionalmente cacciati con le aquile e i falchi, ma questa pratica sta diminuendo, dato che i falconieri esperti stanno diminuendo di numero. Cacciare i lupi dagli aeromobili è molto efficace, poiché consente una maggiore visibilità, ma tale metodo è anche controverso, perché concede ai lupi poche possibilità di fuga o difesa.

### Pellicce e carne

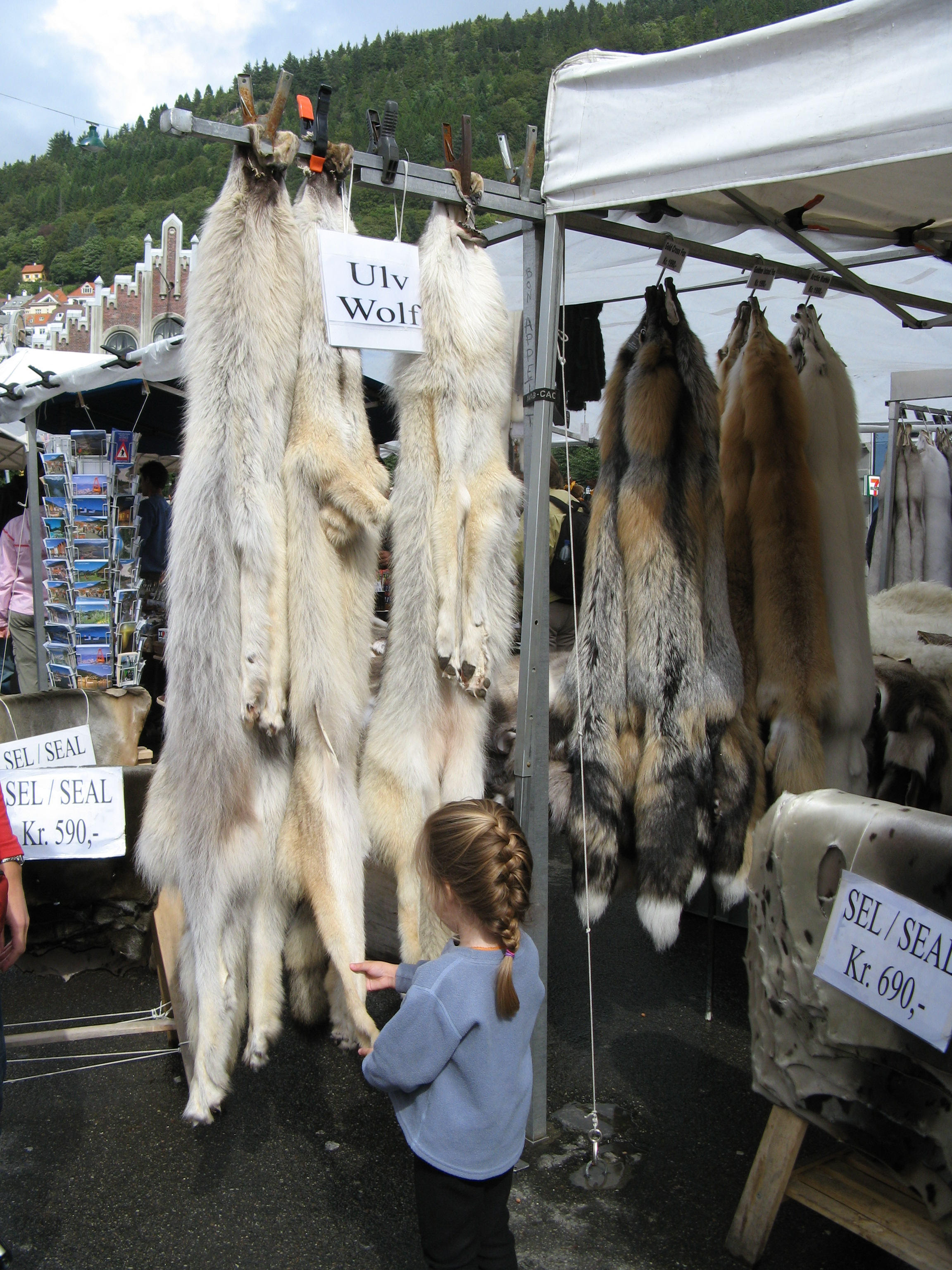
Pellicce di lupi in Bergen, Norvegia.

Malgrado la pelliccia del lupo non sia allo stesso livello di qualità del castoro, la lontra e il visone, è tuttavia folta e durevole, e viene utilizzata soprattutto per le sciarpe, ma a volte anche per le giacche, le cappe, i cappotti, gli stivali eschimesi, e i tappeti. Oltre che per la protezione corporea le pellicce di lupo sono state usate come camuffamento nella caccia e la guerra, come emblema tra i nativi americani occidentali, e come valuta. Le pellicce più pregiate sono quelle dei lupi delle regioni fredde del Nordamerica, invariabilmente più folte e morbide. Nell'antica Scandinavia la pelle del lupo veniva usato come guaina nei rituali mentre alcune tribù native americani li usavano per motivi medicinali. I nativi delle Grandi Pianure spesso indossavano le pellicce di lupo per avvicinarsi ai bisonti durante le cacce. I pawnee indossavano mantelli di lupo quando esploravano territori nemici. I soldati dell'esercito degli Stati Uniti d'America usavano gli anorak fatti con le pelli di lupo durante gli ultimi anni della seconda guerra mondiale e la guerra di Corea per proteggerli dal congelamento. Nell'allora URSS, 30 000 pellicce di lupi furono prodotti annualmente dal 1976 al 1988. Secondo Cites, 6 000-7 000 pellicce di lupo sono vendute internazionalmente ogni anno, con Canada, ex-Unione Sovietica, Mongolia e Cina come esportatori principali. La caccia al lupo per la sua pelliccia non costituisce una minaccia per la specie, perché solo le popolazioni nelle zone artiche (che sono numerose) sono di valore commerciale.
Storicamente vari popoli e individui hanno consumato la carne di lupo in tempi di carestia o per motivi medicinali. La carne di lupo fu mangiata parecchie volte durante la spedizione artica di Vilhjalmur Stefansson nel 1913, soprattutto durante l'estate, quando i lupi sono più grassi. I popoli indigeni della Transbaikalia mangiarono carne di lupo anche quando altre fonti di cibo erano disponibili. La maggior parte dei nativi americani riconoscevano che i lupi fossero commestibili, ma li consideravano inadeguati come fonte di nutrimento perché, essendo carnivori, non hanno le stesse qualità medicinali degli erbivori. Il consumo della carne di lupo ha un ruolo importante nella medicina tradizionale asiatica. In Mongolia, si ritiene che mangiare la carne e i polmoni d'un lupo possa curare i raffreddori, e che spargendo polvere ricavata dall'ano dell'animale sul cibo possa curare le emorroidi. I pareri sul gusto delle carni sono discordi, in quanto la descrivono, di volta in volta, come «gommosa», «puzzolente», «simile al pollo», e «superiore alla carne di cervo».

### Come animali domestici

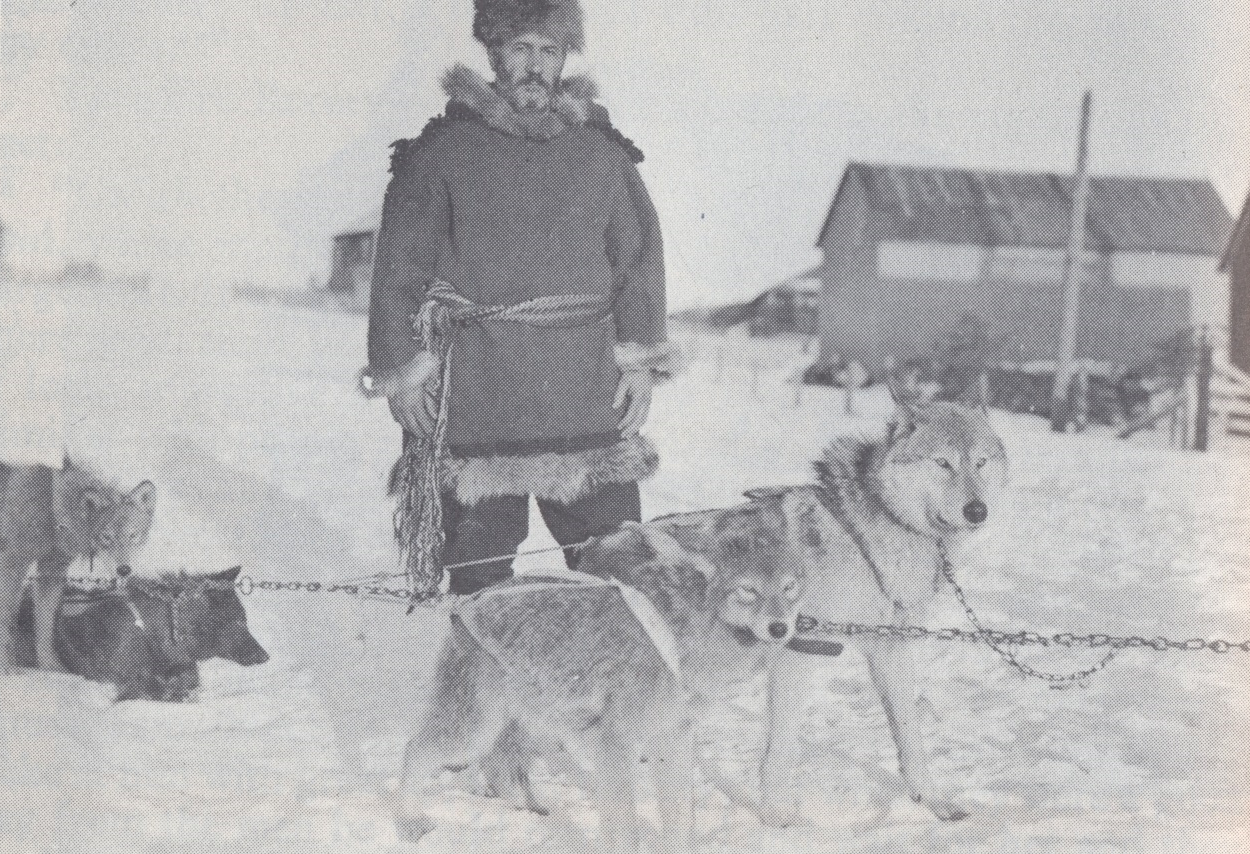
Lupi grigi e coyote usati come animali da slitta nell'Ontario settentrionale, 1923.

Il biologo Stanley P. Young descrisse i lupi domestici nei termini seguenti:
(Young)
Alcuni agenti dell'FWS tenevano cuccioli di lupo, ottenendo i risultati migliori quando li catturavano prima che aprissero gli occhi. Al contrario, i cuccioli catturati all'età di 3-4 settimane si dimostrarono incorreggibili. I lupi possono quindi essere addomesticati, ma non così facilmente come i cani. La maggior parte dei tentativi di addestrare i lupi a lavorare è fallita. Il biologo svedese Erik Zimen cercò di addestrare i lupi a trainare una slitta. I lupi arrivavano ad accettare la bardatura, ma non erano affidabili, dato che venivano facilmente distratti dai compagni e da altri animali presenti, e si rifiutavano di eseguire ordini se annoiati. In contrasto, John James Audubon scrisse di un caso nel Kentucky in cui un lupo fu addestrato a cacciare cervi, e Henry Wharton Shoemaker pubblicò una simile storia riguardo ai pionieri della Pennsylvania che usavano i lupi come cani da caccia.

### Testi
- G. Altobello, Fauna dell'Abruzzo e del Molise. Mammiferi. IV. I Carnivori (Carnivora), Campobasso, Colitti e Figlio, 1921.
- (EN) J. J. Audubon e J. Bachman, The viviparous quadrupeds of North America, Volume 2, New York, V. G. Audubon, 1851.
- (EN) M. Bachrach, Fur: a practical treatise, New York, Prentice-Hall, 1953, OCLC 557712173.
- (EN) N. Bishop, Social behavior of langur monkeys (Presbytis entellus) in a high altitude environment, Berkeley (University of California), 1975.
- (EN) L. Boitani, Ecological and cultural diversities in the evolution of wolf-human relationships (PDF), in L. N. Carbyn, S. H. Fritts e D. R. Seip (a cura di), Ecology and conservation of wolves in a changing world, Edmonton, Canadian Circumpolar Institute, ISBN 0-919058-93-0. URL consultato il 2 dicembre 2018 (archiviato dall'url originale il 13 novembre 2018).
- (EN) M. Bright, Beasts of the Field: The Revealing Natural History of Animals in the Bible, London, Anova Books, 2006, ISBN 1-86105-831-4.
- J. R. Castelló, Canidi del mondo, Rica editore, 2020, ISBN 978-88-6694-065-4.
- (EN) A. A. Cherkassov, Notes of an East Siberian Hunter, Authorhouse, 2012, ISBN 1-4685-2897-1.
- (EN) J. Clutton-Brock, A Natural History of Domesticated Mammals, The Natural History Museum, 1987, ISBN 0-565-01050-6.
- (EN) T. Cope, On the Trail of Genghis Khan: An Epic Journey Through the Land of the Nomads, A&C Black, 2013, ISBN 1-4088-3988-1.
- (LA) I. Dwigubski, Prodromus Faunae Rossicae. I. Mammalia, Etc., 1804.
- (EN) M. W. Fox, The Dog: Its Domestication and Behavior, Garland STPM Press, 1978, ISBN 0-8240-9858-7.
- (EN) G. Giannatos, Conservation Action Plan for the golden jackal Canis aureus L. in Greece (PDF), WWF Greece, 2004.
- (EN) D. E. Giraud, A check list of mammals of the North American continent, the West Indies and the neighboring seas, Chicago, Field Columbian Museum, 1905.
- (EN) A. Glover, Extinct and vanishing mammals of the western hemisphere, with the marine species of all the oceans, American Committee for International Wild Life Protection, 1942.
- (EN) W. N. Graves, Wolves in Russia: Anxiety through the ages, Detselig Enterprises, 2007, ISBN 1-55059-332-3.
- (EN) I. Grumeza, Dacia: Land of Transylvania, Cornerstone of Ancient Eastern Europe, University Press of America, 2009, ISBN 0-7618-4466-X.
- (EN) A. R. Harding, Wolf and coyote trapping; an up-to-date wolf hunter's guide, giving the most successful methods of experienced "wolfers" for hunting and trapping these animals, also gives their habits in detail, Columbus, A. R. Harding Pub. Co., 1909.
- (EN) V. G. Heptner e A. A. Sludskii, Mammals of the Soviet Union: Volume 2 Part II, Carnivora (hyaenas and cats), BRILL, 1992, ISBN 90-04-08876-8.
- (EN) V. G. Heptner e N. P. Naumov, Mammals of the Soviet Union Vol.II Part 1a, SIRENIA AND CARNIVORA (Sea cows; Wolves and Bears), Science Publishers, Inc. USA, 1998, ISBN 1-886106-81-9.
- (EN) B. H. Hodgson, Description and Characters of the Wild Dog of Nepal (Canis primævus), in Asiatic Researches: the history, the antiquities, the arts and sciences and literature of Asia. Vol. XVIII, G. H. Huttmann, 1833.
- (EN) L. Hunter e P. Barrett, A Field Guide to the Carnivores of the World, New Holland, 2011, ISBN 978-1-84773-346-7.
- (EN) S. E. Jenness, The Making of an Explorer: George Hubert Wilkins and the Canadian Arctic Expedition, 1913–1916, McGill-Queens, 2004, ISBN 0-7735-2798-2.
- (EN) R. Kerr, The animal kingdom, or zoological system, of the celebrated Sir Charles Linnæus: containing a complete systematic description, arrangement, and nomenclature, of all the known species and varieties of the mammalia, or animals which give suck to their young, A. Strahan and T. Cadell, London, and W. Creech, Edinburgh, 1792.
- (EN) D. R. Klein, The introduction, increase, and demise of wolves on Coronation Island, Alaska, in L. N. Carbyn, S. H. Fritts e D. R. Seip (a cura di), Ecology and conservation of wolves in a changing world, Canadian Circumpolar Institute - Occasional Publication No. 35, 1995, ISBN 0-919058-92-2.
- (EN) J. Knight, Wildlife in Asia: Cultural Perspectives, RoutledgeCurzon, 2004, ISBN 0-7007-1332-8.
- (EN) M. Kohn, Mongolia, Lonely Planet, 2008, ISBN 1-74104-578-9.
- (EN) J. Lindow, Norse mythology: a guide to the Gods, heroes, rituals, and beliefs, Oxford University Press, 2001, ISBN 0-19-515382-0.
- (LA) C. Linnæus, Systema naturæ per regna tria naturæ, secundum classes, ordines, genera, species, cum characteribus, differentiis, synonymis, locis. Tomus I, Laurentius Salvius, 1758.
- (EN) J. D. C. Linnell et al. (a cura di), The Fear of Wolves: A Review of Wolf Attacks on Humans (PDF), NINA (Norsk Institutt for NAturforskning), 2002, ISBN 82-426-1292-7.
- B. H. Lopez, Lupi e uomini, New York, Piemme, 1999, ISBN 978-88-566-4828-7.
- (EN) K. Lorenz, Man meets dog, Routledge, 2002, ISBN 0-415-26744-7.
- (EN) G. Marvin, Wolf, Reaktion Books, 2012, ISBN 978-1-86189-879-1.
- (EN) L. D. Mech, The Wolf: The Ecology and Behaviour of an Endangered Species, University of Minnesota Press, 1981, ISBN 0-8166-1026-6.
- (EN) L. D. Mech e Luigi Boitani, Wolves: Behaviour, Ecology and Conservation, University of Chicago Press, 2003, ISBN 0-226-51696-2.
- (EN) L. D. Mech et al., The Wolves of Denali, University of Minnesota Press, 2003, ISBN 0-8166-2959-5.
- (EN) L. D. Mech e L. Boitani, Grey wolf Canis lupus Linnaeus, 1758 (PDF), in C. Sillero-Zubiri, M. Hoffmann e D. W. Macdonald (a cura di), Canids: Foxes, Wolves, Jackals and Dogs: Status Survey and Conservation Action Plan, IUCN Gland, Switzerland and Cambridge, IUCN/SSC Canid Specialist Group, 2004, ISBN 2-8317-0786-2.
- (DE) F. A. A. Meyer, Systematisch-summarische Uebersicht der neuesten zoologischen Entdeckungen in Neuholland und Afrika, Dykischen, Leipzig, 1793.
- (EN) G. Mills e H. Hofer (a cura di), Hyaenas: status survey and conservation action plan (PDF), IUCN, 1998, ISBN 2-8317-0442-1.
- (EN) D. G. Miquelle et al., Tigers and Wolves in the Russian Far East: Competitive Exclusion, Functional Redundancy and Conservation Implications, in J. Ray et al. (a cura di), Large Carnivores and the Conservation of Biodiversity, New York, Island Press, 2005, ISBN 978-1-59726-609-3.
- (EN) R. M. Nowak e J. L. Paradiso, Walker's Mammals of the World, 4ª ed., Baltimore, Johns Hopkins University Press, 1983, ISBN 0-8018-2525-3.
- (EN) R. M. Nowak, Another look at wolf taxonomy, in L. N. Carbyn, S. H. Fritts e D. R. Seip (a cura di), Ecology and conservation of wolves in a changing world, Canadian Circumpolar Institute - Occasional Publication No. 35, 1995, ISBN 0-919058-92-2.
- (EN) J. Palliser, Solitary rambles and adventures of a hunter in the prairies, London, John Murray, 1853.
- (EN) P. Paquet e L. W. Carbyn, "Gray wolf" Canis lupus and allies, in G. A. Feldhamer, B. C. Thompson e J. A. Chapman (a cura di), Wild Mammals of North America: Biology, Management, and Conservation, JHU Press, 2003, ISBN 0-8018-7416-5.
- (EN) R. Perry, The World of the Tiger, Cassell, 1964, OCLC 602883086.
- (EN) R. I. Pocock, Fauna of British India: Mammals Volume 2, London, Taylor and Francis, 1941.
- (EN) M. B. Qumsiyeh, Mammals of the Holy Land, Texas Tech University Press, 1996, ISBN 0-89672-364-X.
- (EN) J. Richardson, Fauna boreali-americana, or, The zoology of the northern parts of British America, J. Murray [etc.], Londra, 1829.
- (EN) T. Roosevelt, Wolves and wolf-hounds, in Hunting the grisly and other sketches; an account of the big game of the United States and its chase with horse, hound, and rifle, The current literature publishing company, New York, 1909.
- (EN) B. Sax, Animals in the Third Reich: Pets, Scapegoats, and the Holocaust, A&C Black, 2000, ISBN 0-8264-1289-0.
- (EN) T. Say, et. al., Account of an expedition from Pittsburgh to the Rocky Mountains, performed in the years 1819 and '20, Philadelphia, H.C. Carey and I. Lea ..., 1823.
- (DE) J. C. D. von Schreber, Die Säugthiere in Abbildungen nach der Natur mit Beschreibungen, Zweiter Teil, Erlangen, Bavaria, 1775.
- (EN) E. T. Seton, capitolo XXXIII - Grey-wolf, Buffalo-wolf or Buffalo-runner, in Life-histories of northern animals: an account of the mammals of Manitoba, volume II - Flesh-eaters, New York City, Charles Scribner's sons, 1909.
- (EN) H. W. Shoemaker, Extinct Pennsylvania Animals: The panther and the wolf.-Pt. II. Black moose, elk, bison, beaver, pine marten, fisher, glutton, Canada lynx, Altoona Tribune Publishing Company, 1917, OCLC 921918993.
- (EN) D. W. Smith e G. Ferguson, Decade of the Wolf: Returning the Wild to Yellowstone, Lyons Press, 2006, ISBN 1-59228-886-3.
- (EN) V. Steffanson, My Life With The Eskimo, Kessinger Publishing, 2004, ISBN 1-4179-2395-4.
- (EN) M. E. Sunquist e F. Sunquist, Wild cats of the world, University of Chicago Press, 2002, ISBN 0-226-77999-8.
- (EN) S. Sužiedėlis, Historical Dictionary of Lithuania, in Historical dictionaries of Europe, vol. 80, Scarecrow Press, 2011, ISBN 978-0-8108-7536-4.
- (EN) B. L. Walker, The Lost Wolves Of Japan, University of Washington Press, 2005, ISBN 0-295-98492-9.
- (EN) C. Watkins, wlkwos, in American Heritage Dictionary of Indo-European Roots, 2ª ed., Houghton Mifflin Harcourt, 2000, ISBN 0-618-08250-6.
- (EN) A. Wink, Al-Hind: The Making of the Indo-Islamic World, Brill, 2002, ISBN 0-391-04173-8.
- (EN) I. Woodward, The Werewolf Delusion, Paddington Press, 1979, ISBN 0-448-23170-0.
- (EN) W. C. Wozencraft, Order Carnivora, in D. E. Wilson e D. M. Reeder (a cura di), Mammal Species of the World, 3ª ed., Johns Hopkins University Press, 2005, ISBN 978-0-8018-8221-0.
- (EN) S. P. Young, E. A. Goldman e American Wildlife Institute, The wolves of North America. Part I. Their history, life habits, economic status, and control, Part II. Classification of wolves, New York, Dover Publications, 1964  [1944], OCLC 640000434.
- (EN) E. Zimen, The Wolf: His Place in the Natural World, Souvenir Press, 1981, ISBN 0-285-62411-3.

### Pubblicazioni
- (EN) R. K. Aggarwal et al., Mitochondrial DNA coding region sequences support the phylogenetic distinction of two Indian wolf species, in Journal of Zoological Systematics and Evolutionary Research, vol. 45, n. 2, 2007,  pp. 163-172, DOI:10.1111/j.1439-0469.2006.00400.x.
- (EN) T. M. Anderson et al., Molecular and Evolutionary History of Melanism in North American Gray Wolves, in Science, vol. 323, n. 5919, 2009,  pp. 1339-1343, DOI:10.1126/science.1165448.
- (EN) F. Angelici e L. Rossi, A new subspecies of grey wolf (Carnivora, Canidae), recently extinct, from Sicily, Italy (PDF), in Bollettino del Museo Civico di Storia Naturale di Verona - Botanica Zoologia, vol. 42, 2018,  pp. 3-15, ISSN 2499-5681 (WC · ACNP).
- (EN) S. Biquand et al., Fishes as diet of a wolf (Canis lupus arabs) in Saudi Arabia (PDF), in Mammalia, vol. 58, n. 3, 1994,  pp. 492-494. URL consultato l'8 dicembre 2018 (archiviato dall'url originale il 28 luglio 2019).
- (EN) H. Bocherens et al., Isotopic evidence for dietary ecology of cave lion (Panthera spelaea) in North-Western Europe: Prey choice, competition and implications for extinction, in Quaternary International, vol. 245, n. 2, 2011,  pp. 249-261, Bibcode:2011QuInt.245..249B, DOI:10.1016/j.quaint.2011.02.023.
- (EN) H. Bocherens, Isotopic tracking of large carnivore palaeoecology in the mammoth steppe, in Quaternary Science Reviews, vol. 117, 2015,  pp. 42-71, DOI:10.1016/j.quascirev.2015.03.018.
- (ES) A. Cabrera, Los lobos de Espana, in Boletín de la Real Sociedad Española de Historia Natural, VII, 1907,  pp. 193-198.
- (EN) S. M. Chambers et al., An Account of the Taxonomy of North American Wolves From Morphological and Genetic Analyses, in North American Fauna, n. 77, 2012,  pp. 1-67, DOI:10.3996/nafa.77.0001.
- (EN) P. L. Cunningham e T. Wronski, Arabian wolf distribution update from Saudi Arabia (PDF), in Canid News, vol. 13, n. 2, 2010,  pp. 1-6.
- (EN) R. Dinnis, A. Pate e N. Reynolds, Mid-to-late Marine Isotope Stage 3 mammal faunas of Britain: A new look, in Proceedings of the Geologists' Association, vol. 127, n. 4, 2016,  pp. 435-444, DOI:10.1016/j.pgeola.2016.05.002.
- (EN) J. P. Dubey et al., Gray wolf (Canis lupus) is a natural definitive host for Neospora caninum, in Veterinary Parasitology, vol. 181, n. 2-4, 2011,  pp. 382-387, DOI:10.1016/j.vetpar.2011.05.018, PMID 21640485.
- (EN) E. Ersmark et al., From the Past to the Present: Wolf Phylogeography and Demographic History Based on the Mitochondrial Control Region, in Frontiers in Ecology and Evolution, vol. 4, 2016, DOI:10.3389/fevo.2016.00134.
- (EN) A. H. Freedman et al., Genome Sequencing Highlights the Dynamic Early History of Dogs, in PLOS Genetics, vol. 10, n. 1, 2014,  pp. e1004016, DOI:10.1371/journal.pgen.1004016, PMC 3894170, PMID 24453982.
- (EN) E. A. Goldman, The Wolves of North America, in Journal of Mammalogy, vol. 18, n. 1, 1937,  pp. 37-45, DOI:10.2307/1374306.
- (EN) J. E. Gray, Notice of the Chanco or Golden Wolf (Canis chanco) from Chinese Tartary, in Proceedings of the Zoological Society of London, 1863,  p. 94.
- (EN) S. Grooms, The Mixed Legacy of Never Cry Wolf (PDF), in International Wolf, vol. 18, n. 3, 2008,  pp. 11-13. URL consultato il 30 novembre 2018 (archiviato dall'url originale il 22 settembre 2015).
- (EN) S. Grooms, Cougar Wolf Interactions: It's a Lot Like Cats and Dogs (PDF), in International Wolf, vol. 20, n. 2, 2010,  pp. 8-11. URL consultato il 30 novembre 2018 (archiviato dall'url originale il 22 settembre 2015).
- (EN) F. H. Harrington, Urine-Marking and Caching Behavior in the Wolf, in Behaviour, vol. 76, n. 3, 1981,  pp. 280-288, DOI:10.1163/156853981X00112, JSTOR 4534102.
- (EN) Jędrzejewski et al., Territory size of wolves Canis lupus: linking local (Białowieża Primeval Forest, Poland) and Holarctic‐scale patterns, in Ecography, vol. 30, n. 1, 2007,  pp. 66-76, DOI:10.1111/j.0906-7590.2007.04826.x.
- (EN) Y. Jhala e D. K. Sharma, The Ancient Wolves of India (PDF), in International Wolf, vol. 14, n. 2, 2004,  pp. 15-16 (archiviato dall'url originale il 21 aprile 2009).
- (EN) K. Jones, Never Cry Wolf: Science, Sentiment, and the Literary Rehabilitation of Canis Lupus, in The Canadian Historical Review, vol. 84, n. 1, 2003,  pp. 65-94, DOI:10.3138/CHR.84.1.65.
- (EN) R. Khosravi et al., Is black coat color in wolves of Iran an evidence of admixed ancestry with dogs?, in Journal of Applied Genetics, vol. 56, n. 1, 2015,  pp. 97-105, DOI:10.1007/s13353-014-0237-6.
- (EN) K. Kishida, Notes on the Yesso wolf, in Lansania, n. 3, 1931,  pp. 72-75.
- (EN) S. Koblmüller et al., Whole mitochondrial genomes illuminate ancient intercontinental dispersals of grey wolves (Canis lupus), in Journal of Biogeography, vol. 43, n. 9, 2016,  pp. 1728-1738, DOI:10.1111/jbi.12765.
- (EN) K. P. Koepfli et al., Genome-wide Evidence reveals that African and Eurasian Golden Jackals are distinct Species, in Current Biology, vol. 25, n. 16, 2015,  pp. 2158-2165, DOI:10.1016/j.cub.2015.06.060.
- (EN) N. Kopaliani et al., Gene Flow between Wolf and Shepherd Dog Populations in Georgia (Caucasus), in Journal of Heredity, vol. 105, n. 3, 2014,  pp. 345-353, DOI:10.1093/jhered/esu014.
- (EN) J. A. Leonard et al., Megafaunal extinctions and the disappearance of a specialized wolf ecomorph, in Current Biology, vol. 17, n. 13, 2007,  pp. 1146-1150, DOI:10.1016/j.cub.2007.05.072, PMID 17583509.
- (EN) S. Matsumura, Y. Inoshima e N. Ishiguro, Reconstructing the colonization history of lost wolf lineages by the analysis of the mitochondrial genome, in Molecular Phylogenetics and Evolution, vol. 80, n. 1, 2014,  pp. 105-112, DOI:10.1016/j.ympev.2014.08.004, PMID 25132126.
- (EN) L. D. Mech, Canis lupus, in Mammalian Species, n. 37, 1974,  pp. 1-6, DOI:10.2307/3503924.
- (EN) L. D. Mech, Alpha status, dominance, and division of labor in wolf packs, in Canadian Journal of Zoology, vol. 77, n. 8, 1999,  pp. 1196-1203, DOI:10.1139/z03-159.
- (EN) L. D. Mech et al., Production of Hybrids between Western Gray Wolves and Western Coyotes, in PLoS ONE, vol. 9, n. 2, 2014, DOI:10.1371/journal.pone.0088861, PMID 24586418.
- (EN) G. S. Miller Jr., The names of the large wolves of northern and western North America, in Smithsonian Miscellaneous Collections, vol. 59, n. 15, 1912,  pp. 1-5. URL consultato il 7 dicembre 2018 (archiviato dall'url originale il 9 dicembre 2018).
- (EN) V. Morell, How do you save a wolf that’s not really a wolf?, in Science, 2016, DOI:10.1126/science.aag0699.
- (EN) A.E. Moura et al., Unregulated hunting and genetic recovery from a severe population decline: the cautionary case of Bulgarian wolves, in Conservation Genetics, vol. 15, n. 405, 2014,  pp. 405-417, DOI:10.1007/s10592-013-0547-y.
- (EN) V. Muñoz-Fuentes et al., Ecological factors drive differentiation in wolves from British Columbia, in Journal of Biogeography, vol. 36, n. 8, 2009,  pp. 1516-1531, DOI:10.1111/j.1365-2699.2008.02067.x.
- (EN) E. W. Nelson e E. A. Goldman, A new wolf from Mexico, in Journal of Mammalogy, vol. 10, n. 2, 1929,  pp. 165-166, DOI:10.2307/1373839.
- (EN) R. Nowak, Wolves: The great travelers of evolution, in International Wolf, vol. 2, n. 4, 1992,  pp. 3-7.
- (EN) R. M. Nowak e N. E. Federoff, The systematic status of the Italian wolf "Canis lupus", in Acta theriologica, vol. 47, n. 3, 2002,  pp. 333-338, DOI:10.1007/BF03194151.
- (EN) M. Pilot et al., Genetic Variability of the Grey Wolf Canis lupus in the Caucasus in Comparison with Europe and the Middle East: Distinct or Intermediary Population?, in PLOS ONE, vol. 9, n. 4, 2014, DOI:10.1371/journal.pone.0093828.
- (EN) R. I. Pocock, LXVI.—Preliminary diagnoses of some new races of South Arabian mammals, in Journal of Natural History Series 10, vol. 14, n. 84, 1934,  p. 63, DOI:10.1080/00222933408654939.
- (EN) R. I. Pocock, The Races if Canis lupus, in Proceedings of the Zoological Society of London, vol. 105, n. 3, 1935,  pp. 647-686, DOI:10.1111/j.1096-3642.1935.tb01687.x.
- (EN) O. Ramirez et al., Genetic assessment of the Iberian wolf Canis lupus signatus captive breeding program, in Conservation Genetics, vol. 7, n. 6, 2006,  pp. 861-878, DOI:10.1007/s10592-006-9123-z.
- (EN) E. Randi et al., Mitochondrial DNA variability in Italian and east European wolves: Detecting the consequences of small population size and hybridization, in Conservation Biology, vol. 14, n. 2, 2000,  pp. 464-473, DOI:10.1046/j.1523-1739.2000.98280.x.
- (EN) E. S. Richardson e D. Andriashek, Wolf (Canis lupus) Predation of a Polar Bear (Ursus maritimus) Cub on the Sea Ice off Northwestern Banks Island, Northwest Territories, Canada (PDF), in Arctic, vol. 59, n. 3, 2006,  pp. 322-324, DOI:10.14430/arctic318. URL consultato il 29 maggio 2014 (archiviato dall'url originale l'8 agosto 2017).
- D. K. Sharma et al., Ancient wolf lineages in India, in Proceedings of the Royal Society B: Biological Sciences, vol. 271, Suppl 3, 2004,  pp. S1–S4, DOI:10.1098/rsbl.2003.0071, PMC 1809981, PMID 15101402.
- (EN) M. Sotnikova e L. Rook, Dispersal of the Canini (Mammalia, Canidae: Caninae) across Eurasia during the Late Miocene to Early Pleistocene, in Quaternary International, vol. 212, n. 2, 2010,  pp. 86-97, DOI:10.1016/j.quaint.2009.06.008.
- (EN) W. H. Sykes, Catalogue of the Mammalia of Dukun (Deccan); with observations on the habits, etc., and characters of new species, in Proceedings of the Committee of Science and Correspondence of the Zoological Society of London 1830–1831, vol. 1, 1831,  p. 101.
- (NL) C. J. Temminck, Over de Kennis en de Verbreiding der Zoogdieren van Japan, in Tijidschrift voor Natuurlijke Geschiedenis en Physiologie, vol. 5, 1839,  pp. 274-293.
- (EN) O. Thalmann et al., Complete Mitochondrial Genomes of Ancient Canids Suggest a European Origin of Domestic Dogs, in Science, vol. 342, n. 6160, AAAS, 2013,  pp. 871-874, DOI:10.1126/science.1243650, PMID 24233726.
- (EN) F. Therrien, Mandibular force profiles of extant carnivorans and implications for the feeding behaviour of extinct predators, in Journal of Zoology, vol. 267, n. 3, 2005,  pp. 249-270, DOI:10.1017/S0952836905007430.
- (EN) C. Vilà e R. K. Wayne, Hybridization between Wolves and Dogs, in Conservation Biology, vol. 13, n. 1, 1999,  pp. 195-198, DOI:10.1046/j.1523-1739.1999.97425.x.
- (EN) B. M. vonHoldt et al., Whole-genome sequence analysis shows that two endemic species of North American wolf are admixtures of the coyote and gray wolf, in Science Advances, vol. 2, n. 7, 2016,  pp. e1501714, DOI:10.1126/sciadv.1501714.
- (EN) R. K. Wayne et al., Mitochondrial DNA variability of the gray wolf: genetic consequences of population decline and habitat fragmentation, in Conservation Biology, vol. 6, n. 4, 1992,  pp. 559-569, DOI:10.1046/j.1523-1739.1992.06040559.x.
- (EN) R. K. Wayne, Molecular evolution of the dog family, in Trends in Genetics, vol. 9, n. 6, 1993,  pp. 218-224, DOI:10.1016/0168-9525(93)90122-X.
- (EN) B. V. Weckworth et al., A Signal for Independent Coastal and Continental histories among North American wolves, in Molecular Ecology, vol. 14, n. 4, 2005,  pp. 917-931, DOI:10.1111/j.1365-294X.2005.02461.x, PMID 15773925.
- (EN) B. V. Weckworth et al., Phylogeography of wolves (Canis lupus) in the Pacific Northwest, in Journal of Mammalogy, vol. 91, n. 2, 2010,  pp. 363-375, DOI:10.1644/09-MAMM-A-036.1.
- (EN) B. V. Weckworth et al., Going Coastal: Shared Evolutionary History between Coastal British Columbia and Southeast Alaska Wolves (Canis lupus), in PLoS ONE, vol. 6, n. 5, 2011,  pp. e19582, DOI:10.1371/journal.pone.0019582, PMID 21573241.
- (EN) G. Werhan et al., The Diversity in the Genus Canis Challenges Conservation Biology: A Review of Available Data on Asian Wolves, in Frontiers in Ecology and Evolution, vol. 10, n. 2-4, 2022,  pp. 382-387, DOI:10.3389/fevo.2022.782528.
- (EN) J. D. Yeakel et al., The impact of climate change on the structure of Pleistocene food webs across the mammoth steppe, in Proceedings of the Royal Society B: Biological Sciences, vol. 280, n. 1762, 2013, DOI:10.1098/rspb.2013.0239, PMC 3673045, PMID 23658198.
- (EN) H. Zhang e Lei Chen, The complete mitochondrial genome of dhole Cuon alpinus: Phylogenetic analysis and dating evolutionary divergence within canidae, in Molecular Biology Reports, vol. 38, n. 3, 2010,  pp. 1651-1660, DOI:10.1007/s11033-010-0276-y, PMID 208596941.
- (EN) K. Zub et al., Wolf Pack Territory Marking in the Białowieża Primeval Forest (Poland), in Behaviour, vol. 140, n. 5, 2003,  pp. 635-648, DOI:10.1163/156853903322149478, JSTOR 4536049.